# Carabacel
Le quartier Carabacel est un quartier de Nice.

## Situation et accès
Ce quartier est situé directement au nord de la Vieille-Ville au-delà du Paillon, le torrent fluvial qui passe dans la ville (actuellement recouvert par des jardins ou des édifices publics pour sa partie centrale).

## Origine du nom
L'origine étymologique est locale (car en celte = colline, mont, rocher). 

## Historique

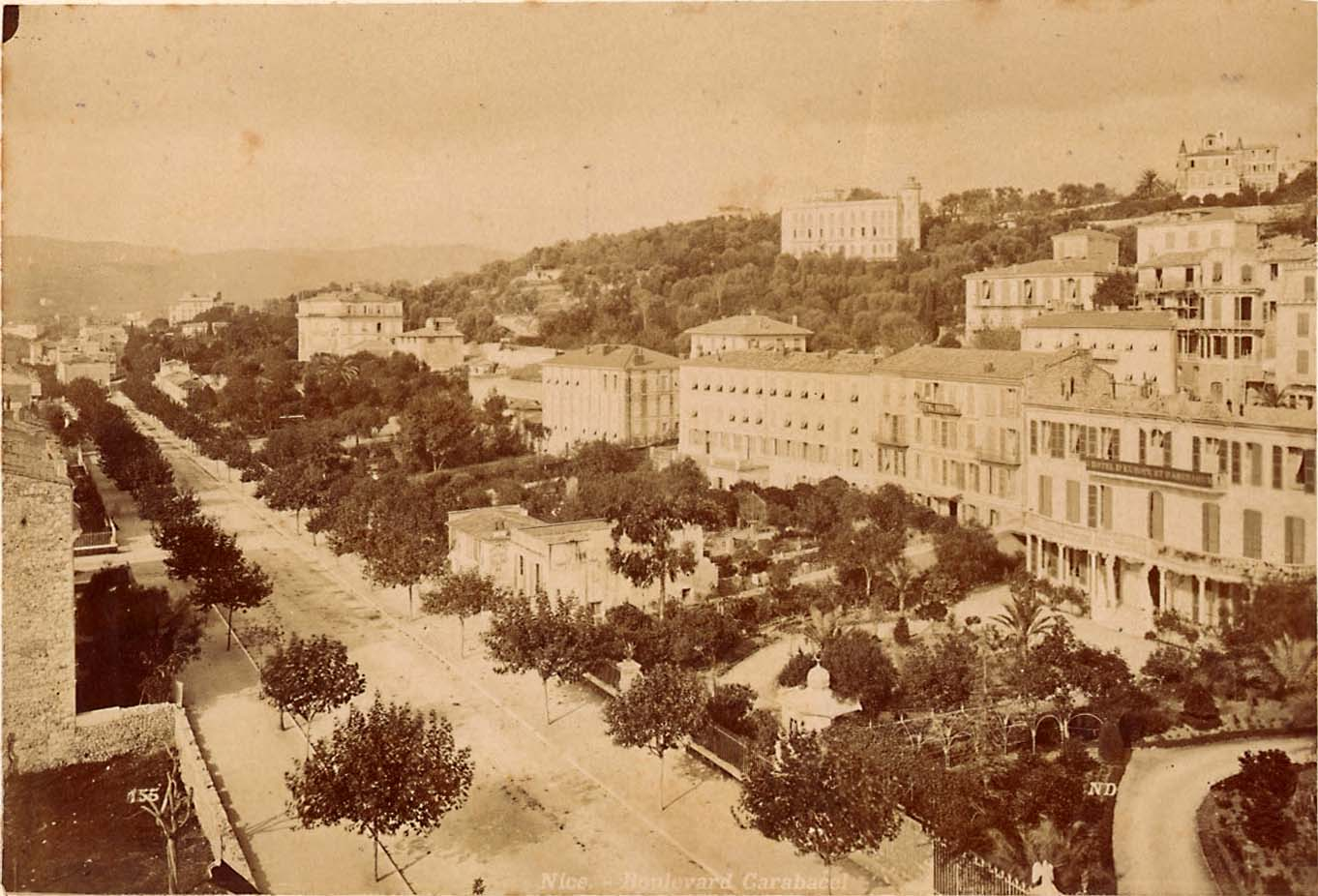
Boulevard Carabacel en 1905

On pourrait supposer que la colline pouvait servir de carrière (la colline du Château étant réservée à la défense). Au Moyen Âge, le terme de faubourg Saint-Jean-Baptiste est figuré sur les plans et les écrits notariaux.
Ce quartier s'est développé très tôt dès la construction du pont Saint-Antoine, appelé ensuite Pont vieux lorsque le pont neuf situé sur l'actuelle place Masséna soit construit en 1824. Le pont Saint-Antoine permettait l'accès vers la France dont la frontière s'arrêtait aux rives du Var.
La partie située en-deçà de la voie ferrée, dans la plaine niçoise, portait initialement le nom de quartier Beaulieu.
Les constructions remplacèrent les potagers du Moyen Âge, le plan régulateur du Consiglio d'Ornato, mit fin dans les années 1850 à l'urbanisation anarchique du faubourg. Toutefois, le plan régulateur s'arrêtait - hélas ! - à l'actuel boulevard Dubouchage ce qui donna une certaine cacophonie urbaine au-delà du boulevard dans les années 1860…
En 1999, le quartier comptait 9 799 habitants, en baisse de 18,42 % par rapport à 1975. La densité de population y est élevée.
|  | La colline de Carabacel était cultivée depuis longtemps d'oliviers. Des sentiers muletiers serpentaient vers Cimiez entre les propriétés (il reste l'ancien chemin des arènes et l'avenue des arène de Cimiez). Les troupes françaises du roi soleil utilisèrent son sommet pour y installer leurs pièces d'artillerie destinées à pilonner la citadelle. Après le minage des remparts et de la citadelle en 1708, la ville explosa de toutes parts (de vigueur et d'expansion). Les couvents et belles demeures s'y installèrent durant XVIIIe siècle. Avec l'essor touristique, les premiers hôtels se construisirent, de riches étrangers achetèrent des pans entiers de la colline (comme Emile Bieckert) avant revente en lopins urbains et luxueux. |

## Voies du quartier et constructions intéressantes
Code postal : 06000

### A

#### Alberti(rue)

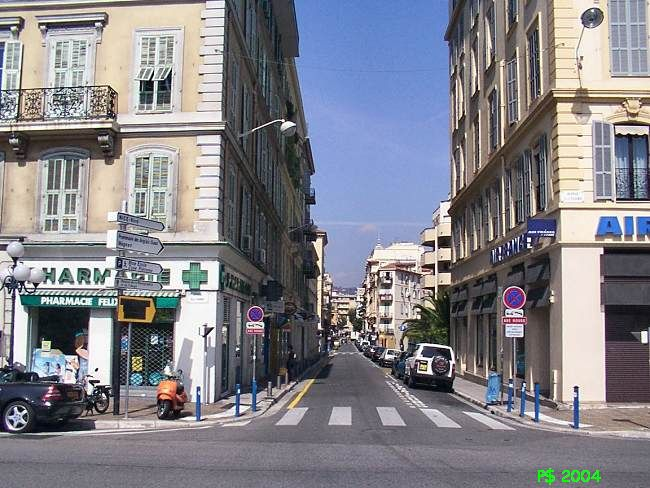
La rue Alberti à son départ de l'avenue Félix-Faure. Direction N

- no 21 bis : Palais Eldorado

#### Arènes de Cimiez (avenue des)
Classée dans ce quartier pour la partie basse, elle continue vers le quartier de Cimiez où elle débouche sur les arènes antiques romaines.

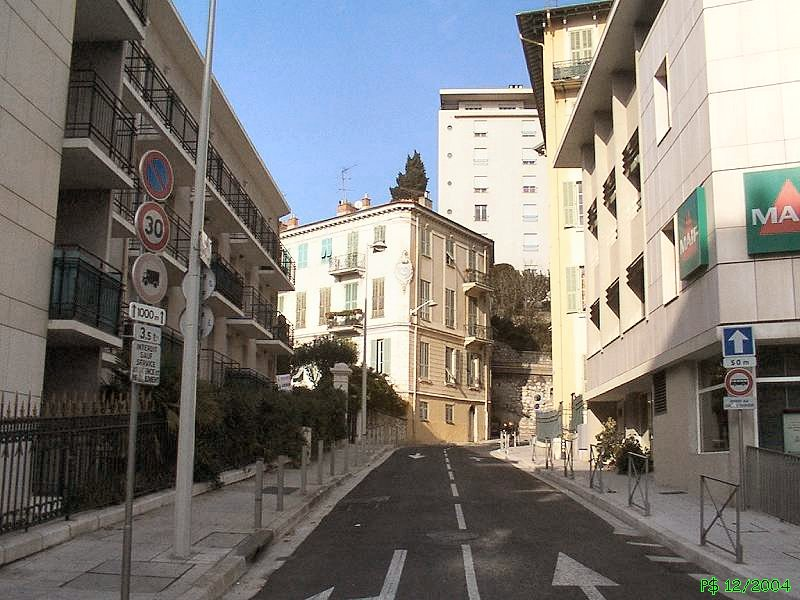
Départ de l'avenue des Arènes au niveau du boulevard Carabacel / Acropolis.
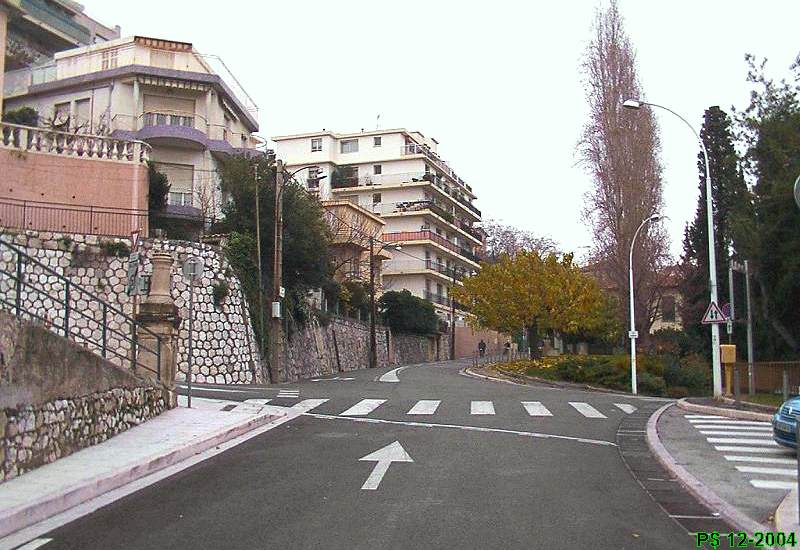
L'avenue des Arènes partie inférieure. Adroite, carrefour pour descendre vers la vallée du Paillon. Quartier de Cimiez, direction N.
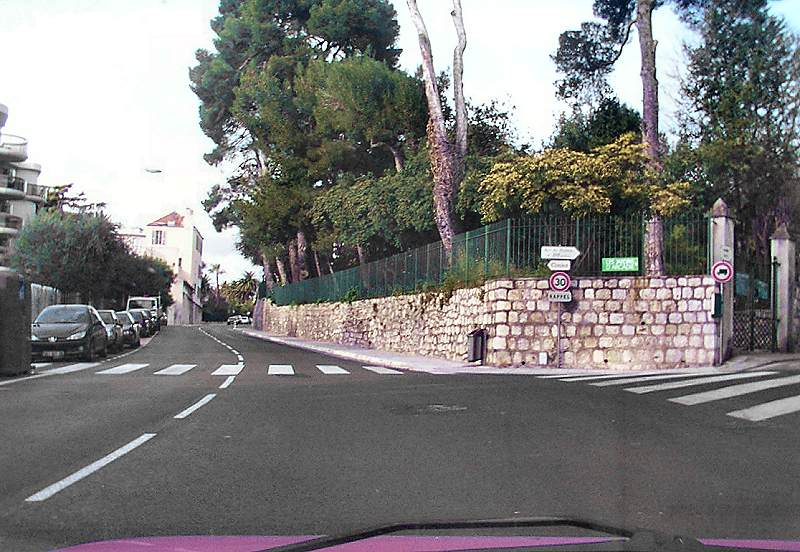
L'avenue des Arènes sur sa partie supérieure, près des arènes de Cimiez. Quartier de Cimiez, direction N

- no 4 : Palais des Arènes : Civalleri et Delserre, architectes - 1908

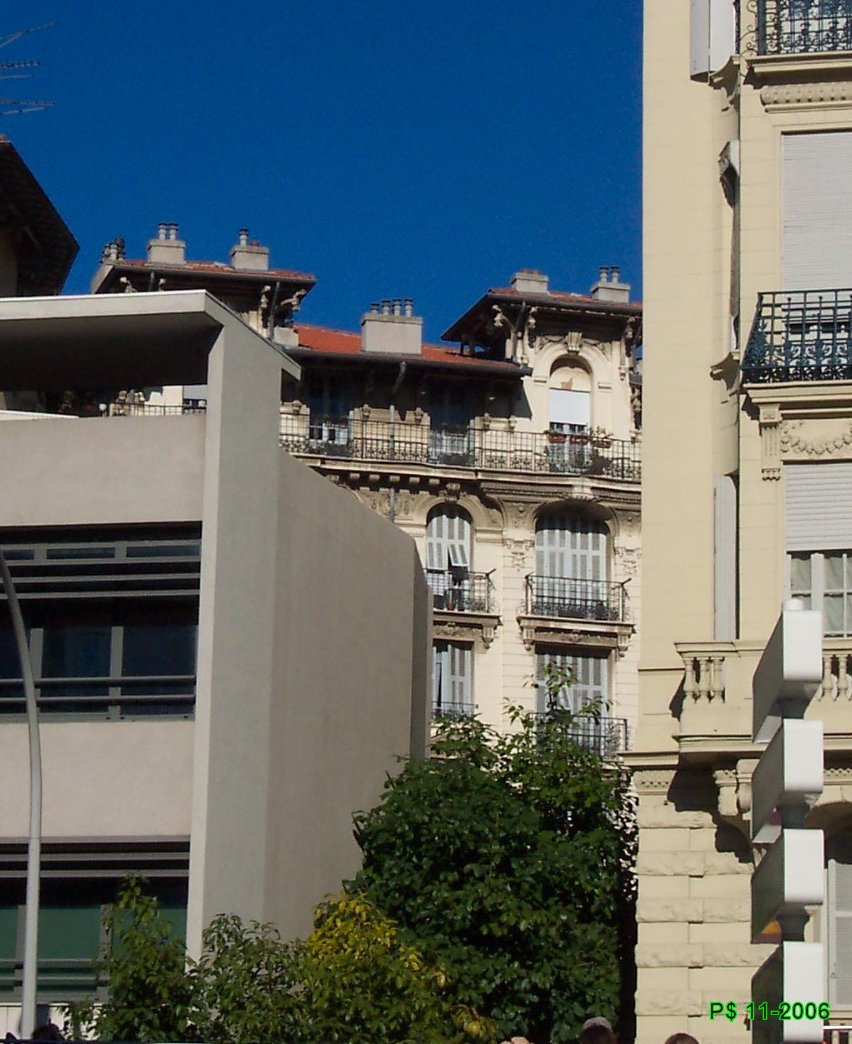
Palais des Arènes

#### Assalit (rue)
Voie E⇒W du boulevard Carabacel vers l'avenue Jean-Medecin. Petits commerces et habitations.

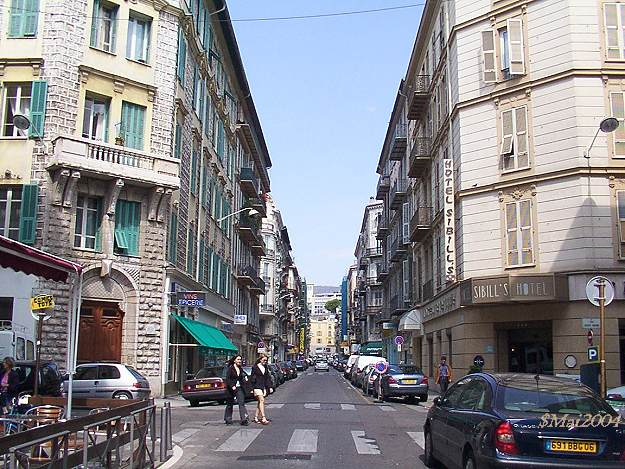
La rue Assalit, peu après l'avenue Jean-Medecin, direction Est.

- no 1 (coin avenue Desambrois) : Palais Desambrois

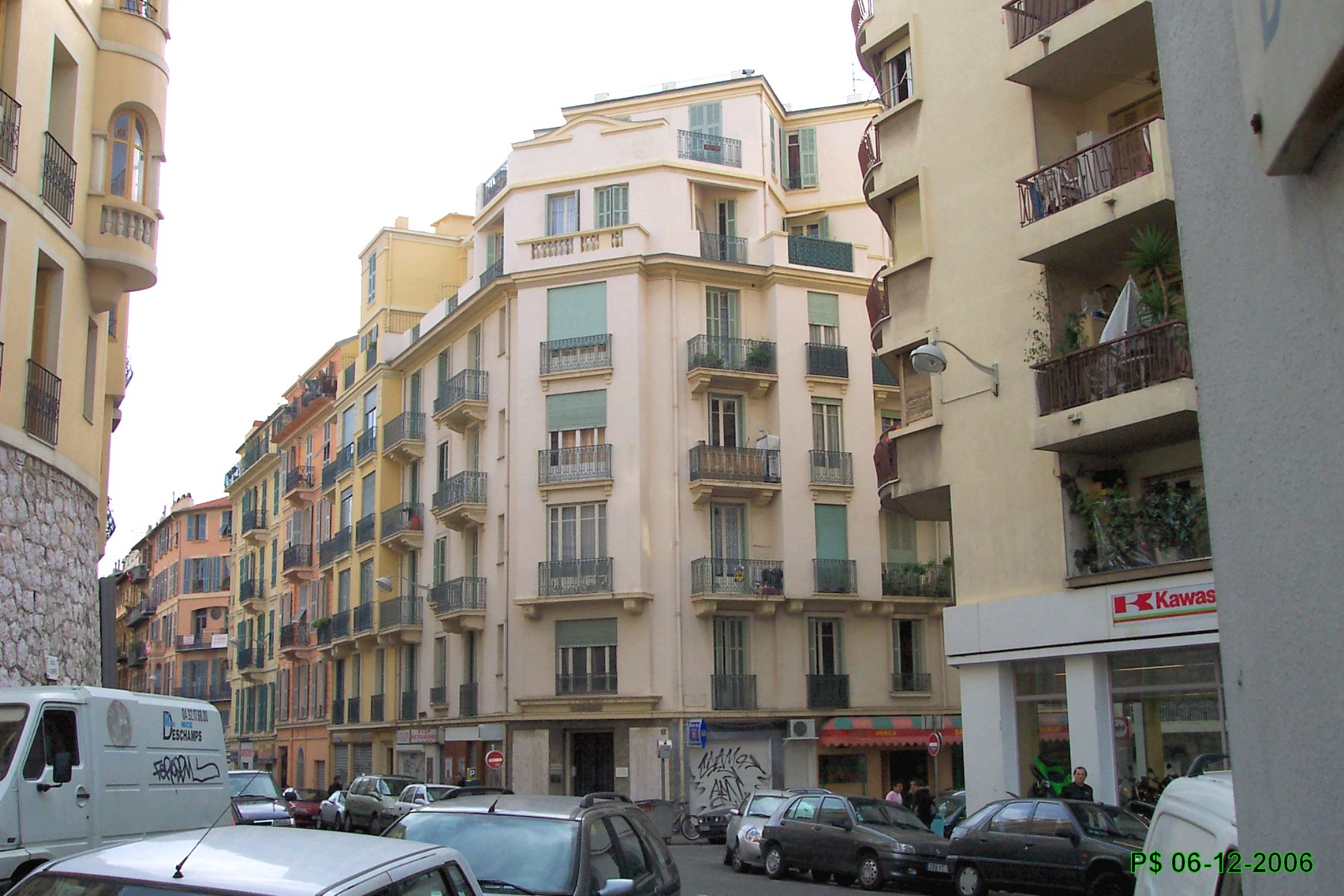
Vue générale - Prise de vue vers le sud
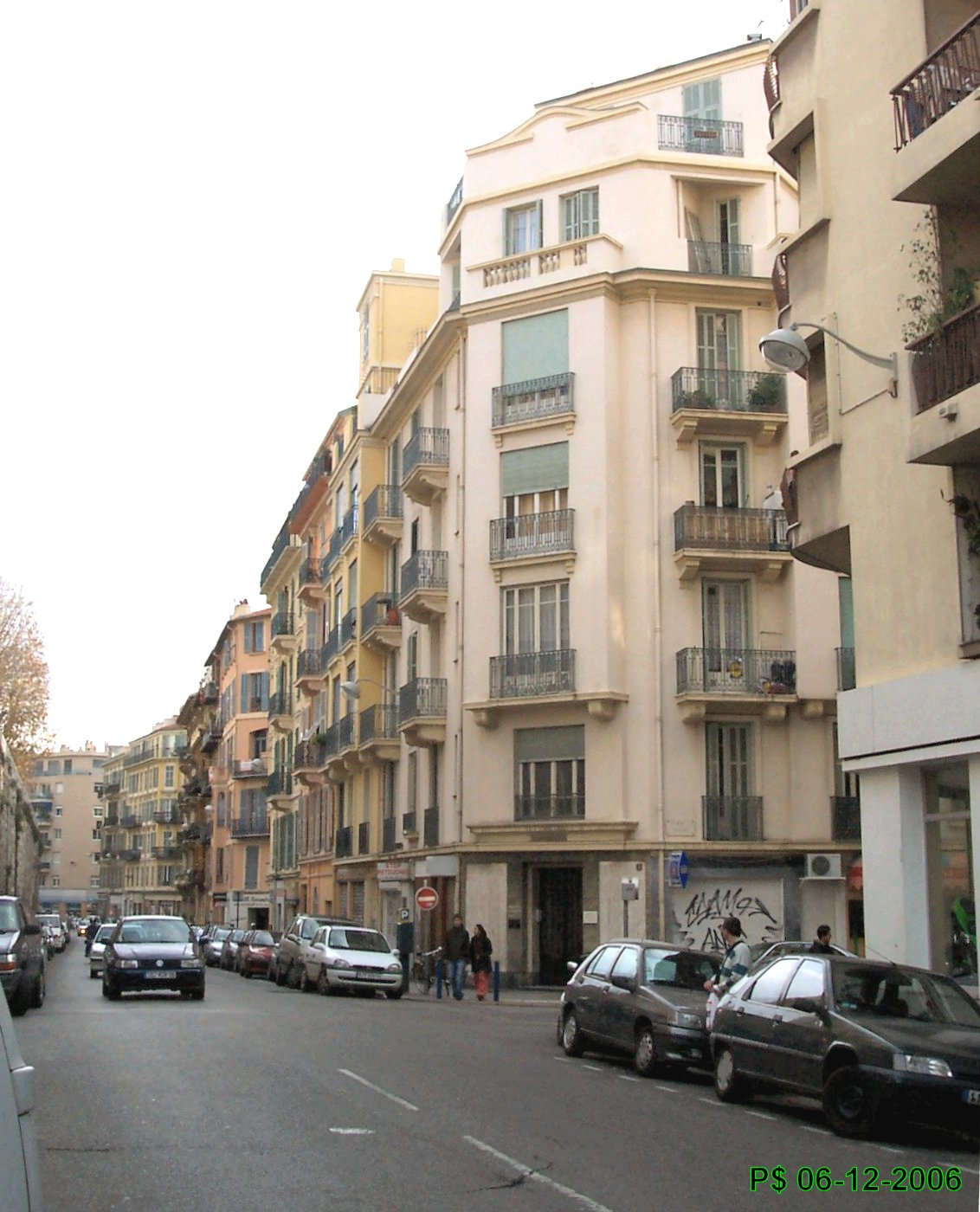
Vue générale dans l'avenue Désambrois
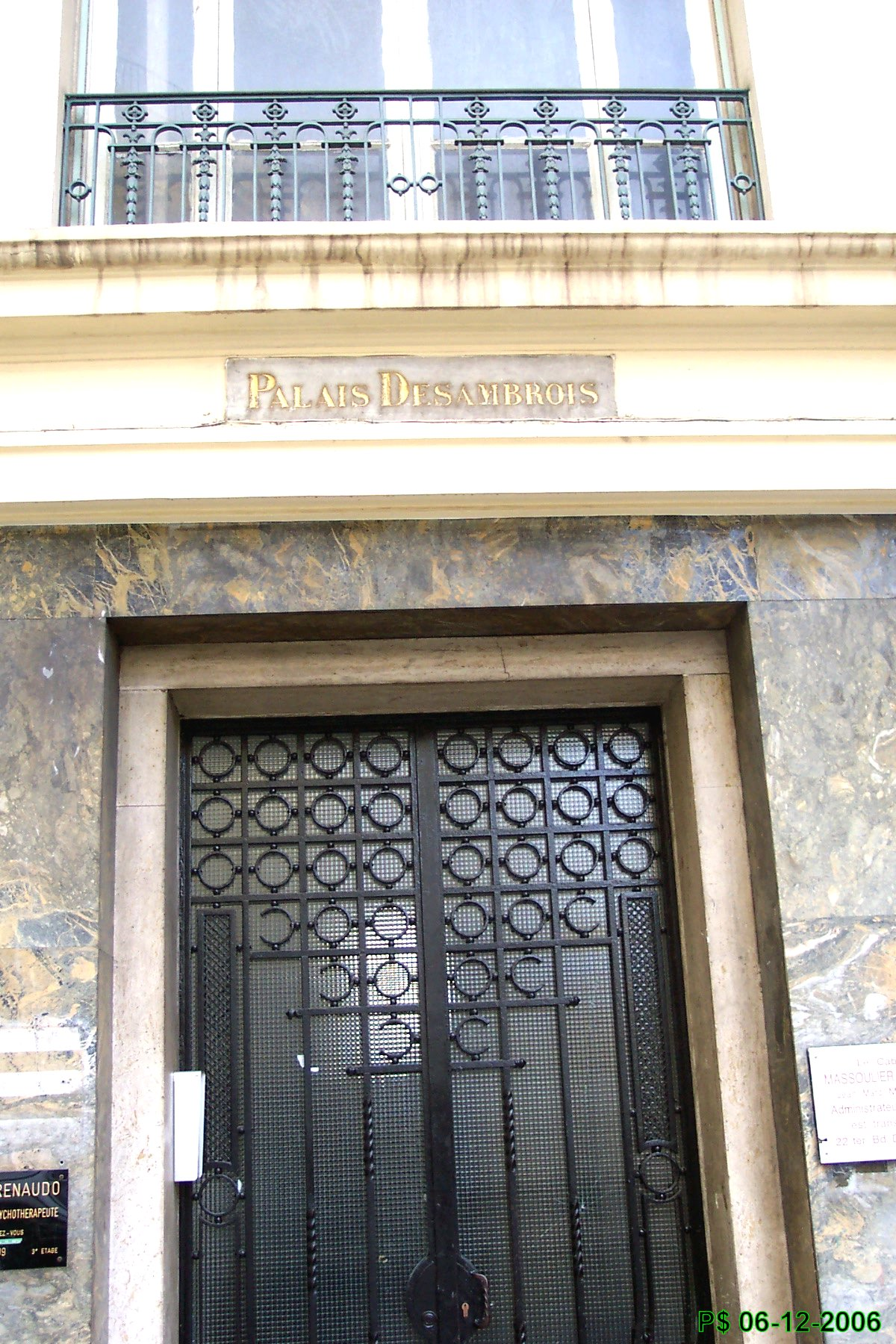
La porte d'entrée nominative

### B

#### Balestre(rue)
La rue débute à la hauteur de la rue Spitalieri pour terminer avec l'intersection de l'avenue du Maréchal Foch. Jadis, elle s'appelait la rue des Prés (seule la ruelle a conservé son appellation d'origine). Depuis 1933, elle commémore le docteur A.Balestre (1850-1922), professeur émérite, notable et érudit niçois.

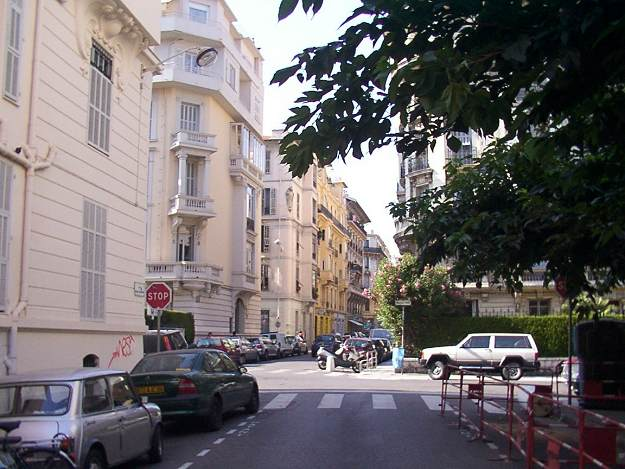
La rue du Dr Balestre au carrefour de l'avenue Foch.
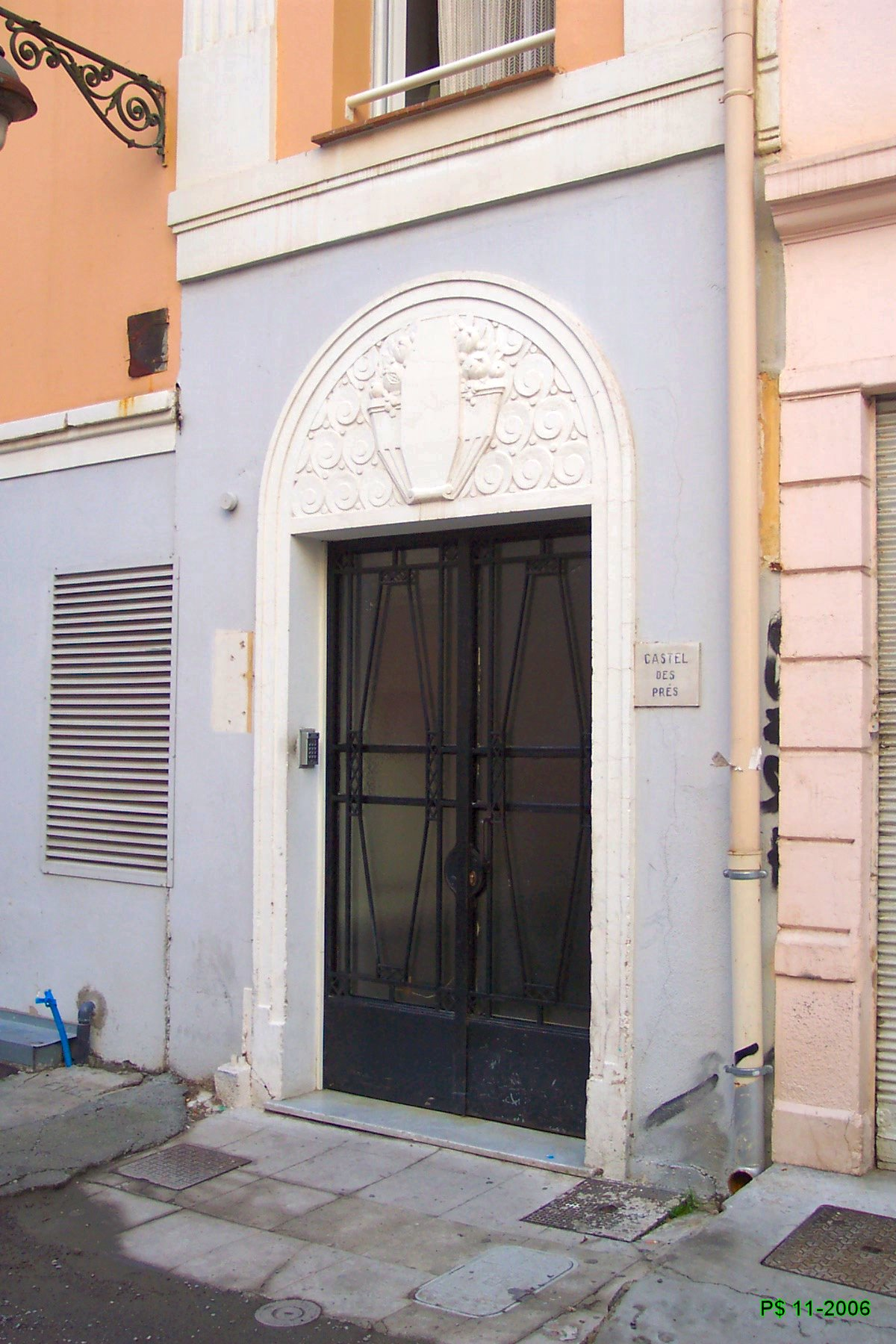
Le Castel des Prés dans la rue du Dr Balestre prolongée. Entrée nominative.

- Bergondi (rue) : Petite rue entre l'avenue Pauliani et Acropolis dont le nom provient de la villa du même nom (une famille locale).

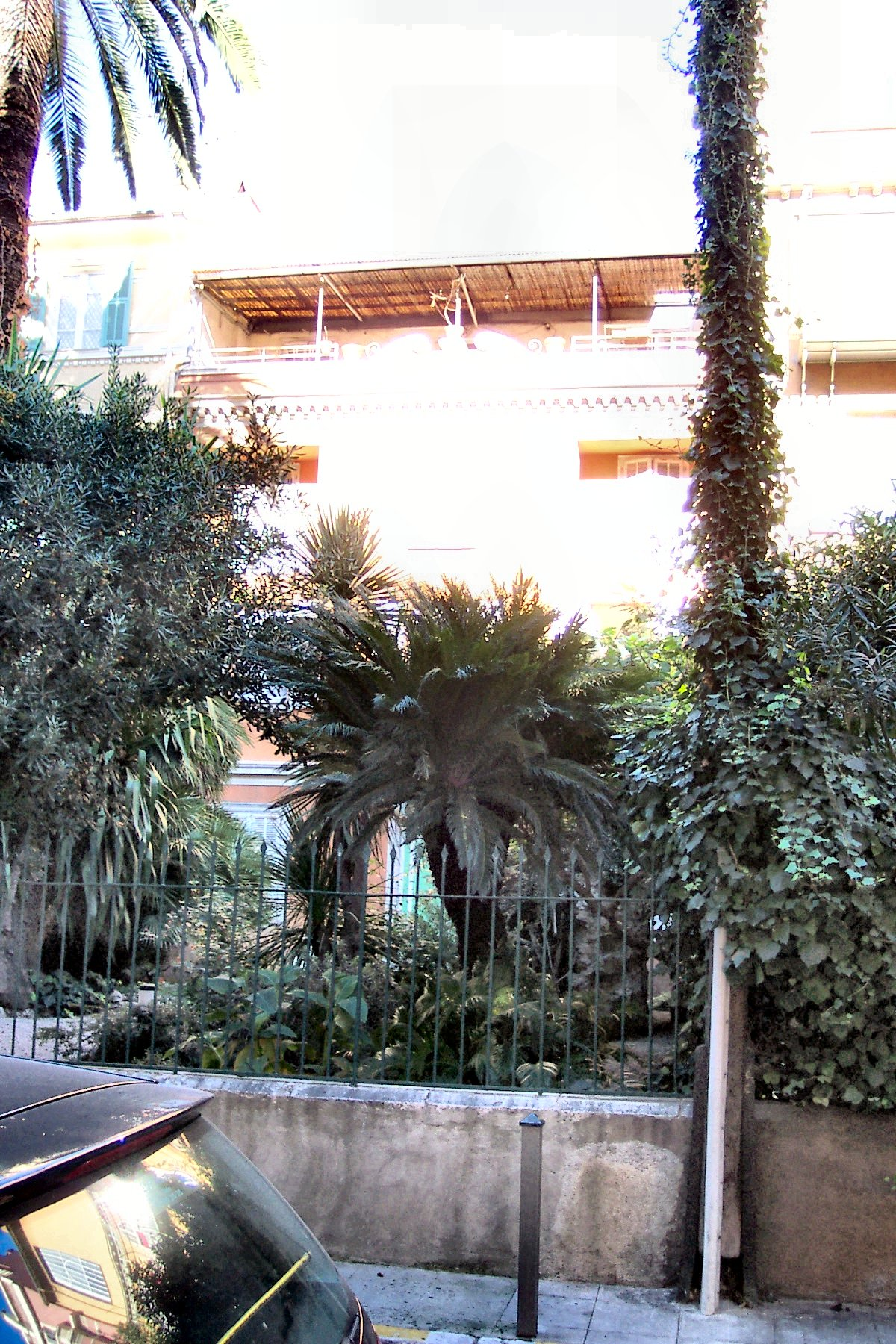
Le jardin de la villa Bergondi, rue Bergondi.
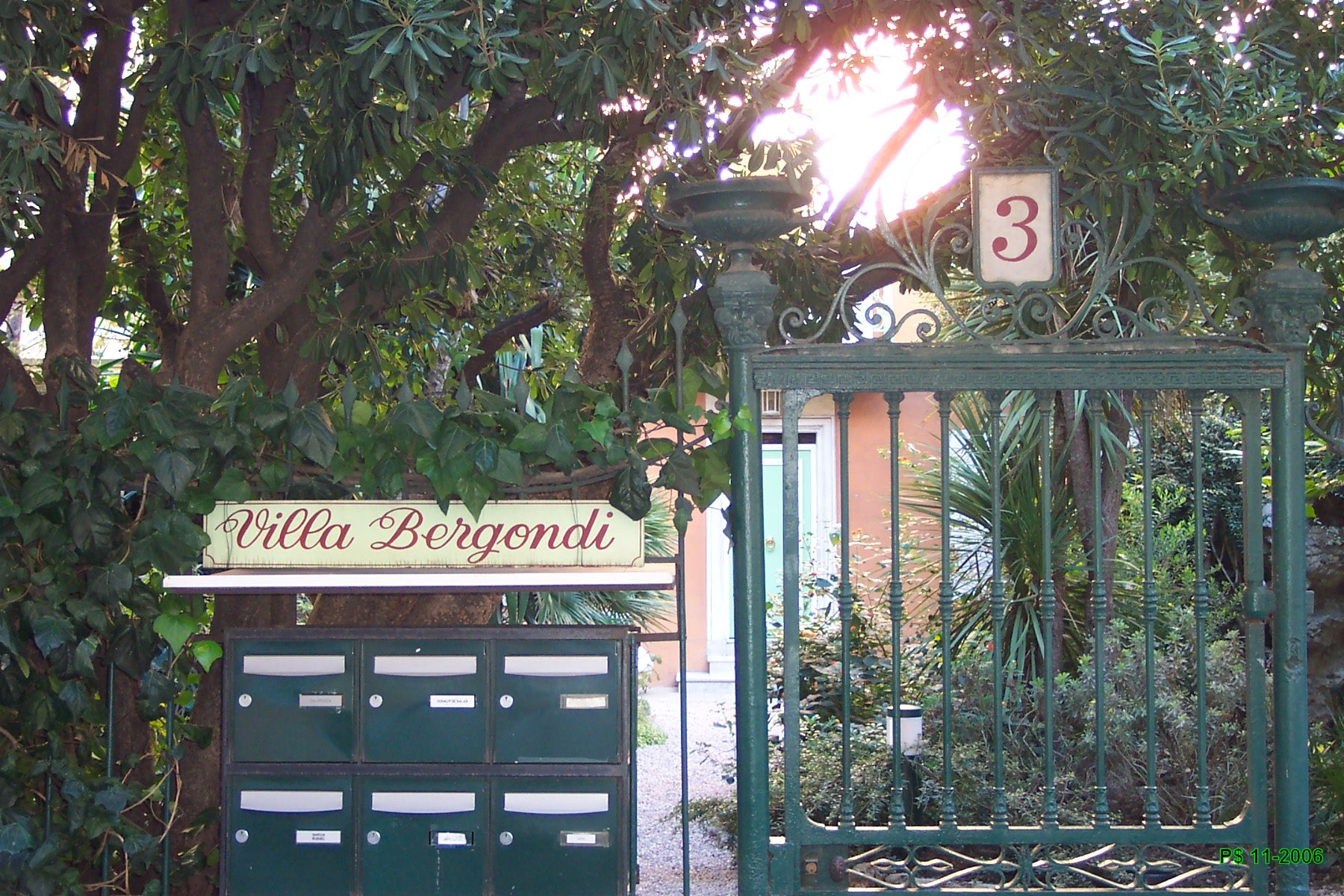
L'entrée nominative de la villa Bergondi, rue Bergondi

- Bieckert : voir à Émile-Bieckert

#### Biscarra (rue)
La rue part de l'avenue Jean-Medecin pour rejoindre l'avenue Lépante (circulation W⇒E).

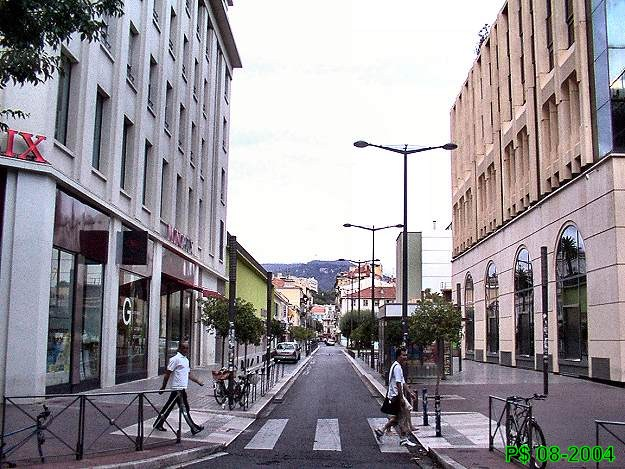
Rue Biscarra, angle avenue Jean Médecin, au fond la rue Lépante. Grands magasins des deux côtés, petits commerces ensuite.
Prise de vue direction E.

- no 9 : Palais Biscarra

#### Blacas(rue)
Nom issu du nom d'un troubadour.

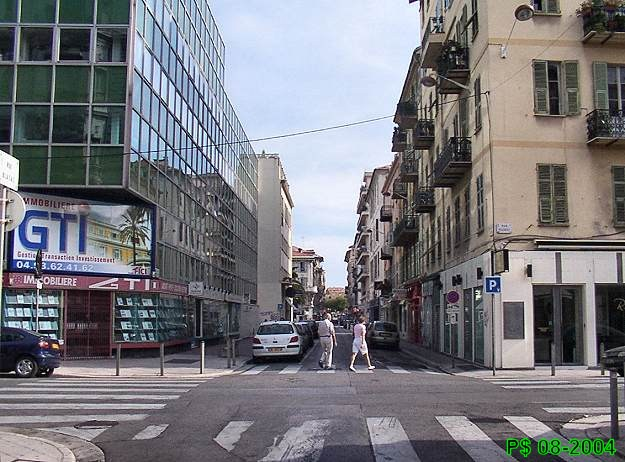
La rue Blacas au carrefour avec la rue Pastorelli, direction sud.

- no 8 (coin rue Pastorelli) : lettres M et L en fer entrelacées au-dessus de la porte. Les auteurs parlent du Palais Marie Lévy qui valut à son architecte Charles Dalmas d'être primé en 1906. Voir détail de la porte d'entrée

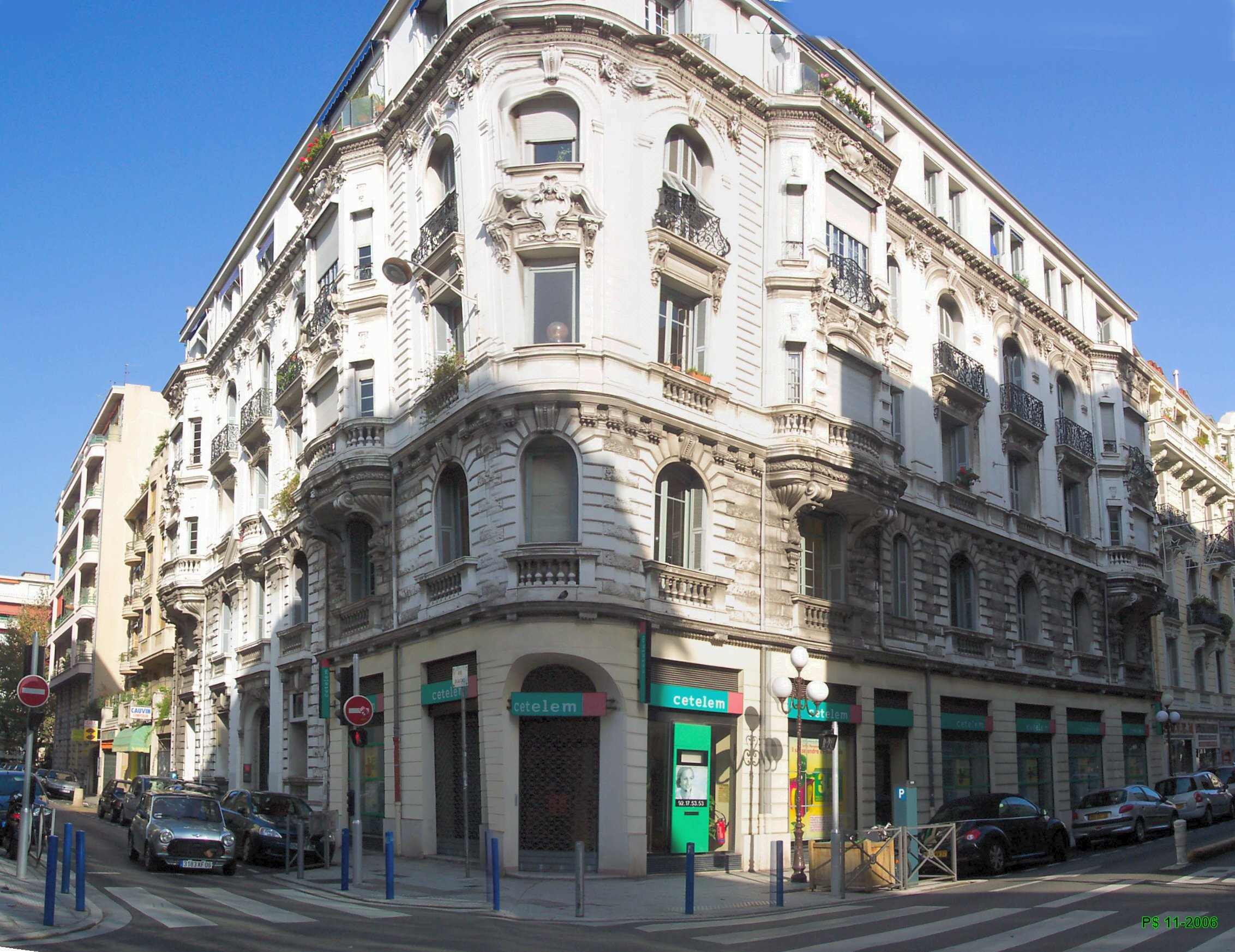
La rue Pastorelli est à droite

- no 9 : Palais Pierre Clérissy
no 10 : Palais Blacas : R. Livieri architecte 1936 ; Cagnoli & Olmi entrepreneurs 1936.

### C

#### Carabacel (boulevard)
|  |  |

Dans les plans d'urbanisation initiaux (vers 1850), le boulevard fut interdit aux commerces et arboré (respecté à ce jour à une exception très acceptable vers 1925 (Voir Maison Charles Veran). Les n° pairs sont du côté de la colline de Carabacel.
- no 6 : Palais Royal

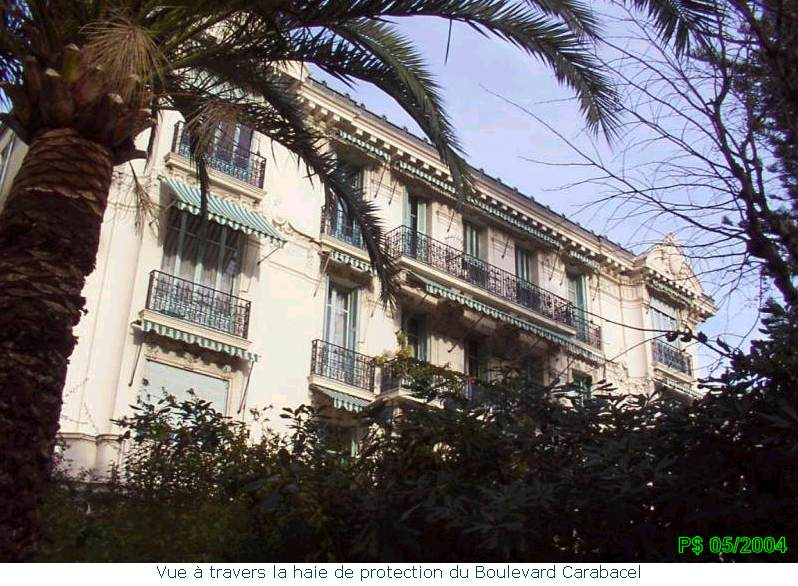
Nice. Bd Carabacel Palais royal. Vue générale extérieure.
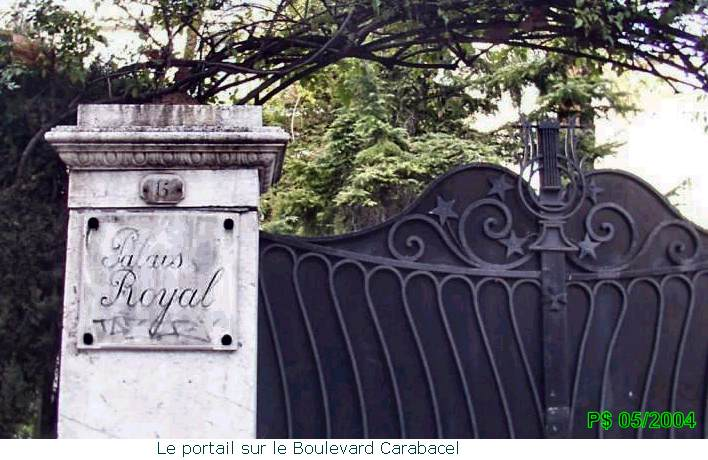
Nice. Bd Carabacel Palais royal. Le portail d'entrée sur le Boulevard.

C'est une propriété privative de la famille Costamagna (héritage de la famille Veran).
- no 7 : Maison Charles Veran

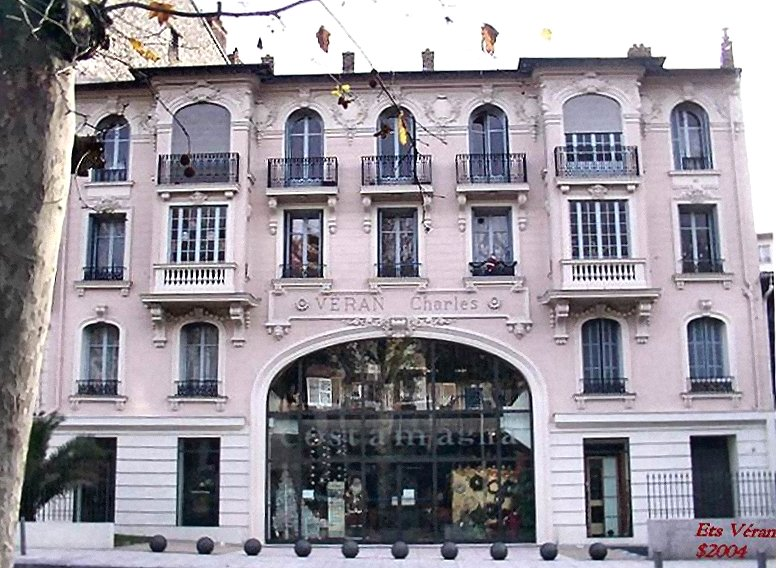
Le seul commerce du boulevard Carabacel

- no 8 : Hôtel Impérial, ancienne villa Mayrargues privative d'un banquier parisien. Elle fut construite vers 1880 par l'architecte Sébastien Marcel Biasini.
no 10 : Théâtre de l'alphabet. Cours pour amateurs et parfois spectacles.
no 14 : La Maison Blanche.
no 20 : Palais consulaire, construit par l'architecte Adrien Rey. Chambre de commerce et d'industrie de Nice-Côte d'Azur depuis 1926.

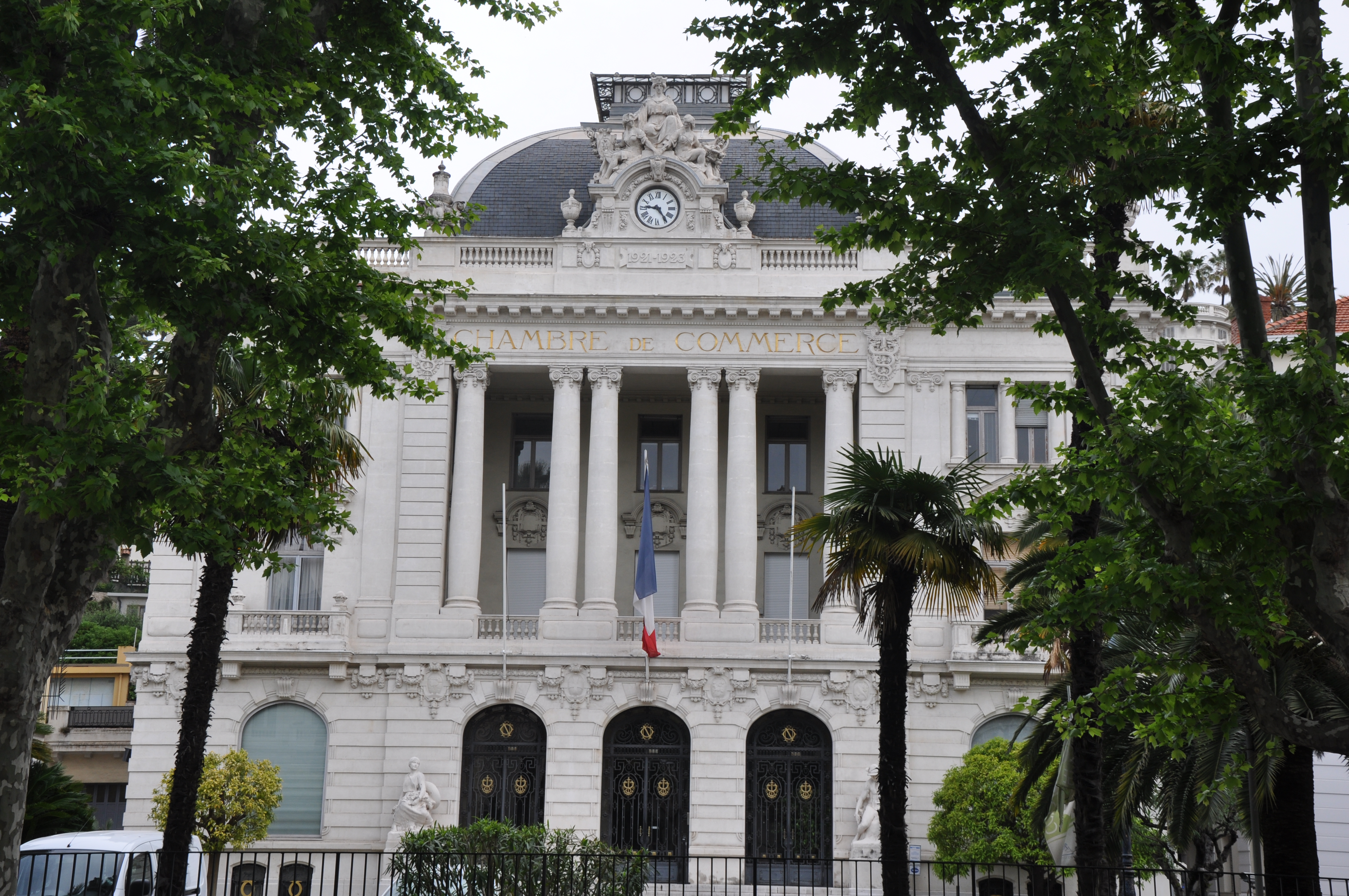
Chambre de commerce

- no 25 (angle rue Hôtel des Postes) : les auteurs signalent un palais Victor Debenedetti, 1908, dû à l'architecte Jean-Baptiste Bonifassi (1867-????)
no 28 : Le palace Grand hôtel de Nice devenu dans les années 1930 la copropriété Palais de Nice

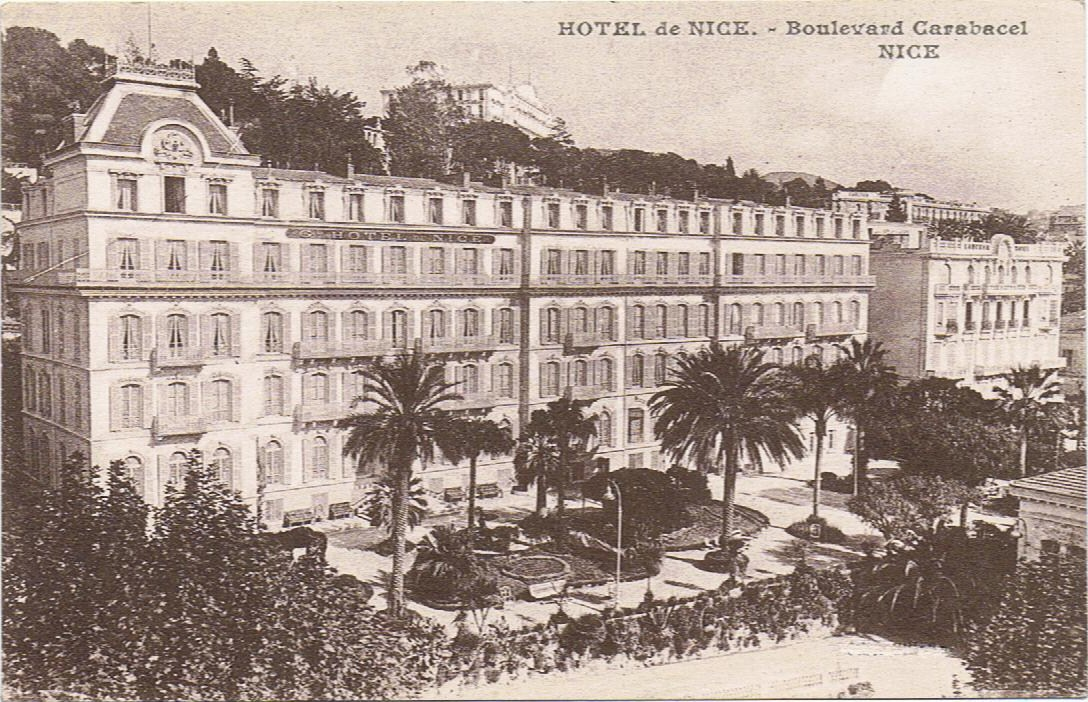
Nice. Bd Carabacel Hôtel de Nice (en 1900)
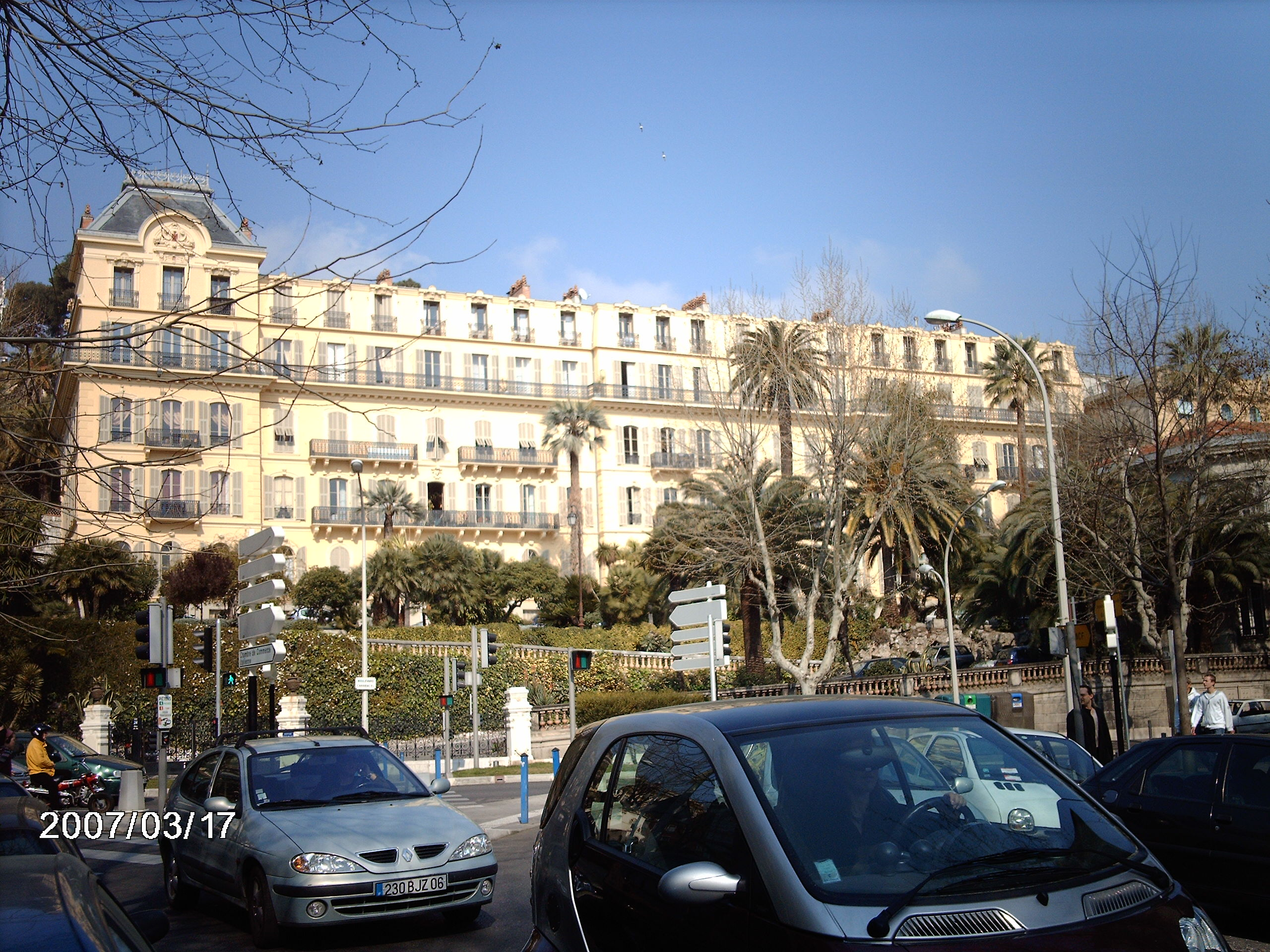
Nice. Bd Carabacel Palais de Nice (anciennement Hôtel de Nice)

- no 39 : Palais Lorenzi

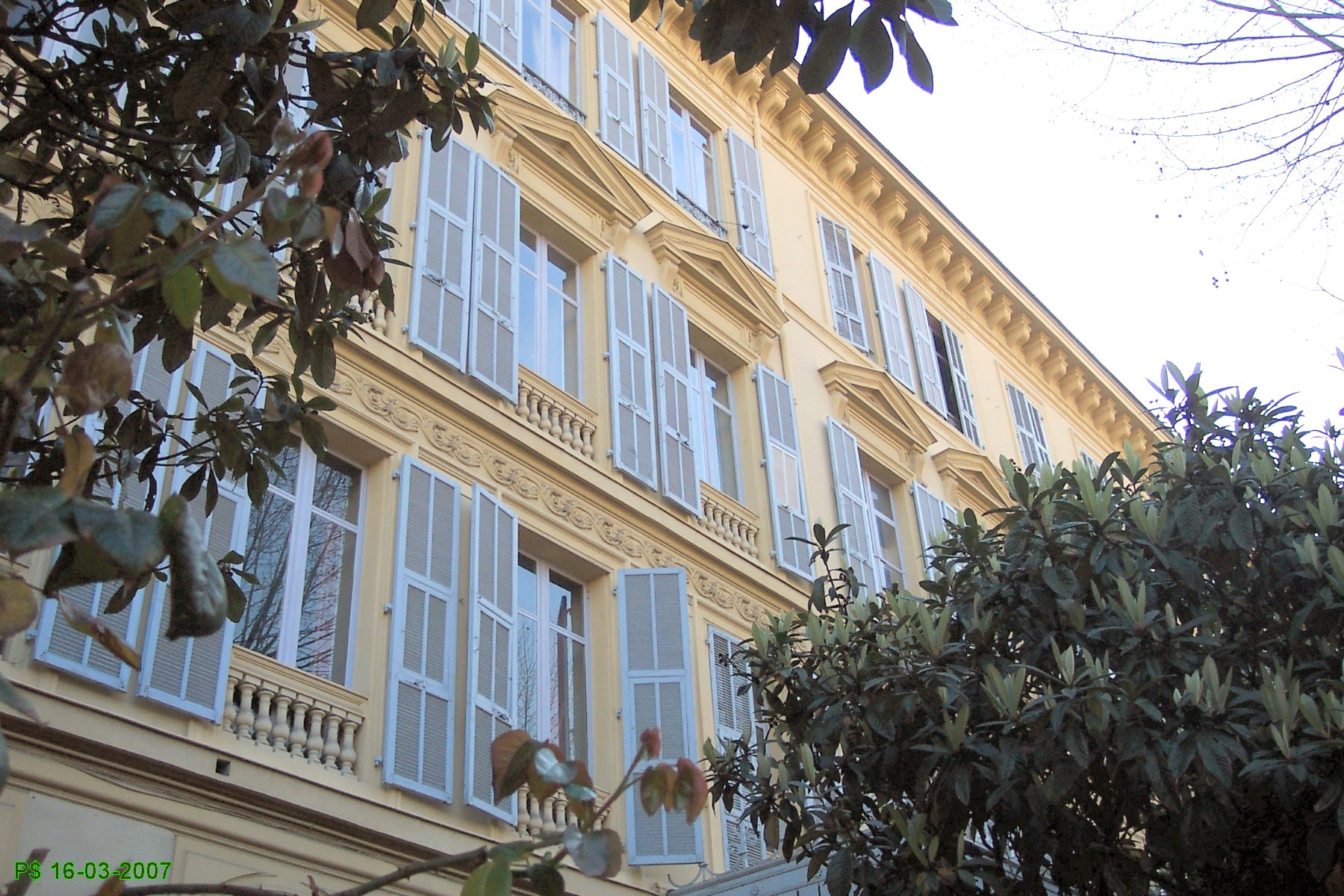
Nice. Bd Carabacel Palais Lorenzi

- Carabacel (place) : aujourd'hui place Jean-Moulin
- Chauvin (rue)
no 6 : Maison Danice

### D

#### Desambrois (avenue)
Nom simplifié de l'intendant sarde Louis des Ambrois de Nevache (Luigi des Ambrois de Névache).
- no 1 : Palais Jes Cauvin : entrée « principale » 2 bd Dubouchage
no 2 : Mas du Sablonat, 1925 Trachel. Voir image de La « Maison des nains ».
no 3 : Palais Verda
no 4 : Palais de Cimiez, Architecte: Honoré Aubert (1885-1974). L'immeuble possède une autre entrée au 1 montée Desambrois portant le nom de Castel de Cimiez. L'immeuble est situé à l'entrée de la montée vers la colline de Cimiez. Images : Vue générale et Entrée nominative.
no 9 : Palais Stella : R. Livieri arch. 1937. Images : Vue générale et Entrée nominative.
no 9 bis : Palais Hiverna. Images : Vue générale.

#### Dubouchage (boulevard)
Portant le nom républicanisé de Marc Gratet du Bouchage, préfet des Alpes-Maritimes de 1803 à 1814, sous Bonaparte puis l'empereur Napoléon Ier, le boulevard Dubouchage constituait la fin septentrionale des plans urbanistiques du Consiglio d'Ornato, dans les années 1850.

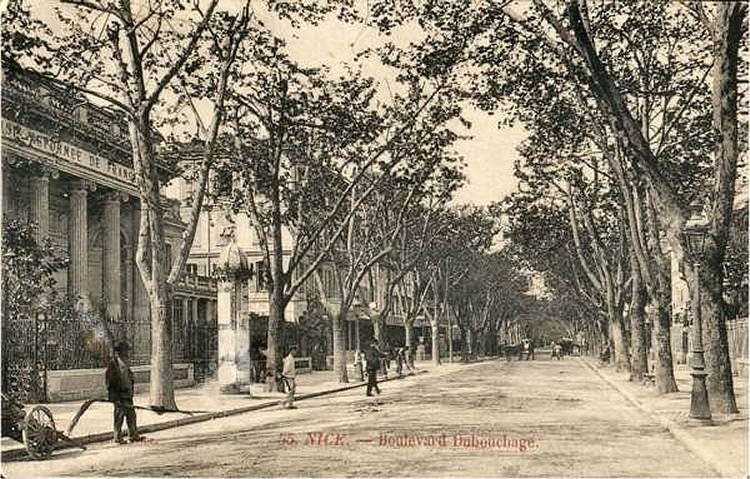
Le boulevard Dubouchage au niveau de l'actuelle bibliothèque (vers 1910).

- no 2 : Palais Jes Cauvin ; autre entrée au 1 avenue Desambrois
no 4 bis : Palais Jacqueline

- no 6 : Palais de la Paix

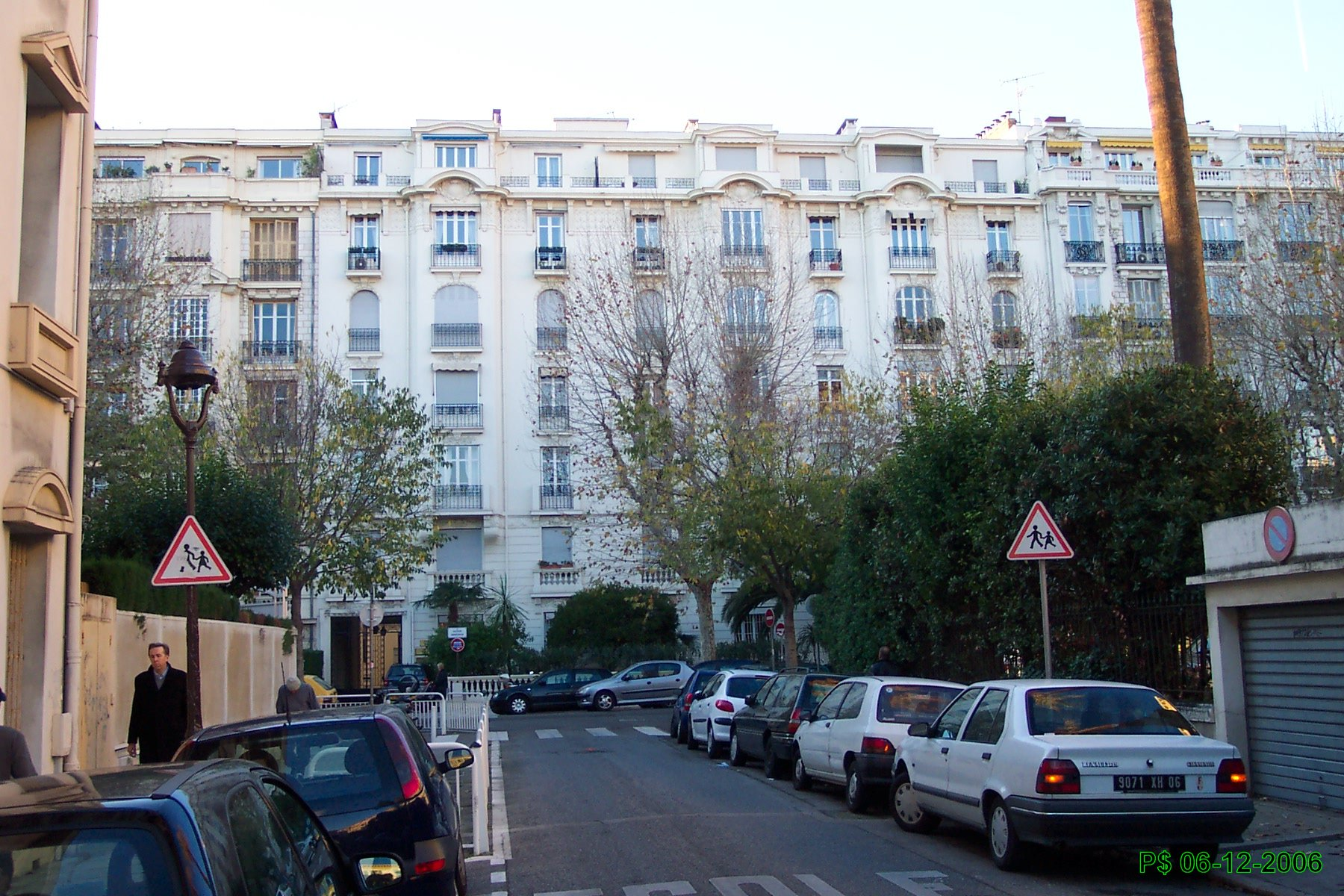
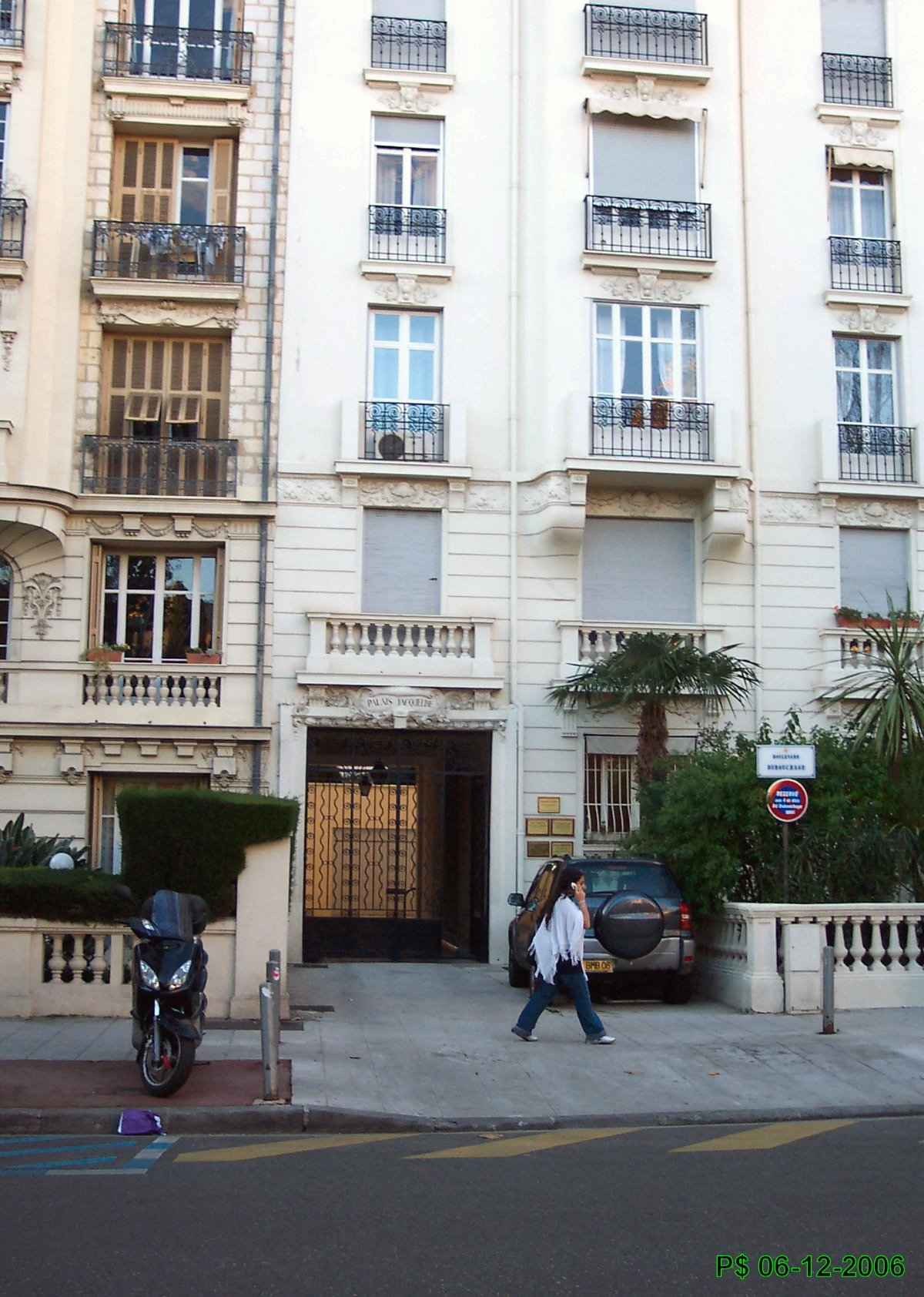
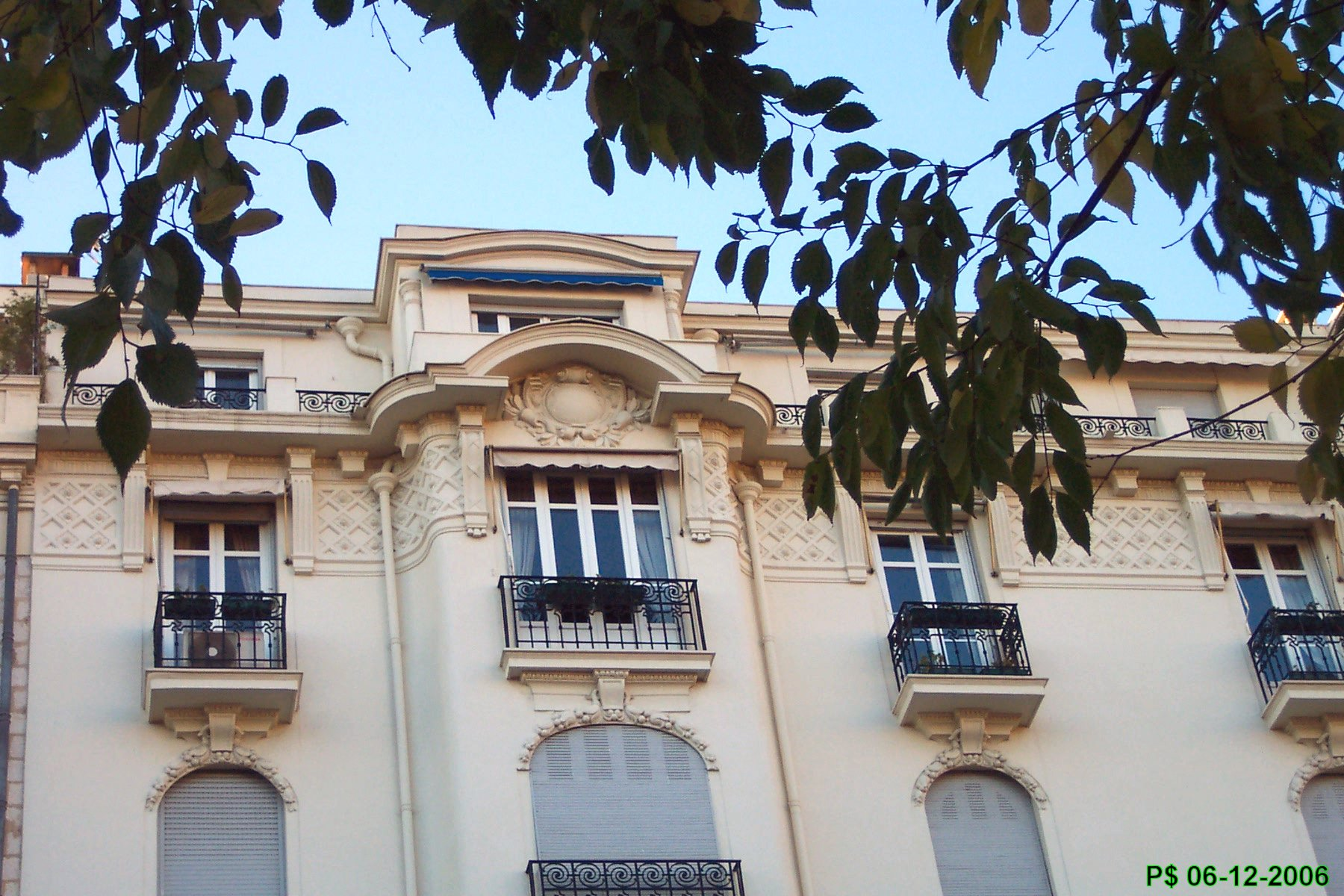

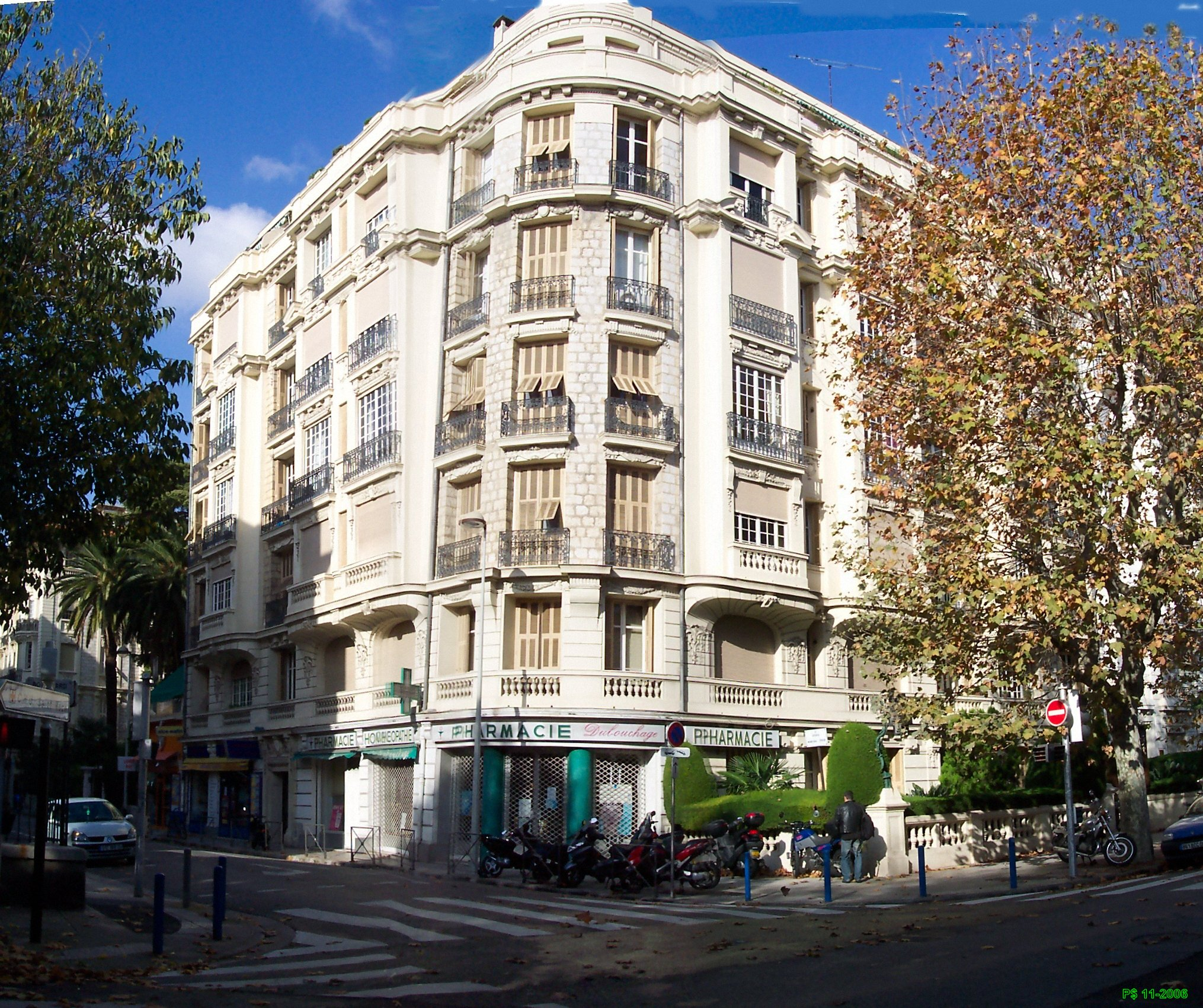
Vue générale du Palais de la Paix, 6 Bd Dubouchage, angle Bd Maréchal-Foch.

- no 14 : Palais E. Amoretti : G. & M. Dikansky architecte DESA, architecte DPLG, Nice 1959

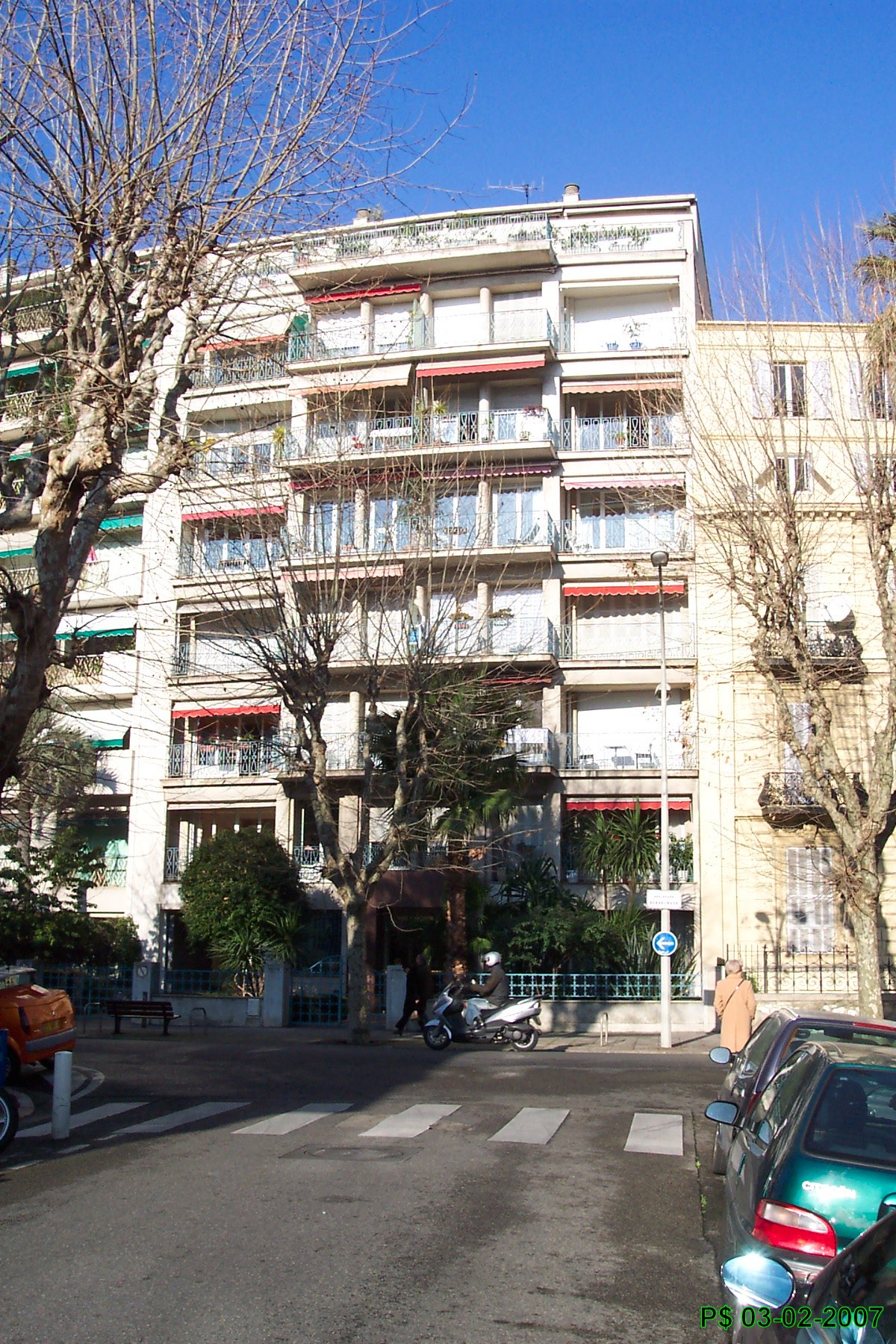
Vue générale
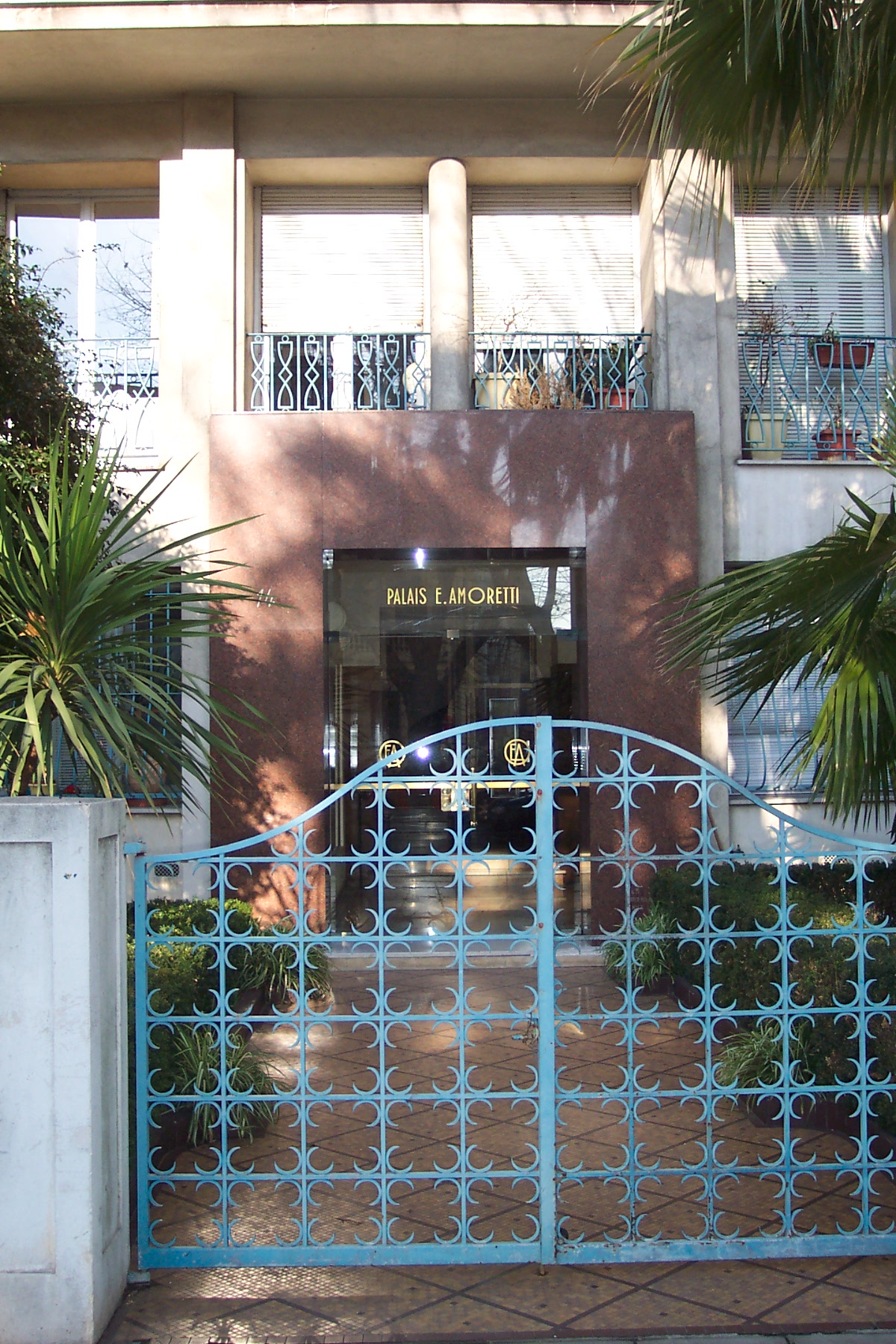
détail nominatif

- no 15 : Palais Dubouchage.

.

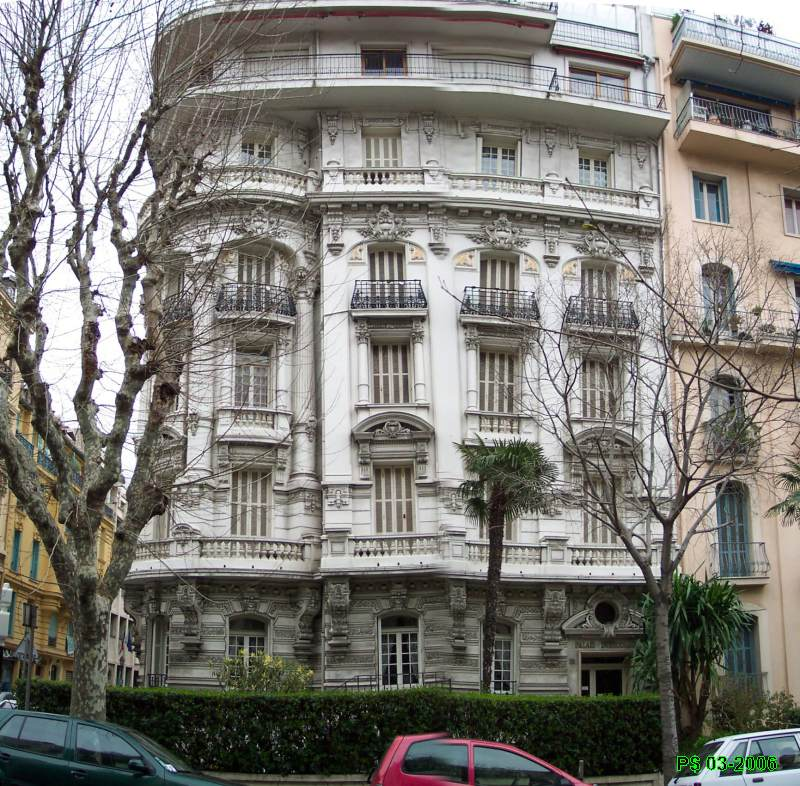
Vue générale

- no 27 : Villa Rambourg, actuelle bibliothèque du patrimoine Vue générale.

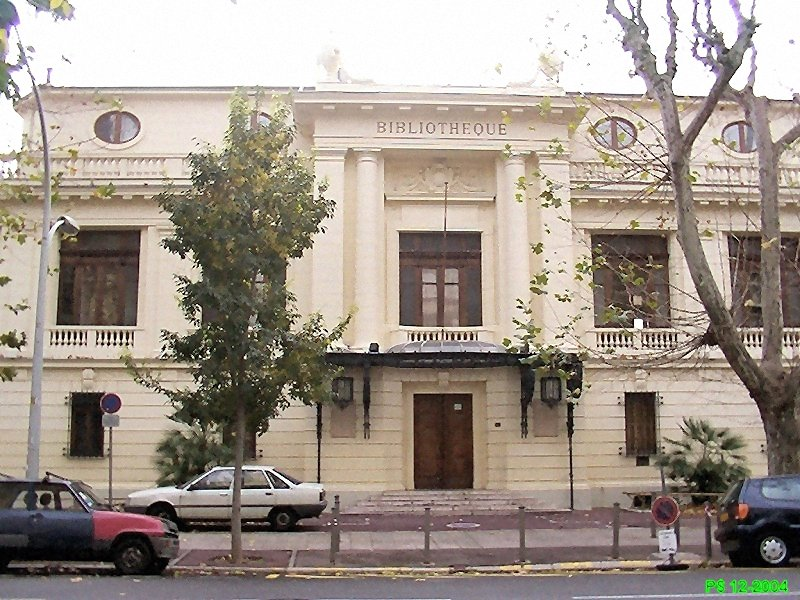
Vue générale

### E

#### Émile-Bieckert (avenue)
Origine du nom : Émile Bieckert) (1837-1913) : Ce riche brasseur alsacien fit sa fortune en Argentine où il fonda la première brasserie du pays, la marque de bière est mondialement connue. Propriétaire d'une grande partie des terrains de la colline Carabacel, il y fit construire sa villa aujourd'hui disparue (avenue du Palais). Ses terrains furent fractionnés en parcelles très nombreuses. L'avenue zigzague en difficiles virages en épingle et laissent entrevoir des perspectives magnifiques sur la ville sur sa partie supérieure qui se termine sur le même versant de la colline dans le boulevard de Cimiez dont le tracé date des années 1900.
À découvrir et visiter à pieds (environ 45 minutes).

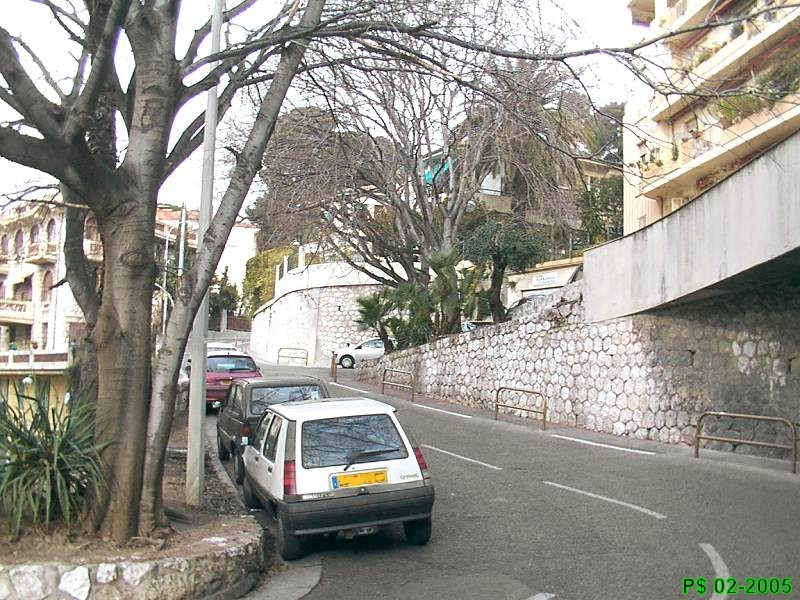
Les méandres pour grimper au sommet de la colline de Carabacel

- no 24 : Palais Langham. Près du boulevard Carabacel.

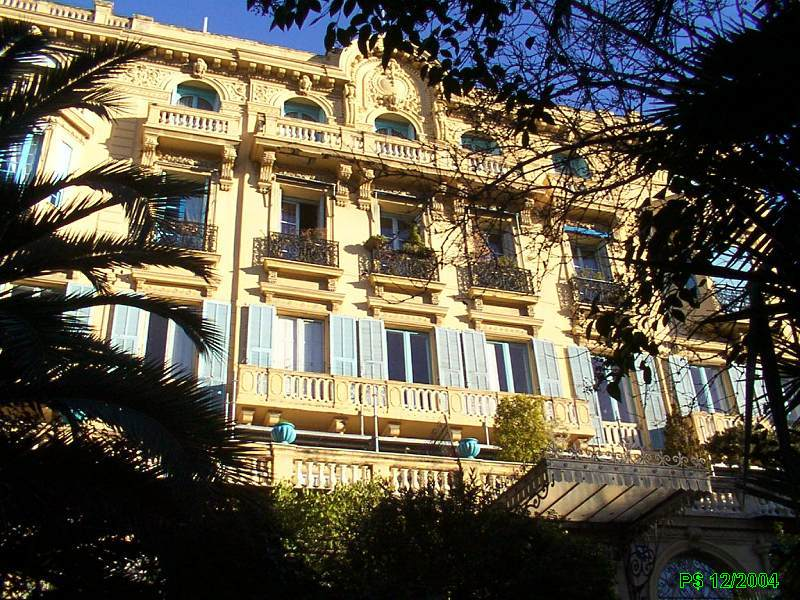
Vue générale

- no 42 : Palais L'Hermitage, ancien hôtel Hermitage.

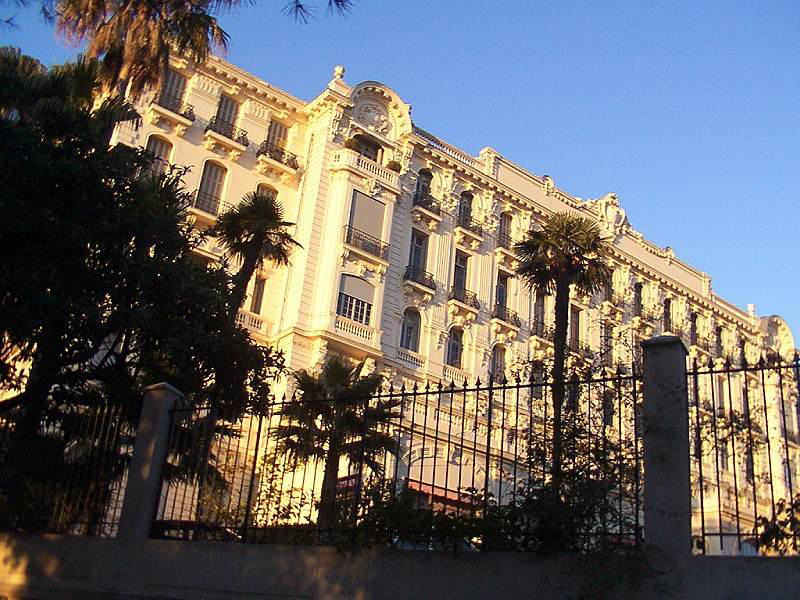
Vue générale

- no 68 ex 5 : Palais Juliette

### F
- Maréchal Foch (avenue)

Portant le nom du Maréchal Ferdinand Foch, commandant en chef des forces alliées sur le front de l'Ouest en 1918, lors de la Première Guerre mondiale.
- no 2 : Palais de la Paix

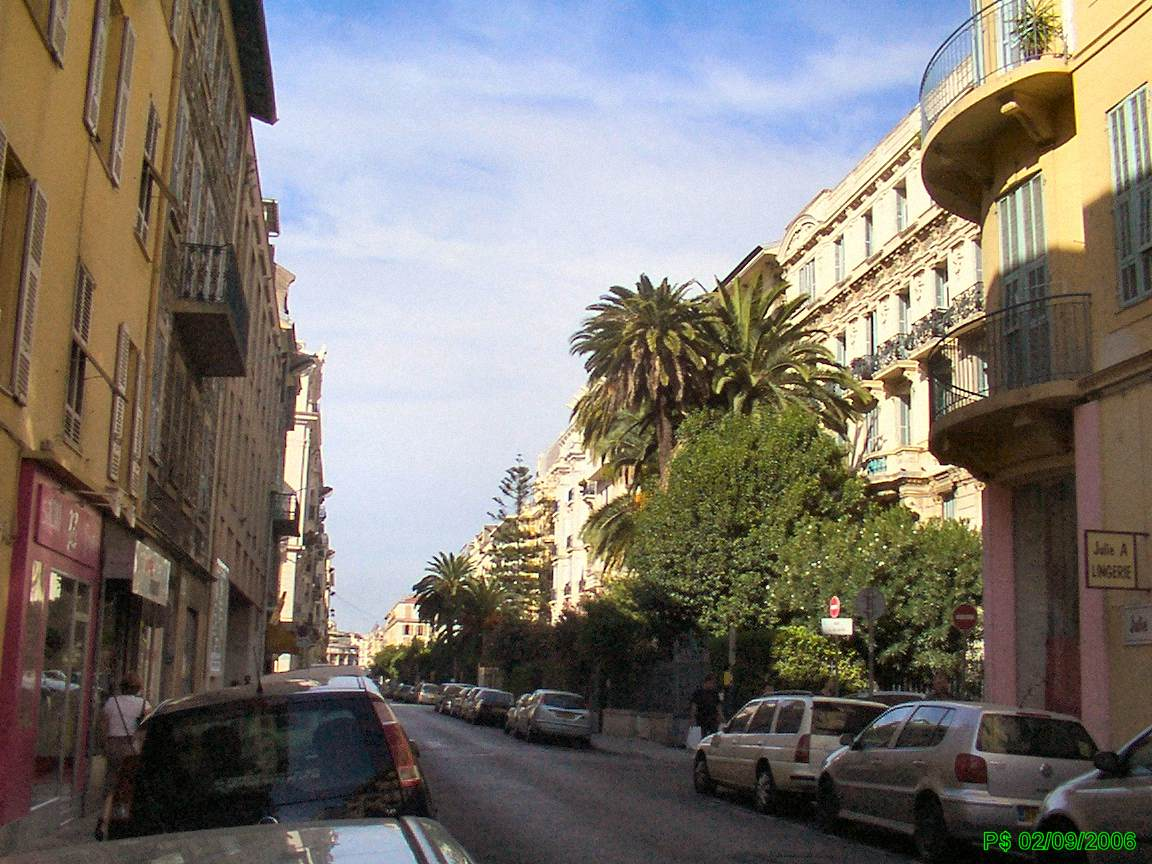
L'avenue Foch.

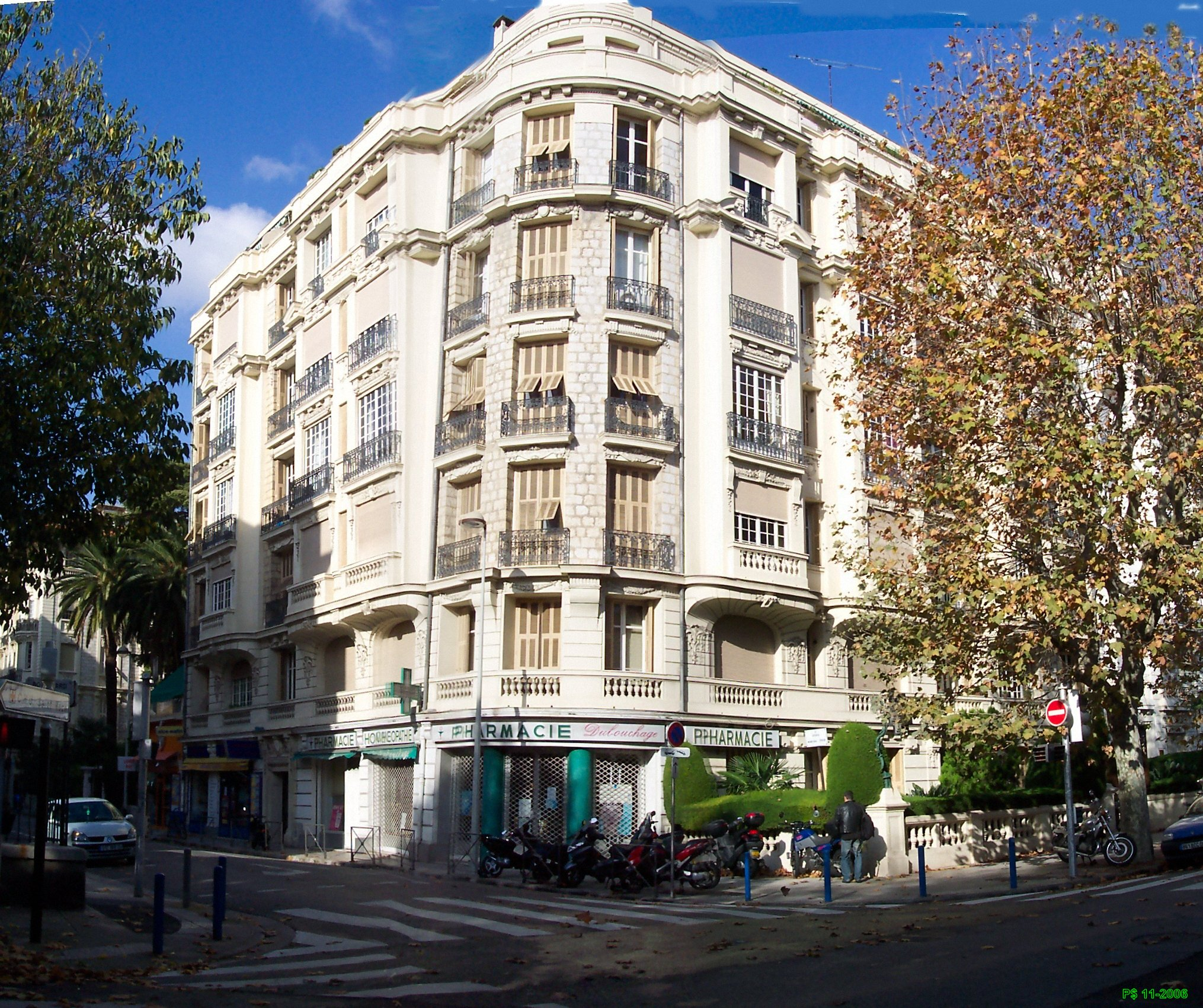
Le Palais de la Paix

- no 5 : Lycée Albert-Calmette
no 6 : Palais franco-russe
no 39 : Hôtel Best Western Lakmi, anciennement Hôtel New-York

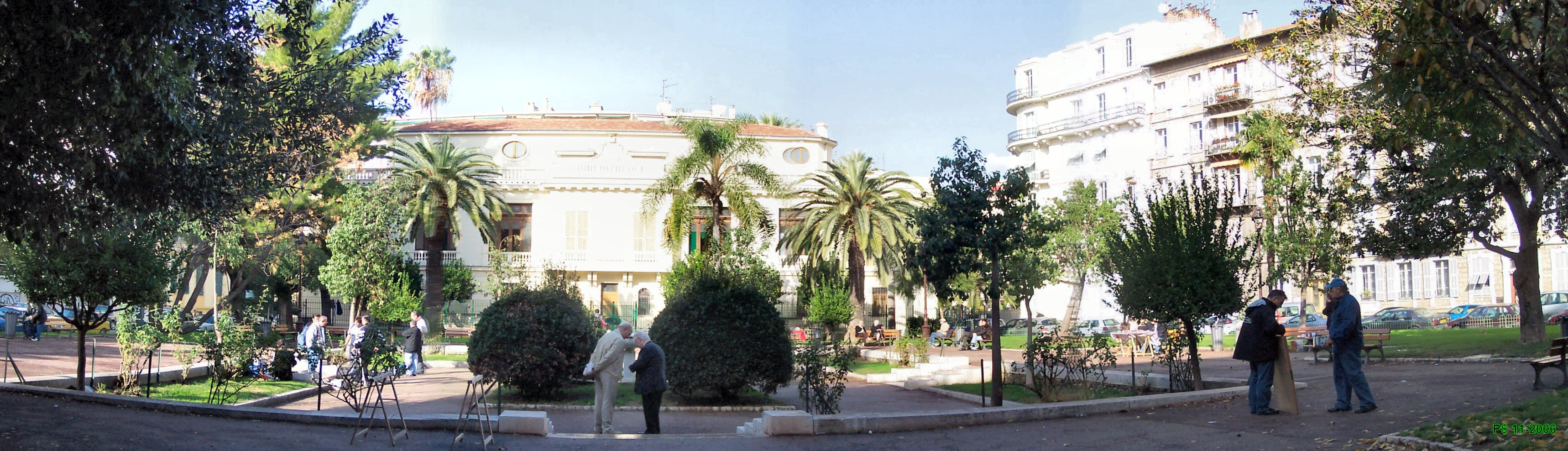
Le square et son rendez-vous dominical des philatélistes.

- Foncet (rue et square)

- no 4 (?) : Victoria Palace : la reine Victoria du Royaume-Uni séjourna plusieurs fois à Nice au soir de sa vie.

### G

#### Galléan (rue)
les Galléan sont une famille du comté de Nice. Rue à vocation résidentielle.
- no 5 : Palais Galléan : Ste Littoral Construction, A. Hugonnard et Jude entrepreneurs ; H. Malgaud architecte, 1931

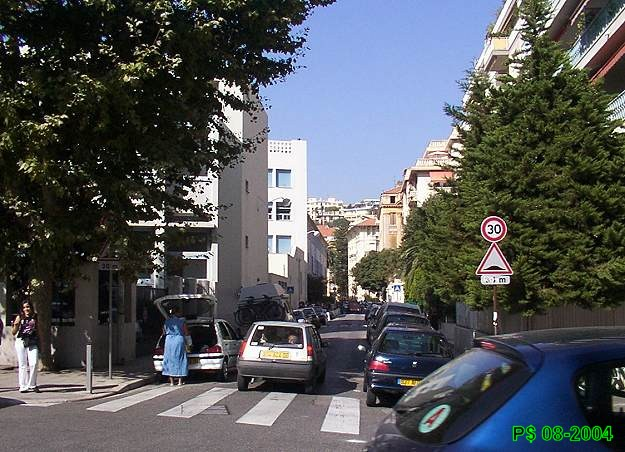
la Rue Galléan relie la place Sasserno au boulevard Maréchal-Foch. Sens de circulation E. À gauche, le lycée Calmette.
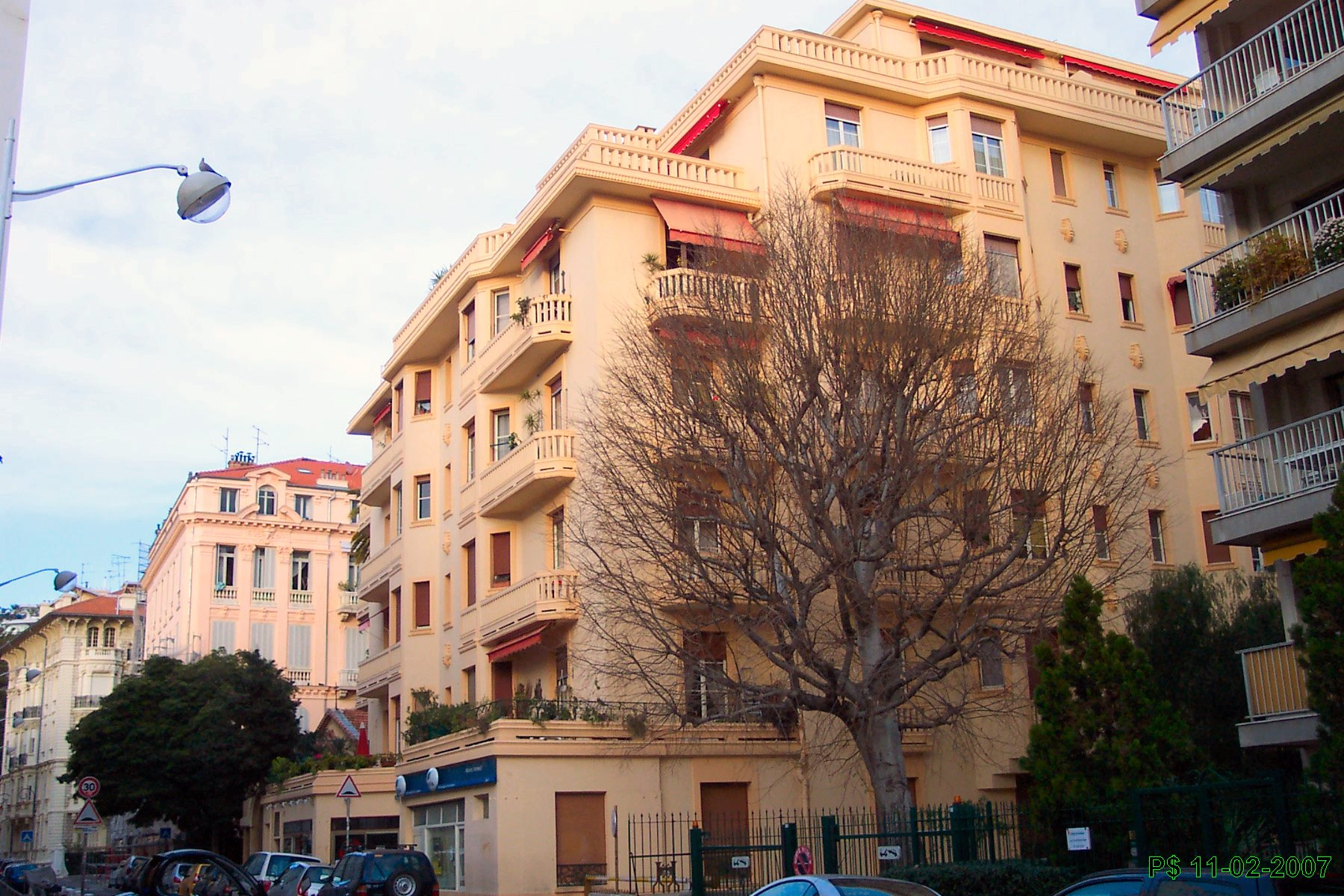
Vue générale du Palais Galléan au couchant
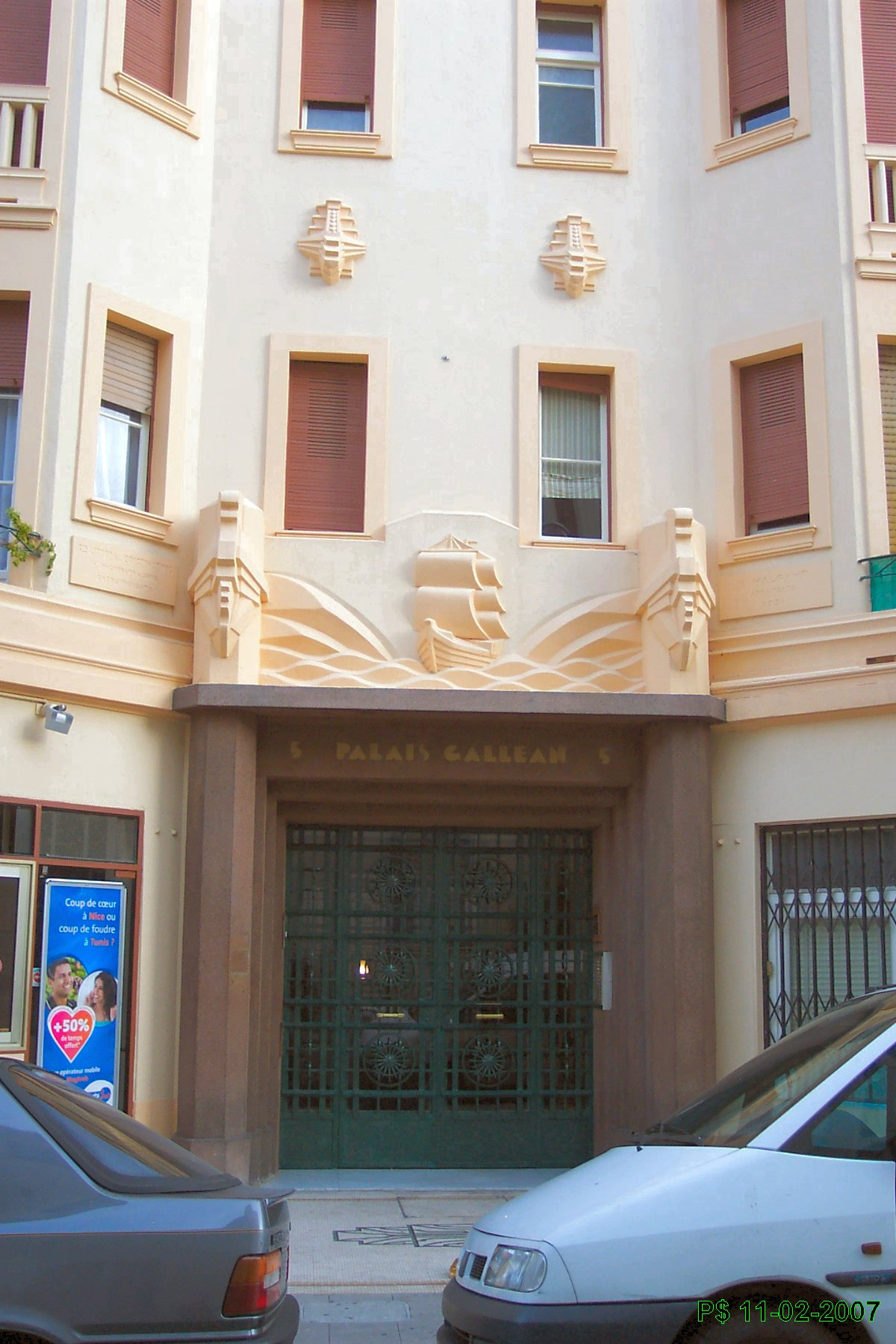
Portail nominatif du palais Galléan

#### Gallieni(avenue)
Du nom d'un général durant la guerre de 1914-1918 Joseph Gallieni. Ancien quai sur les bords du Paillon lorsqu'il n'était pas recouvert, cette voie importante longe à présent le centre des congrès Acropolis.

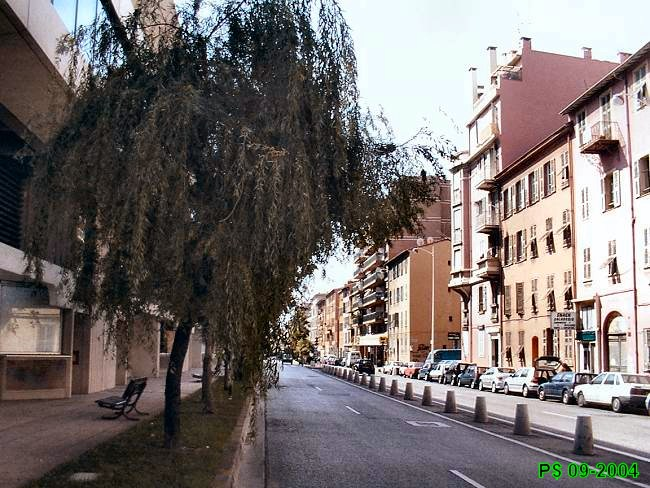
en direction du S.
À droite, des habitations, dont le palais Gallieni, à gauche, le centre des congrès Acropolis.

- no 22 : Palais-Gallieni : C. Michelin architecte 1930

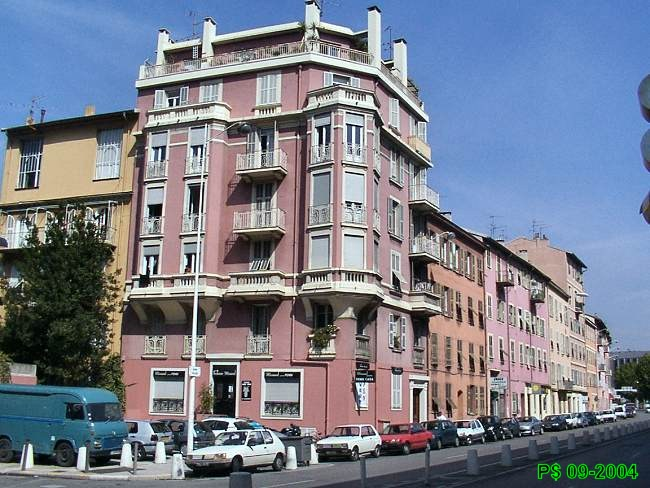
Vue vers le nord

#### Gioffredo (rue)
Le nom est issu de Pierre Gioffredo, religieux et historien de Nice.

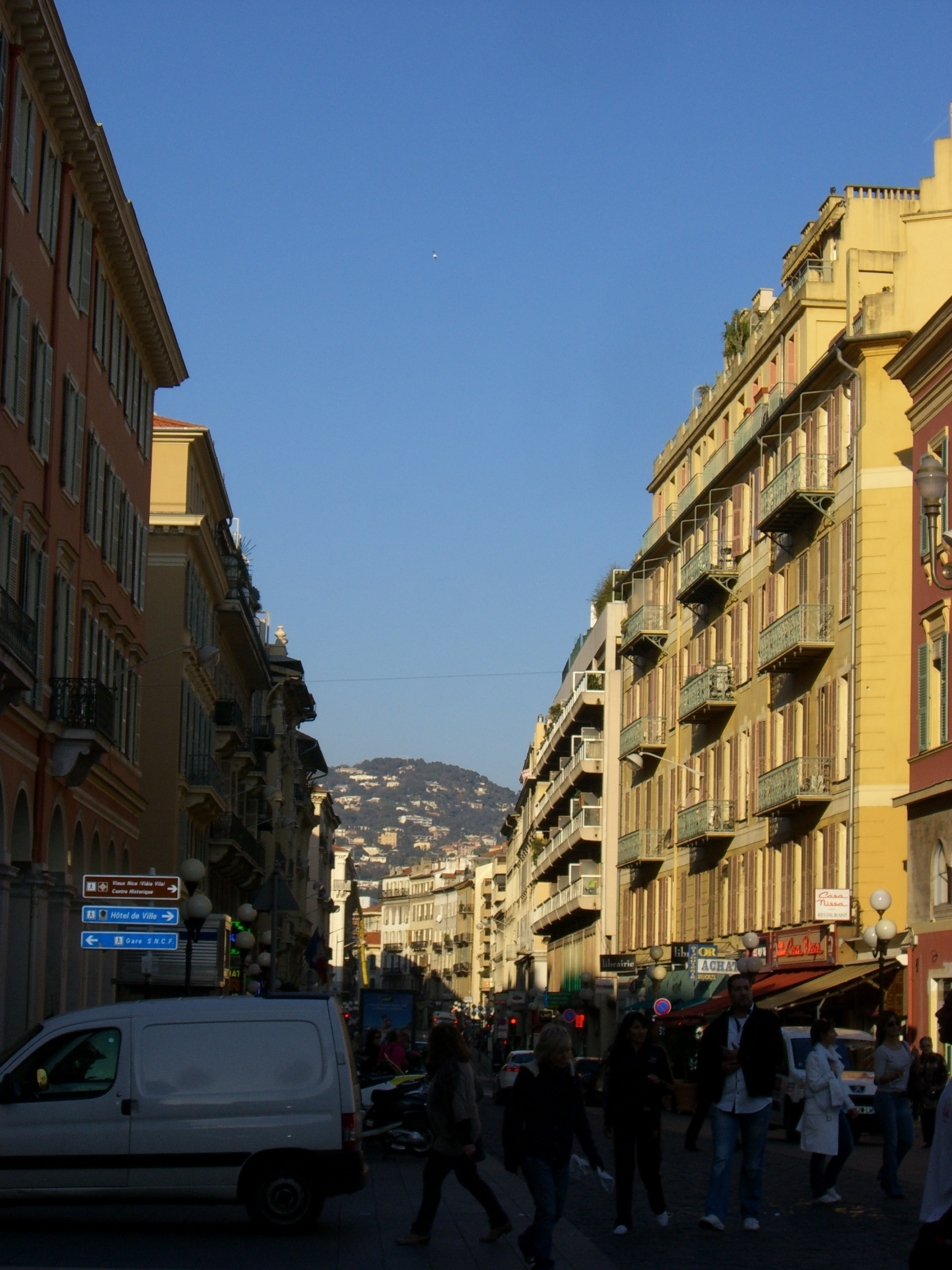
La rue Gioffredo vue depuis la rue Masséna

Axe W→E pour le quartier, très commerçant. Cette rue part de l'avenue Jean Medecin pour se terminer Boulevard Carabacel. La portion logeant la place Massena est devenue piétonne lors des travaux du tramway. Outre le Palais Gioffredo, il y a une salle de vente à l'architecture intéressante.
Le sens de circulation est uniquement en direction du Boulevard Carabacel.
- no 23 : Palais Gioffredo : MM. Civalleri et Delserre Architectes - 1907
no 64 : Palais Gioffredo

#### Guillaume-Apollinaire (rue)
Cette petite rue étroite relie le boulevard Carabacel à l'avenue Maréchal Foch. Malgré son étroitesse est assez fréquentée.

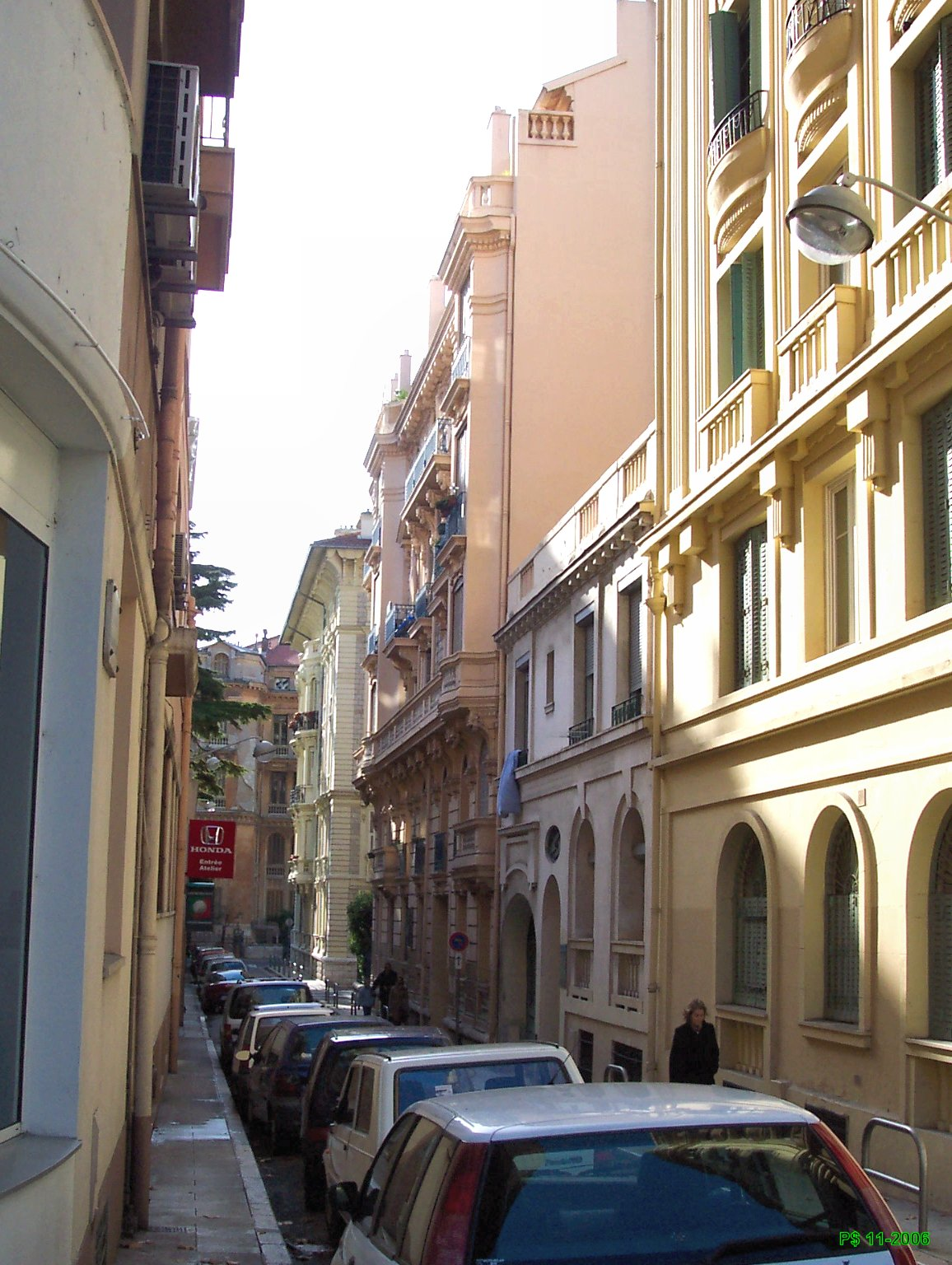
La rue Guillaume-Apollinaire.
Détail sur les palais.
Au fond, l'av. Maréchal-Foch.
Vue en direction du SW.

Voir aussi la Rue Massingy

### H
- Hancy (rue)- Félix Hancy (1829-1890) offrit des terrains pour l'ouverture de la rue. Vice-consul de France à Nice au rattachement.

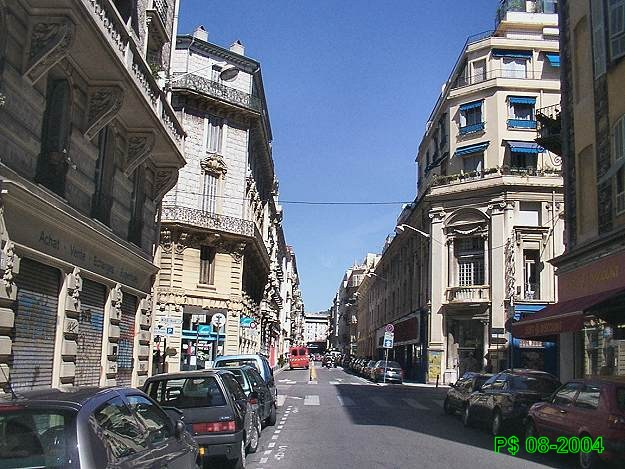
Rue Hancy, direction N. Adroite, à l'angle de l'avenue Notre-Dame, le Palais Bréa. La caserne de pompiers se trouve un peu plus loin.

- no 5 : Maison Saïsi de Châteauneuf. Images :  Vue générale, et  détail de l'entrée.

### J

#### Jean Médecin(avenue)
Du nom d'un ancien maire de Nice. Principal axe S⇒N entre la place Masséna et la voie ferrée. L'avenue héberge les plus grands magasins aux enseignes réputées.
Dans le découpage des quartiers, elle sépare le quartier Carabacel à l'est du quartier des Musiciens à l'ouest.
- no 43 : Palais du Commerce
no 66 : (maison) Antoine Orengo
- Jean Moulin (place) : anciennement place Carabacel, près d'Acropolis.

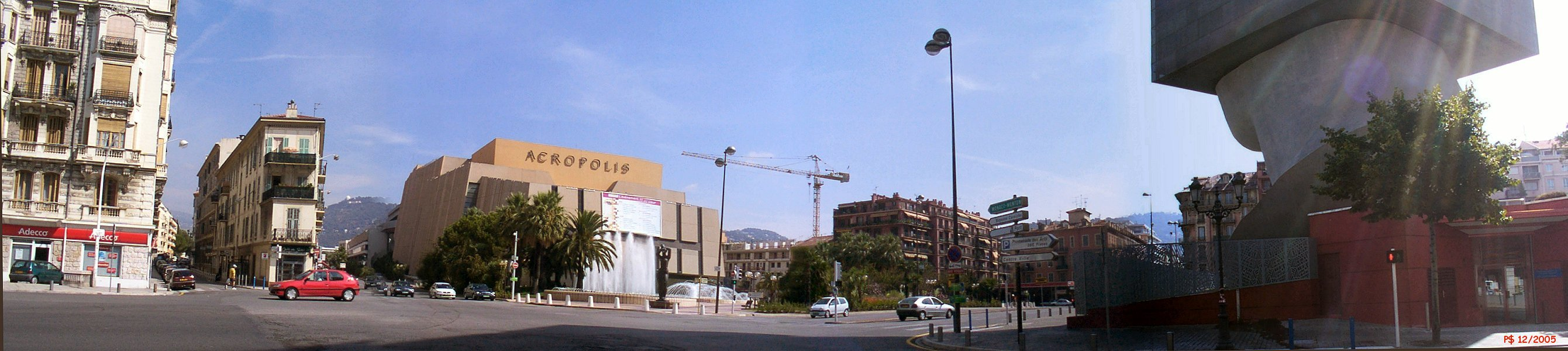
vue panoramique

- no 2 : Fanny Palazzo

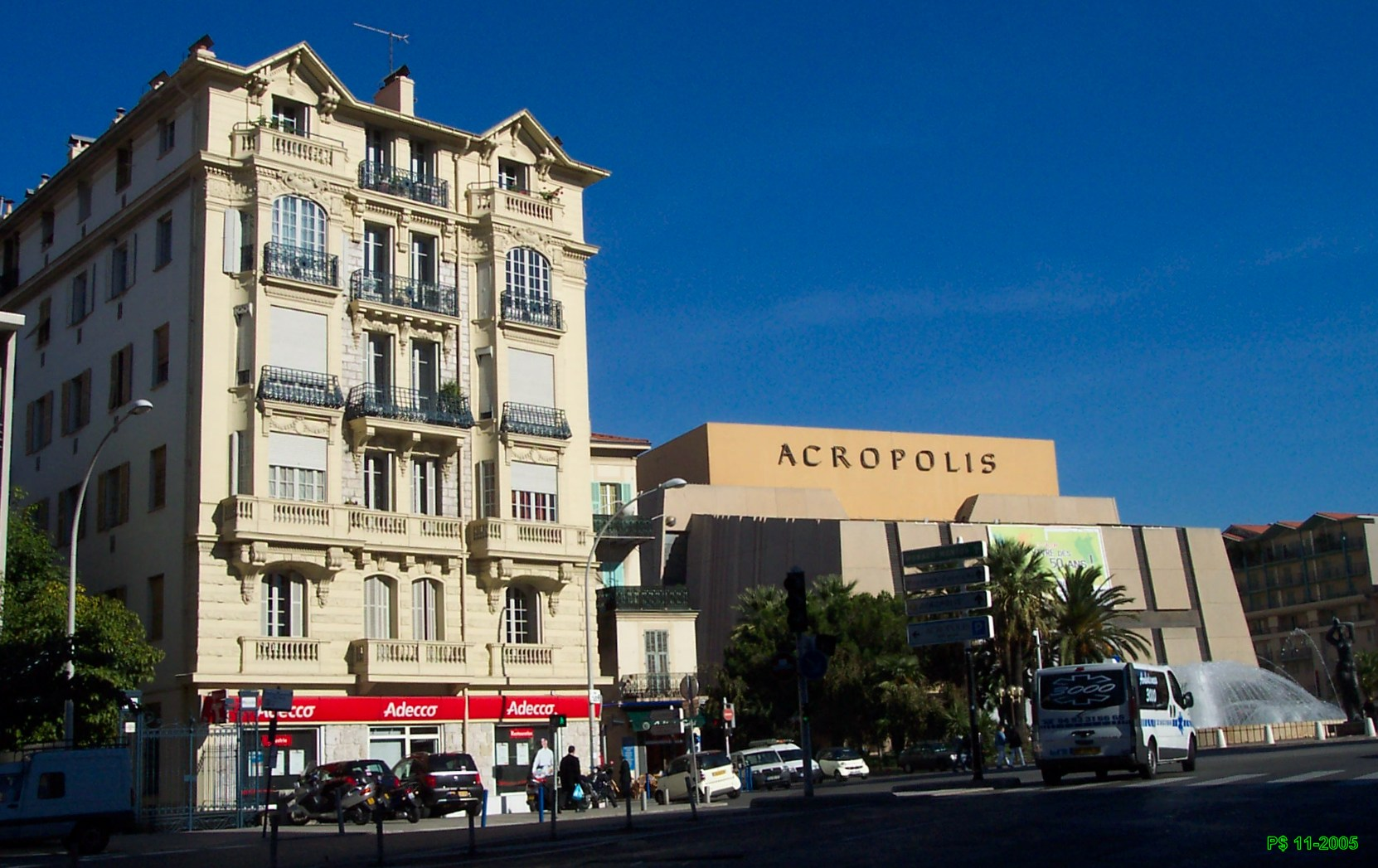
Fanny Palazzo, 2 place Jean Moulin Nice-Carabacel
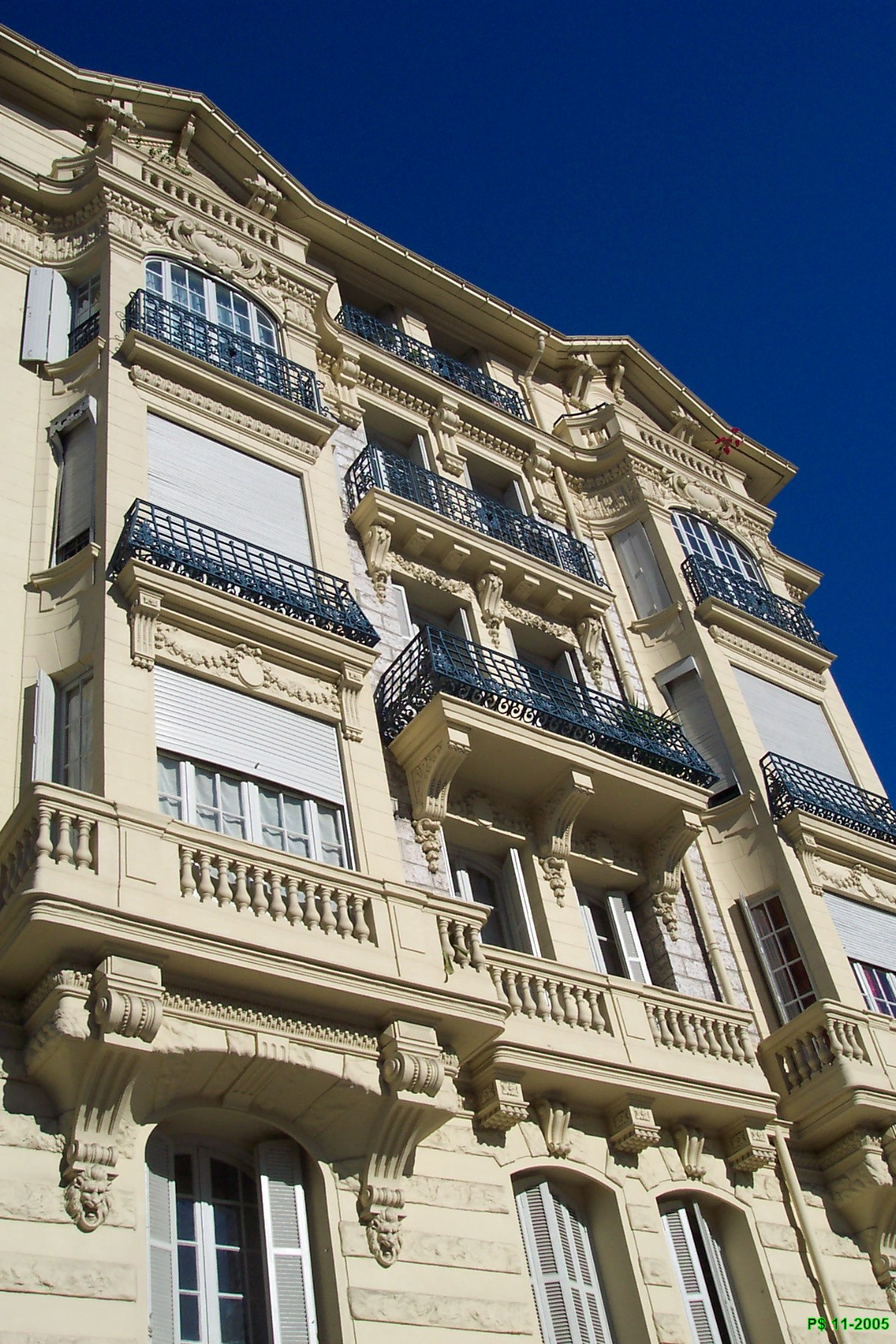
Fanny Palazzo, 2 place Jean Moulin, façade. Nice-Carabacel
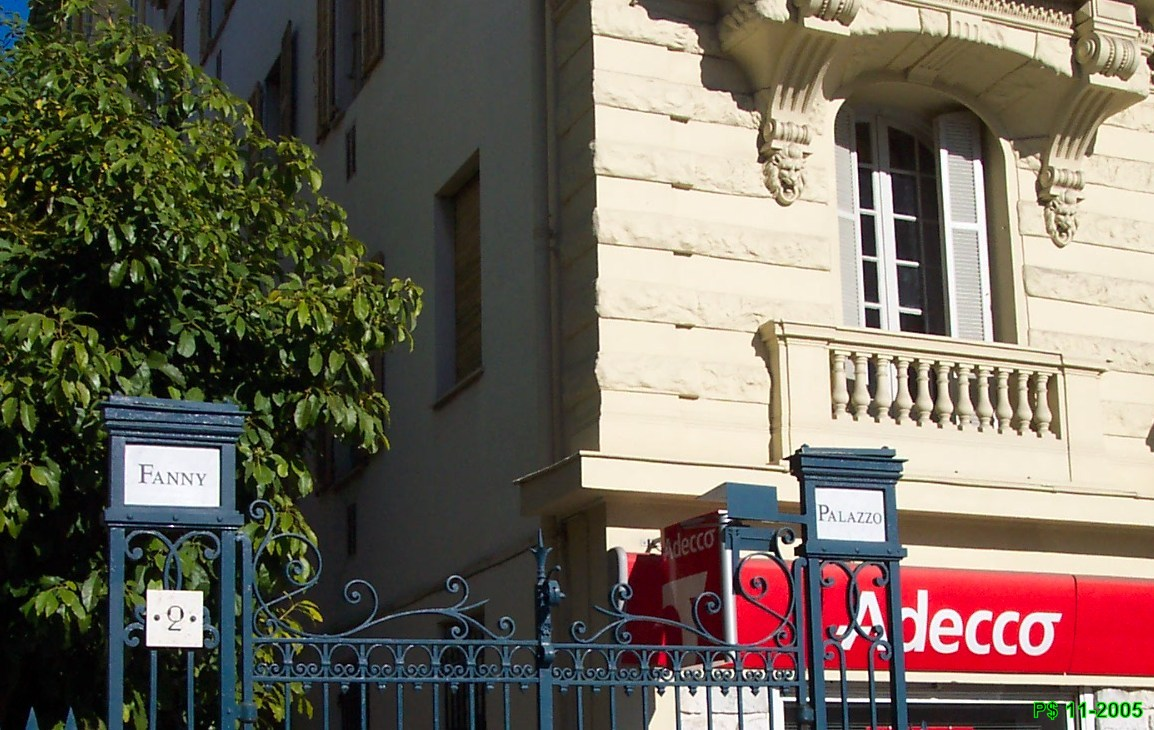
Fanny Palazzo, portail d'accès Nice-Carabacel

### L

#### LamartineRue
- no 6 : Palais du Centre : Lebègue arch. 1927 ; Hovnanian et Cie constructeurs 1927

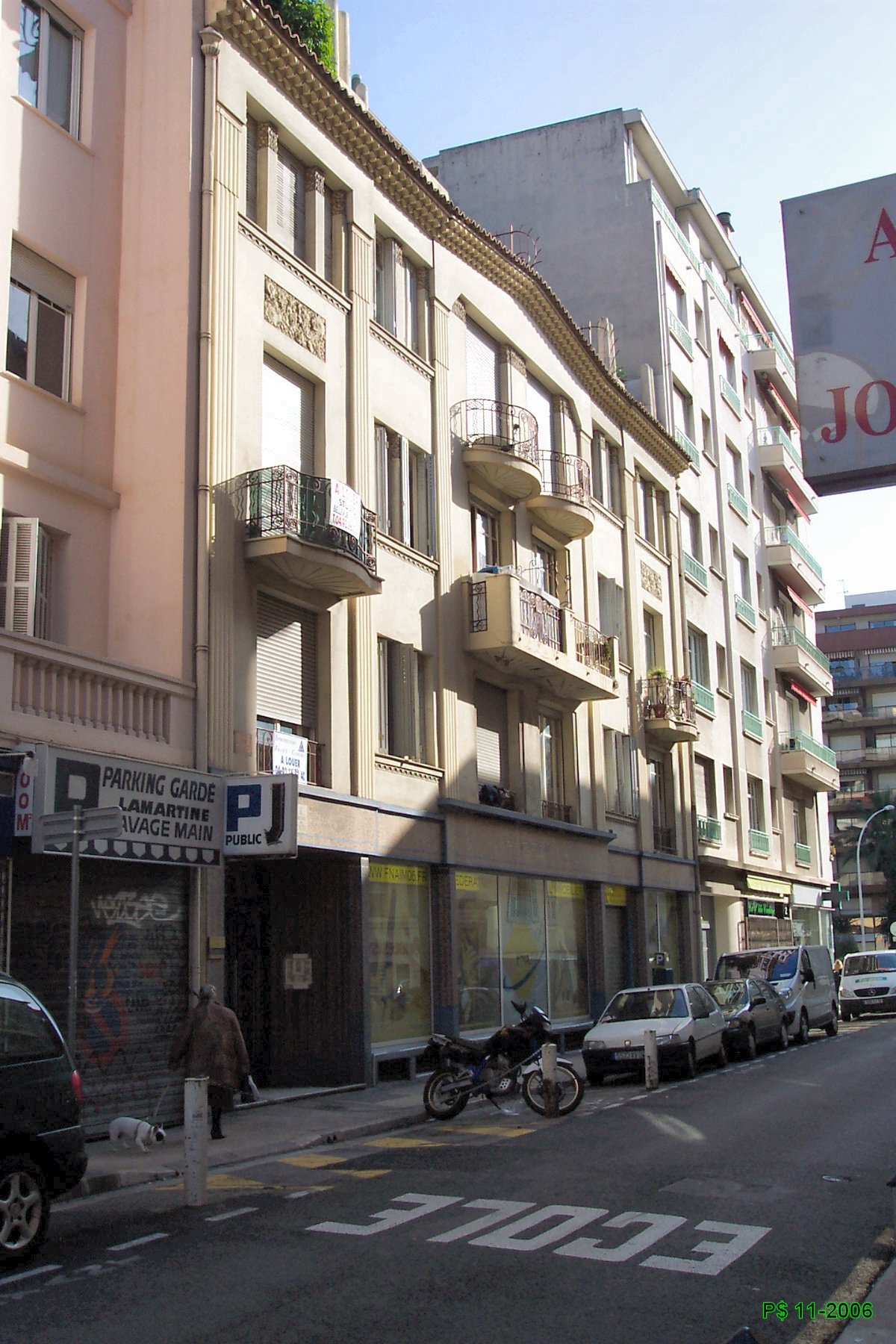
Palais du Centre, 6 Rue Lamartine. Vue NE. Décor de mosaïque entre le RdC et le 1er étage.
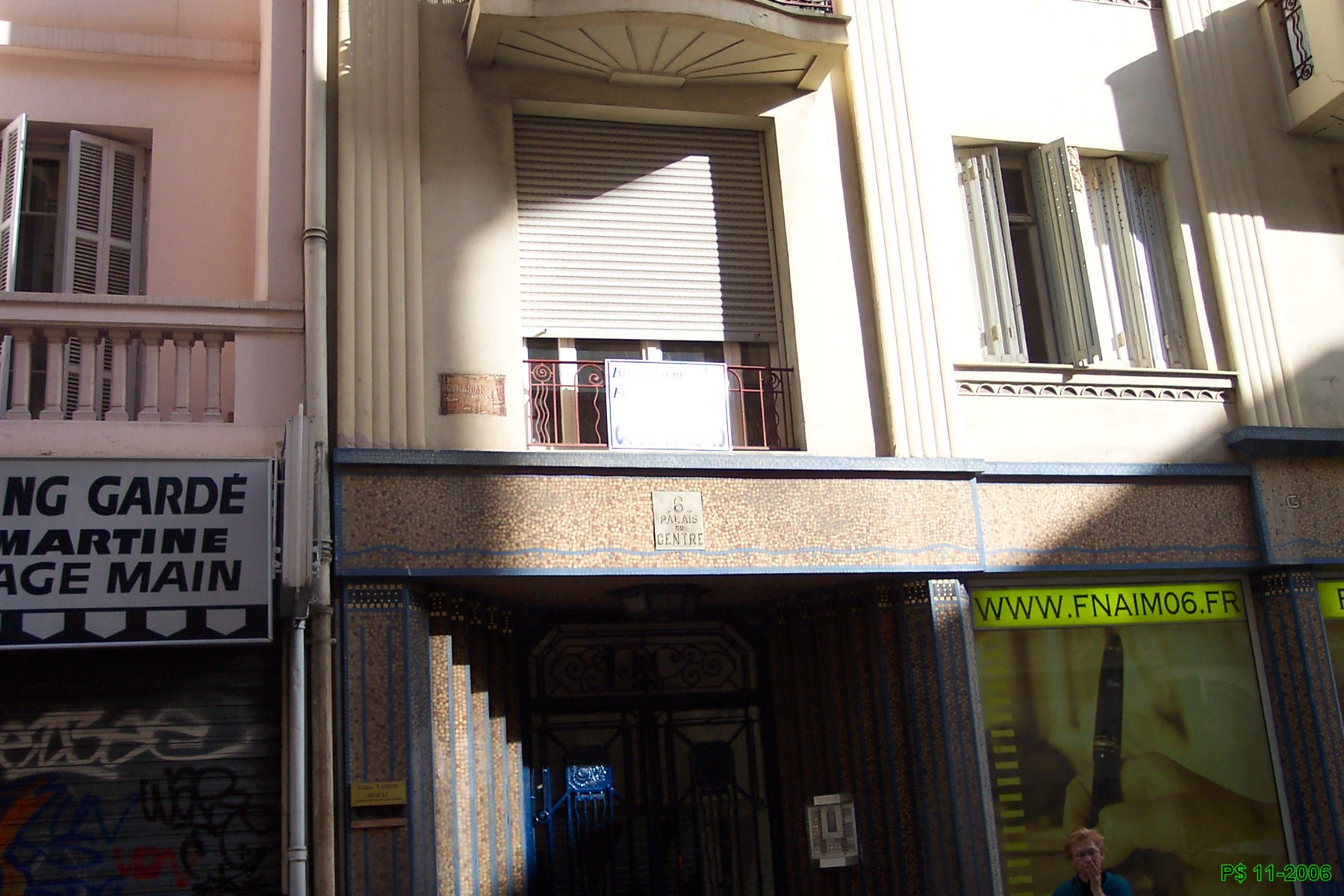
Palais du Centre, 6 Rue Lamartine. Plaques nominatives et faience.

- no 7-9 : Palais Reine d'Azur

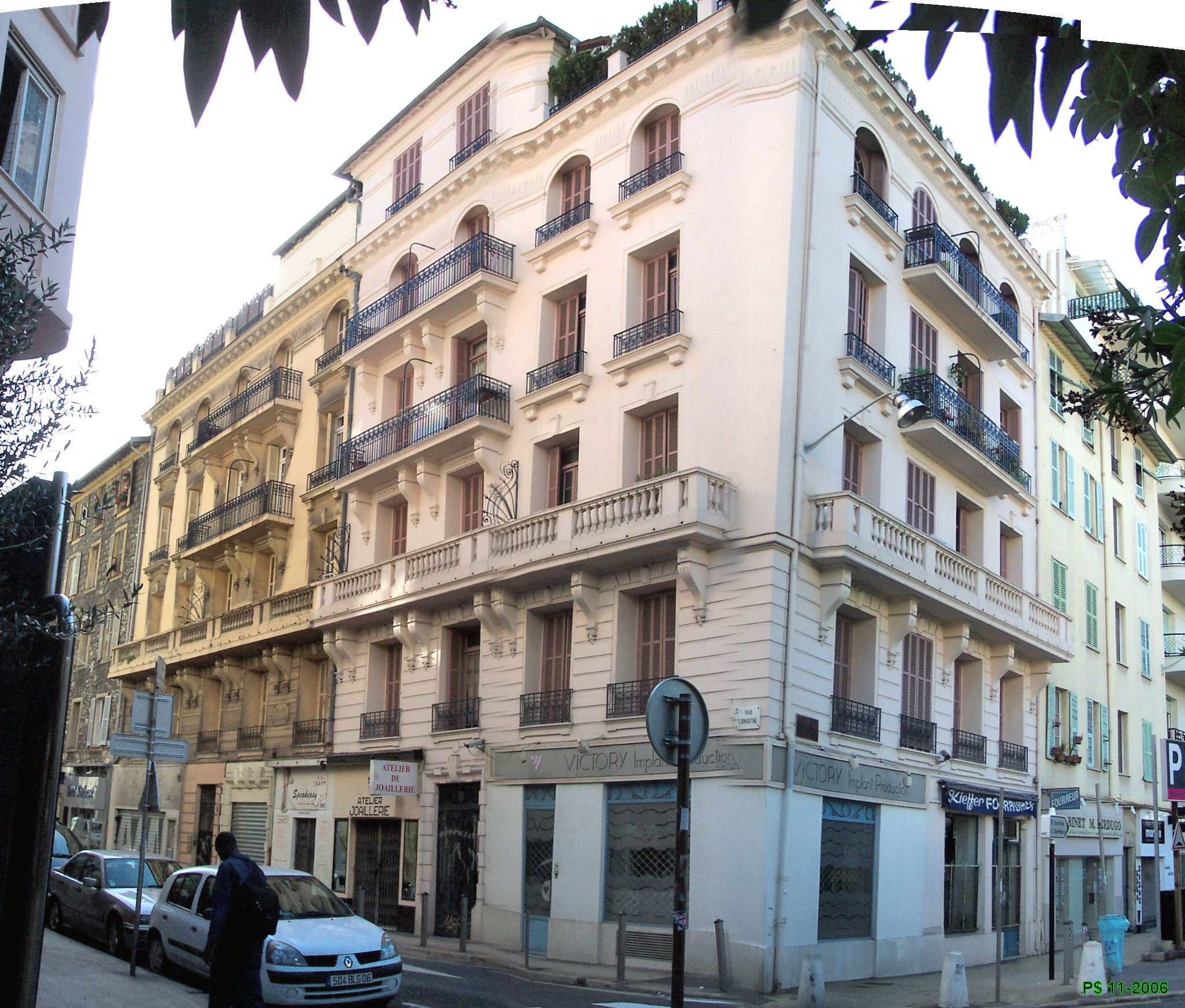
Palais Reine d'Azur, vue générale panoramique en 4 photos de l'angle Spitallieri/Lamartine, direction W.
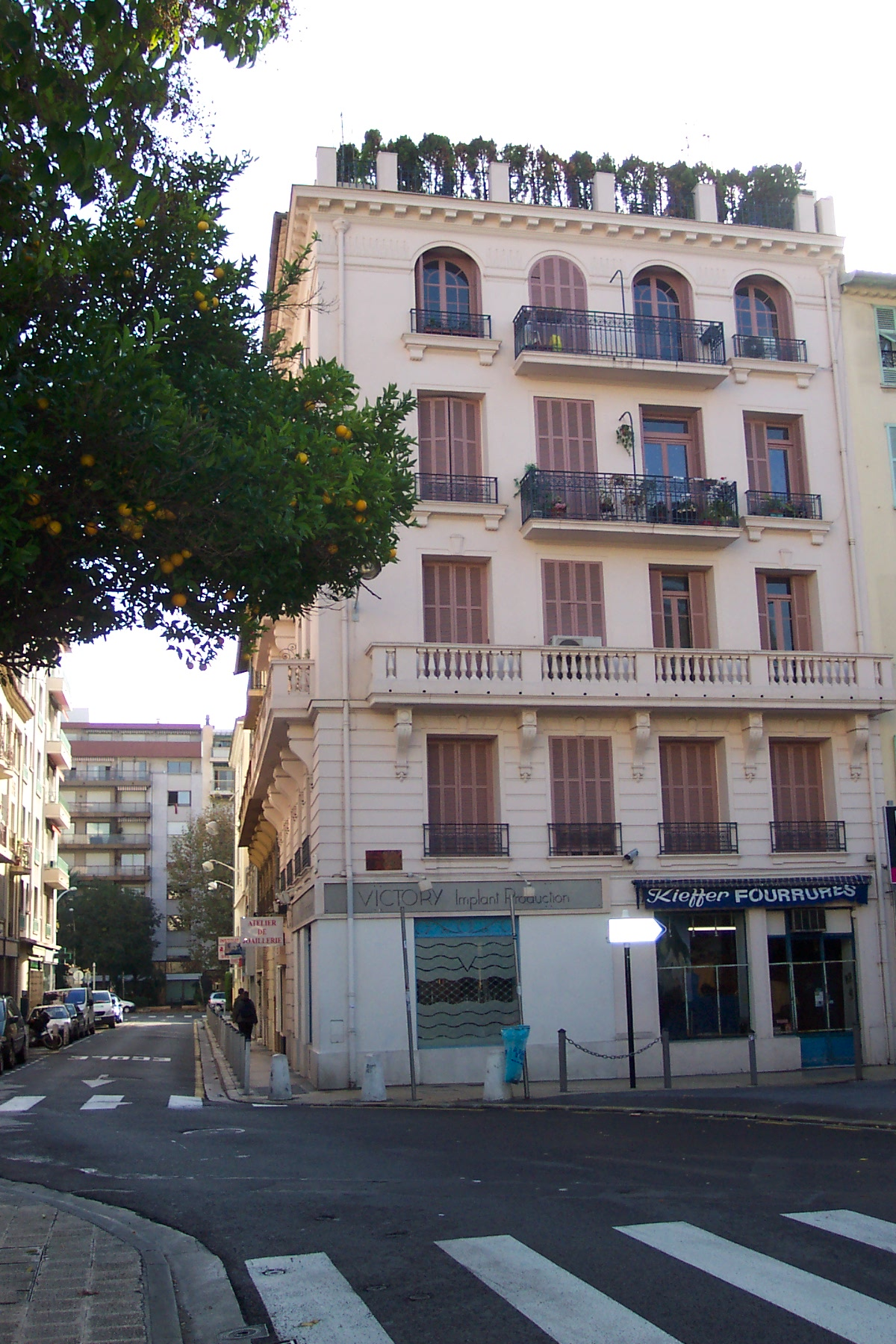
Palais Reine d'Azur, vue E de la rue Lamartine
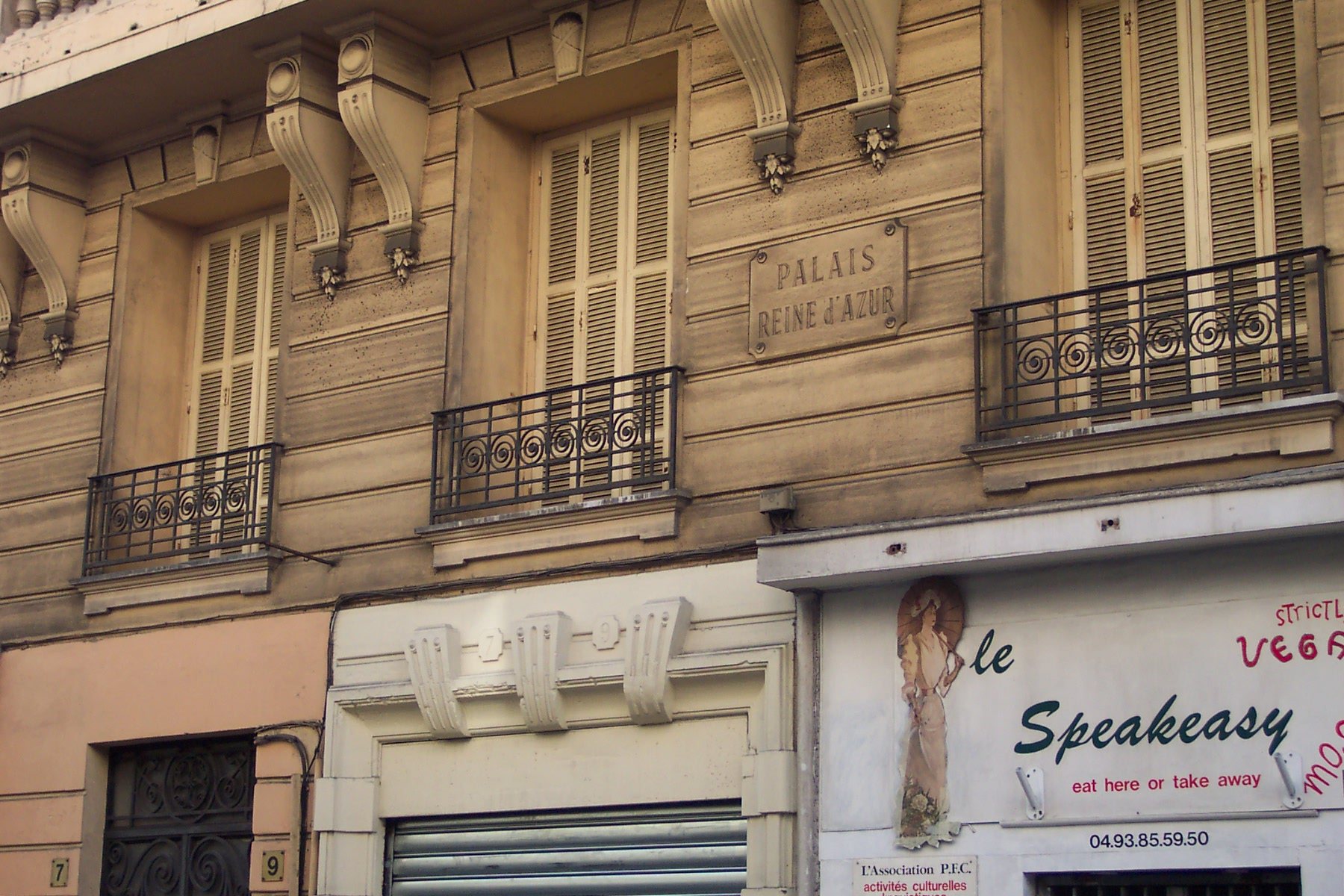
Palais Reine d'Azur, plaque nominative.

- no 24 : Palais Lamartine : J. Sioly architecte, 1903, Faraut frères entrepreneurs

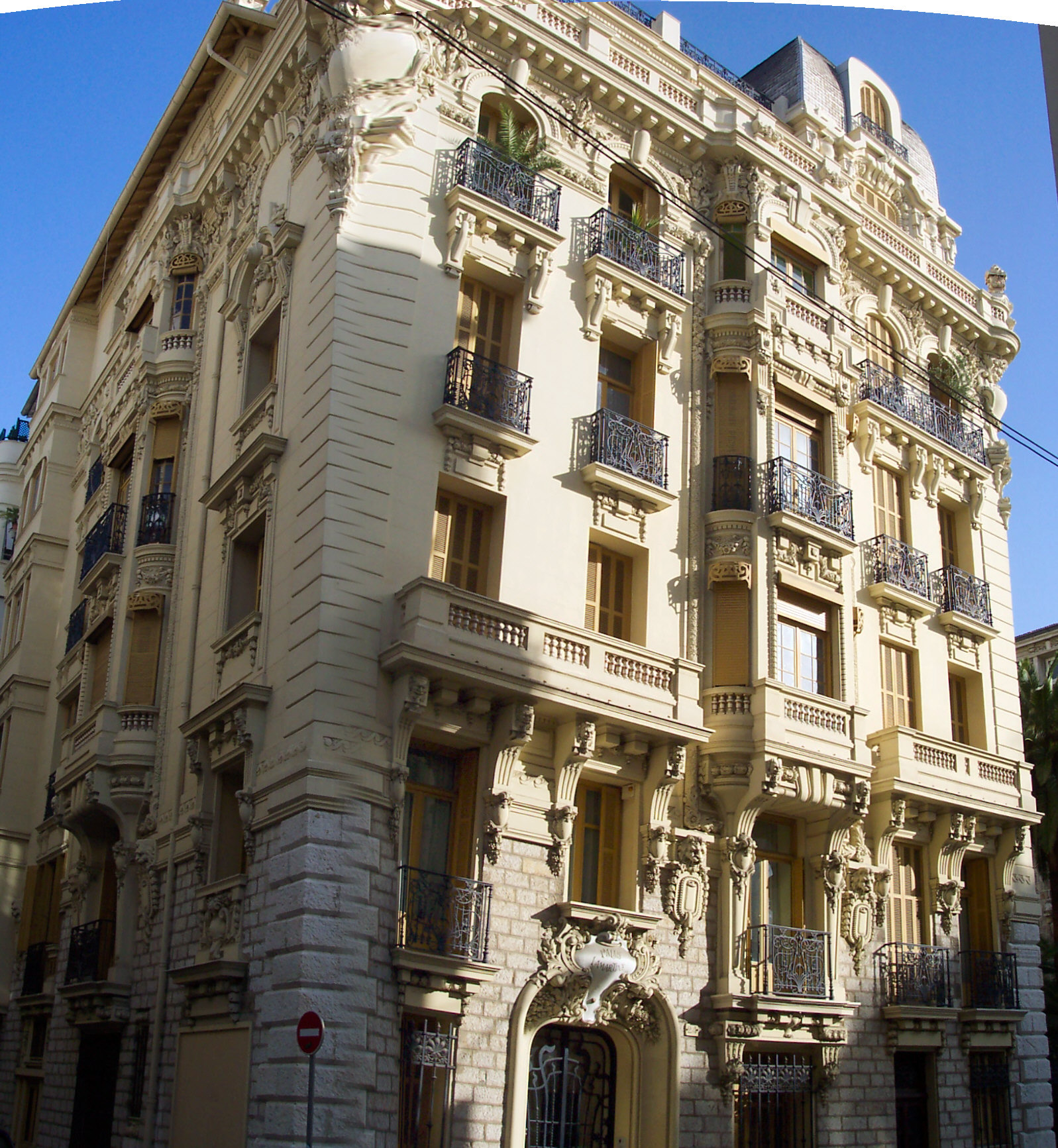
Palais Lamartine, 24 Rue Lamartine Vue générale panoramique en 4 photos
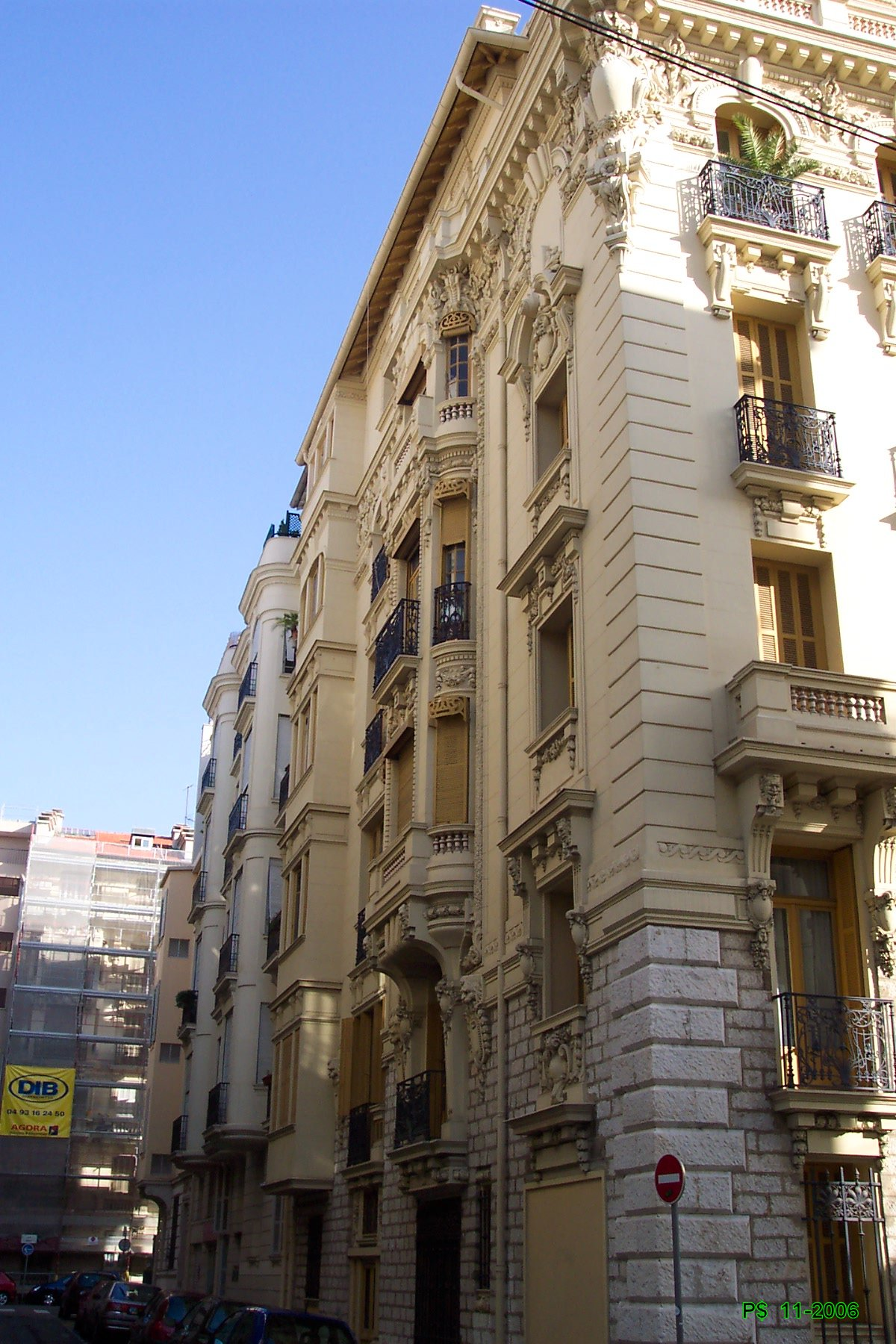
Palais Lamartine, 24 Rue Lamartine
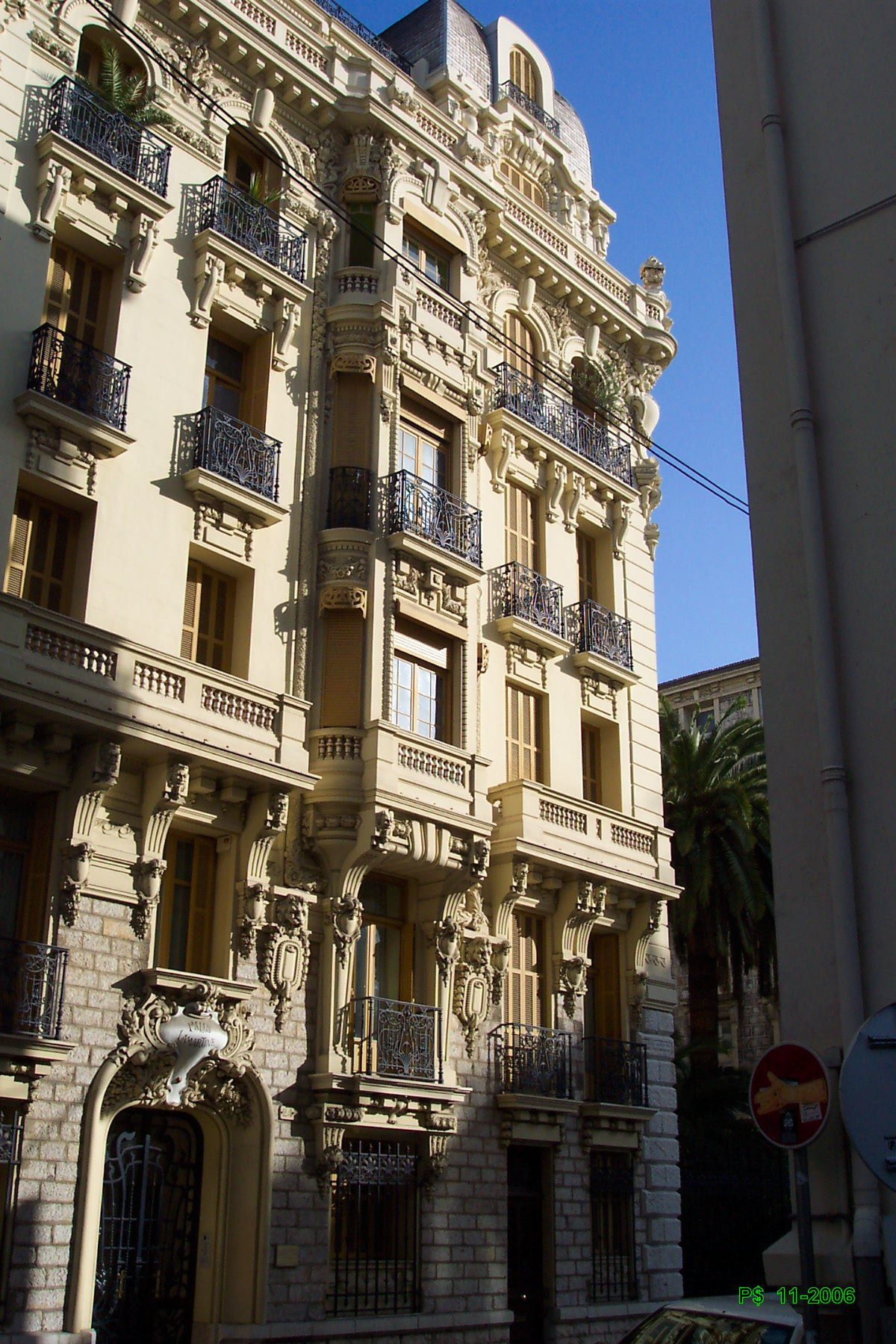
Palais Lamartine, 24 Rue Lamartine Architecte: Sioly - 1903
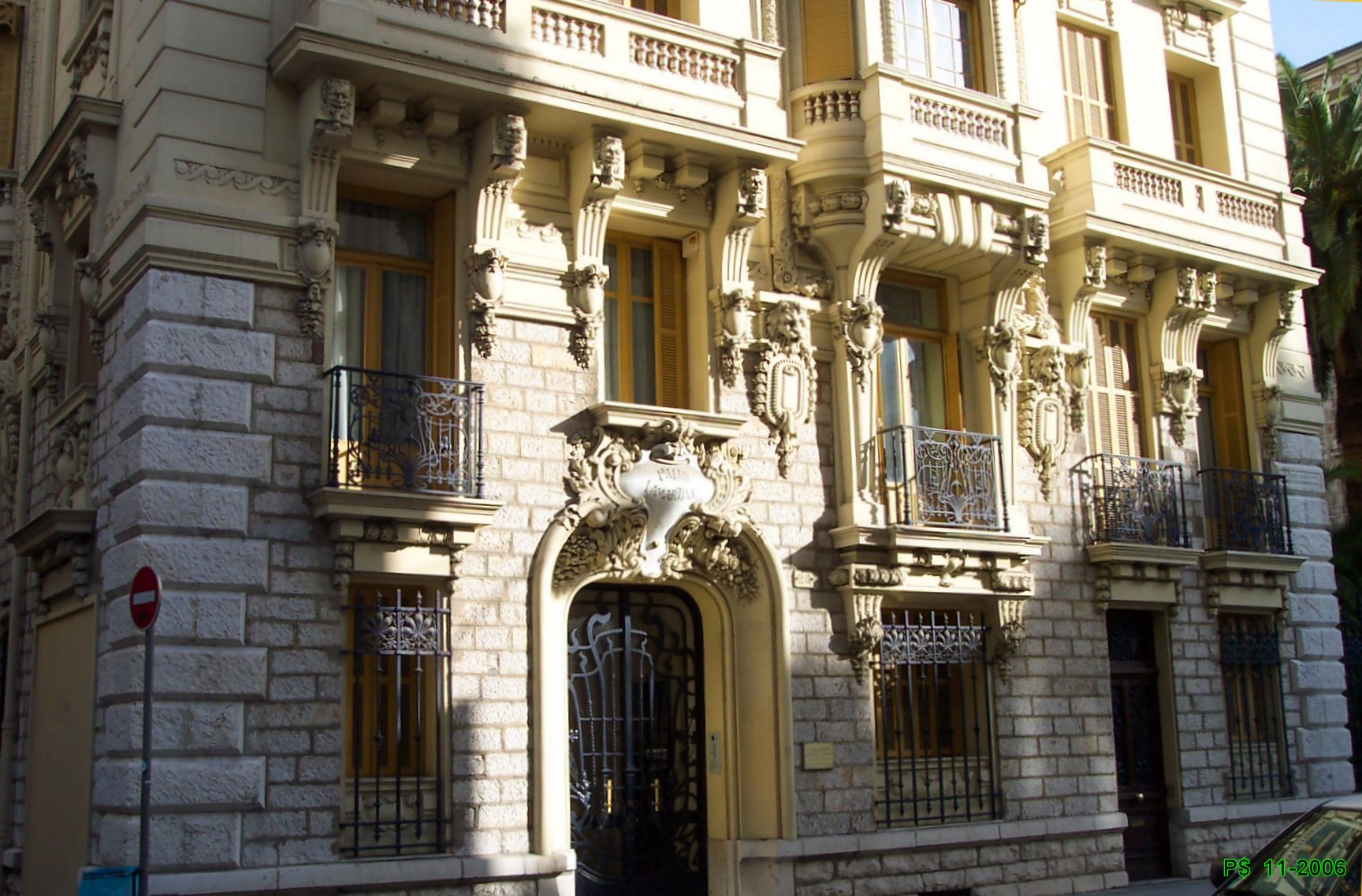
Palais Lamartine. Entrée nominative.
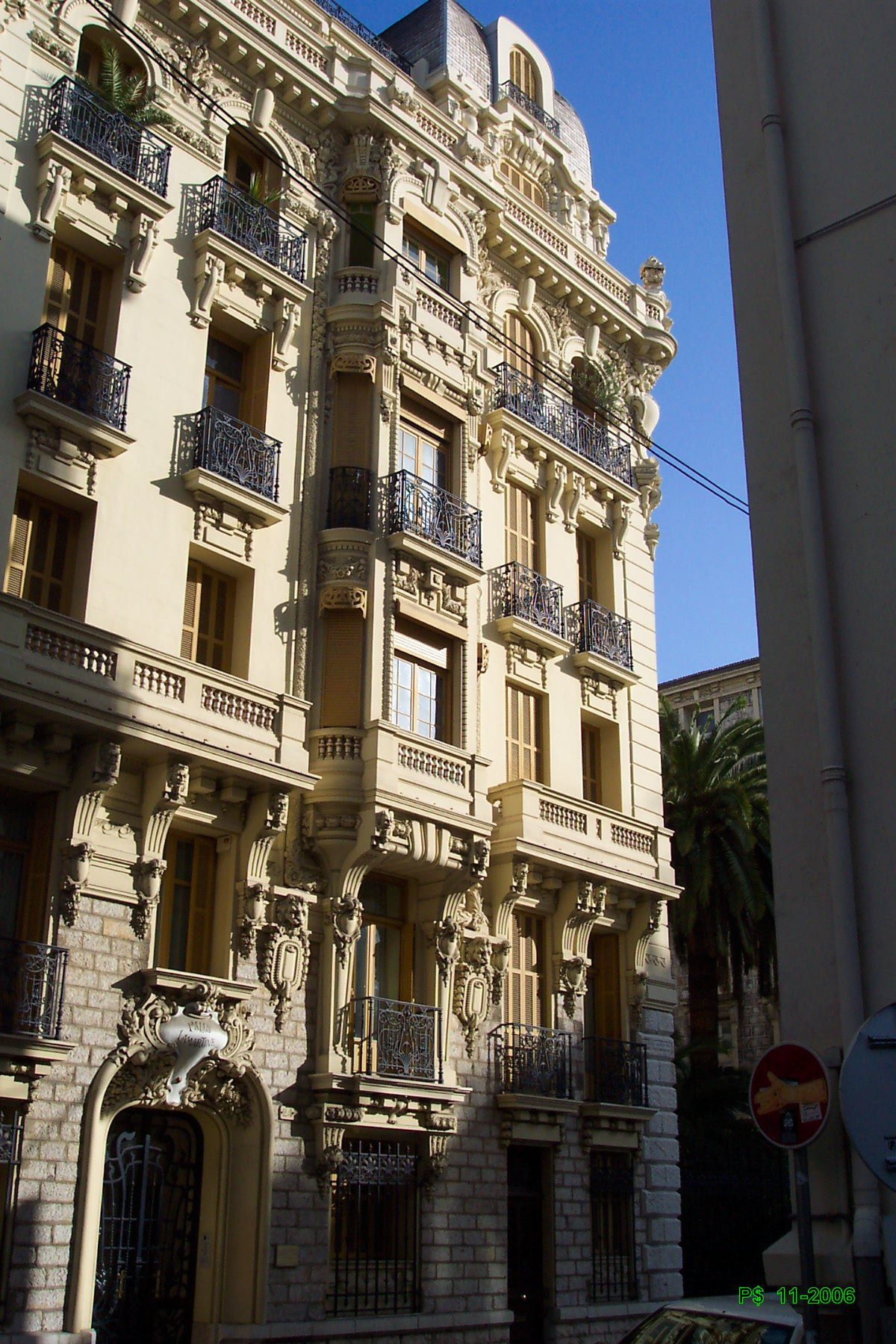
Palais Lamartine, 24 Rue Lamartine Détail de l'entrée.

- no 39 : coin du [22] rue de Paris. Daté de 1925 et appelé Palais Adrien Rey du nom de son architecte, le tout par les auteurs.

#### Lépante(rue de)
En mémoire de la bataille navale qui se situa au XVIe siècle au large de cette ville et opposa les flottes de galères chrétiennes unies contre les navires ottomans. Cette énorme bataille navale mit fin à la suprématie arabe en Méditerranée.
Importante voie commerçante à double sens sur sa partie sud, puis sens de circulation N⇒S sur sa partie septentrionale, après la place Toselli.
- no 2 : Palais Pauline (inscription sur le balcon du 2e étage donnant sur la place Sasserno), une plaque indique aussi : Propriété Jques Cauvin. Les auteurs précisent :  construit par Bellon entre 1906 et 1911. L'immeuble domine la place Sasserno, du nom d'une poétesse.

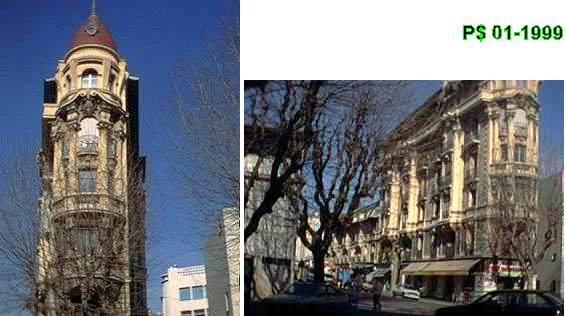

.

### M

#### Maréchal-Foch(avenue)

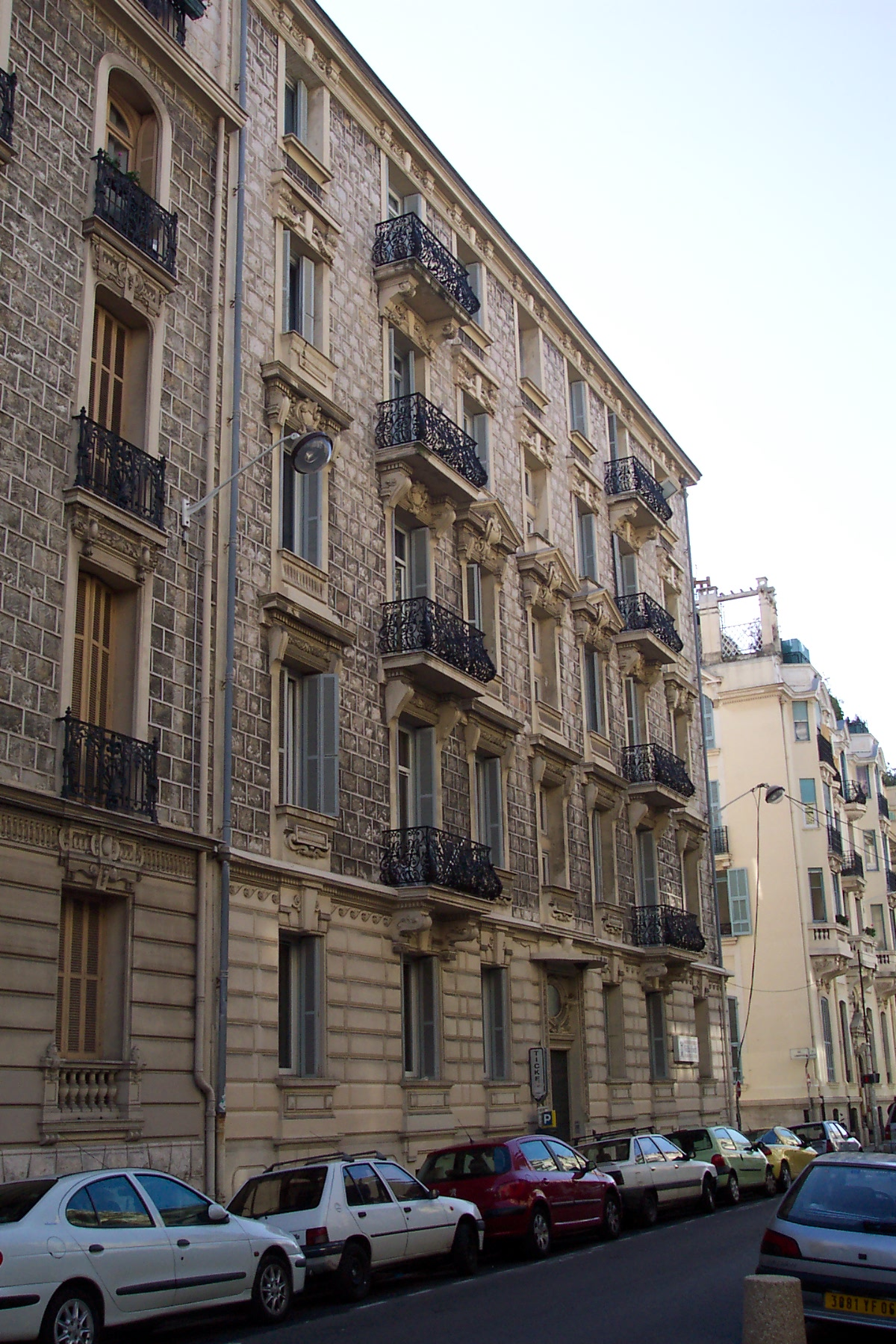
La villa Foch, 29 bd Maréchal-Foch.
C'est de nos jours une maison de retraite.

Appelée jadis avenue Beaulieu
- no 8 : Villa Lairolle, 1904. Architecte: Hans-Georg Tersling. Propriété privée.

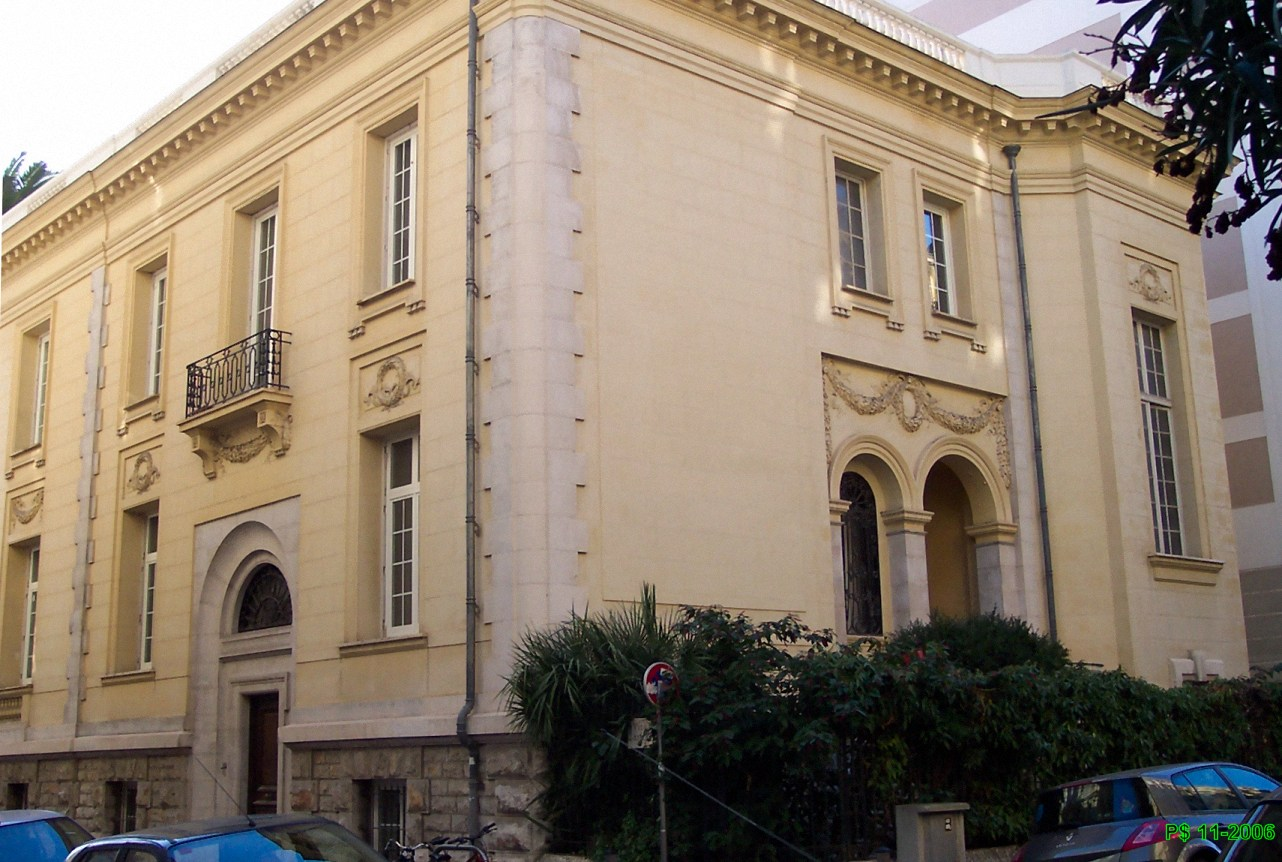
Villa Lairolle-Façades NE et SW. Style Louis XVI.
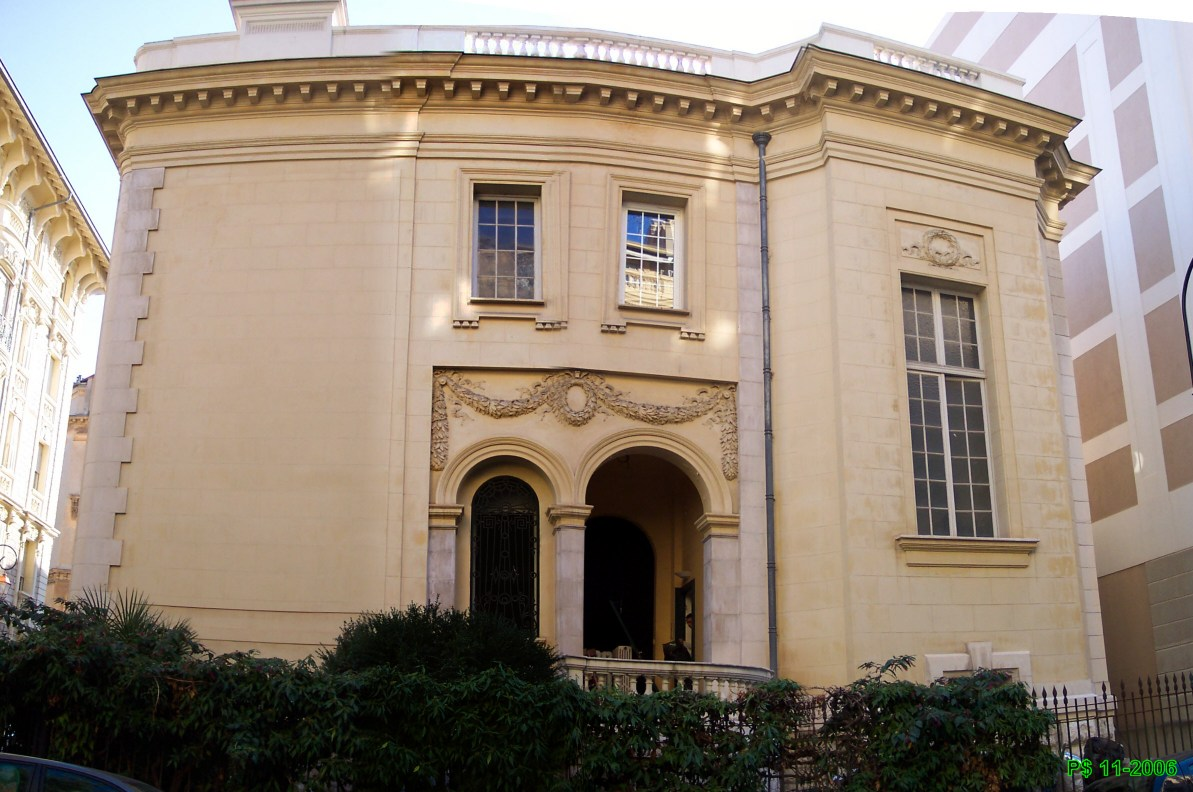
Villa Lairolle, 4 avenue Maréchal-Foch, façade SW. Entrée par le porche. Matin, circa 10h.
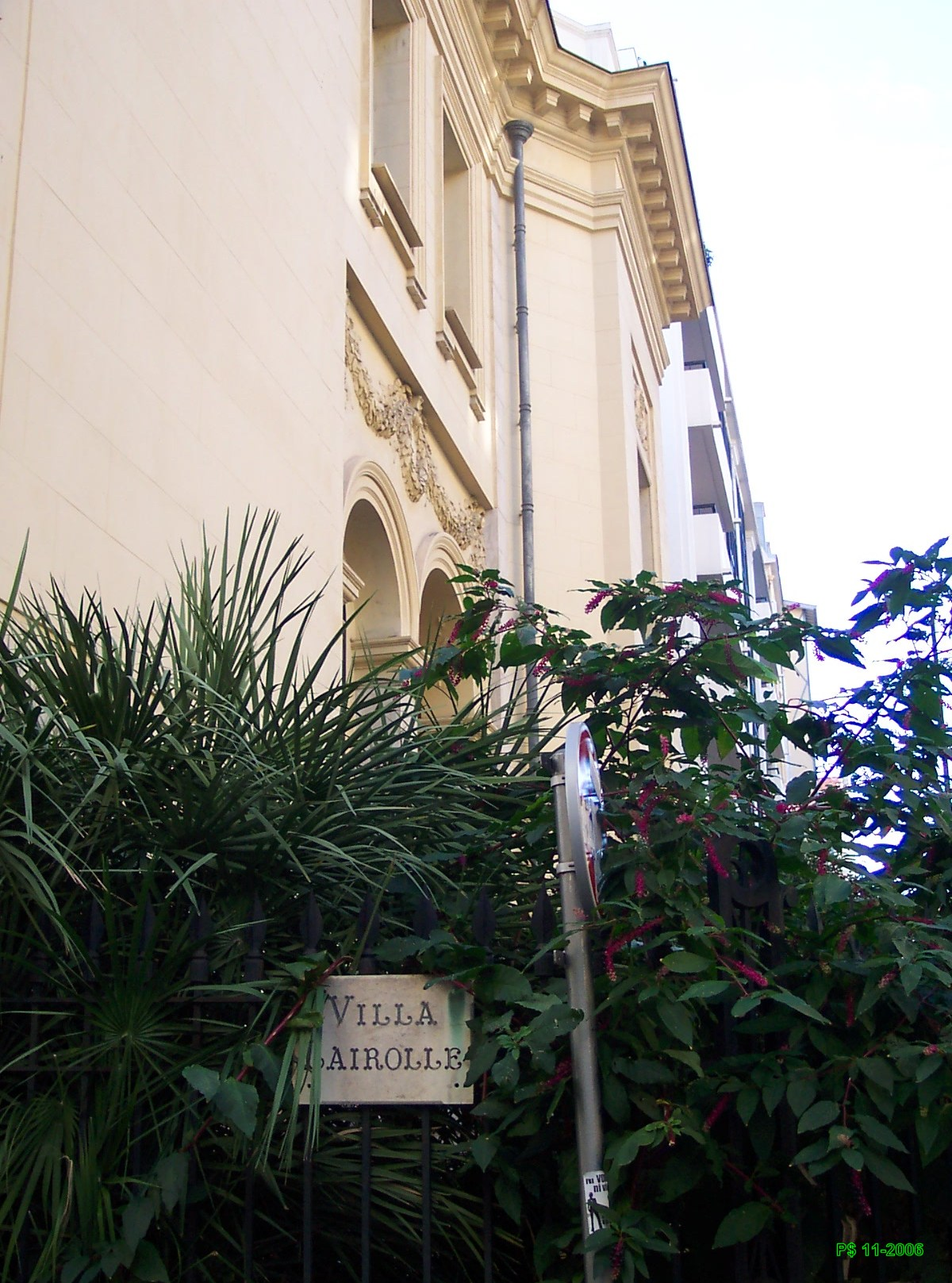
Villa Lairolle - Plaque nominative, rue d'Auzac.

- no 10 : Palais Foch

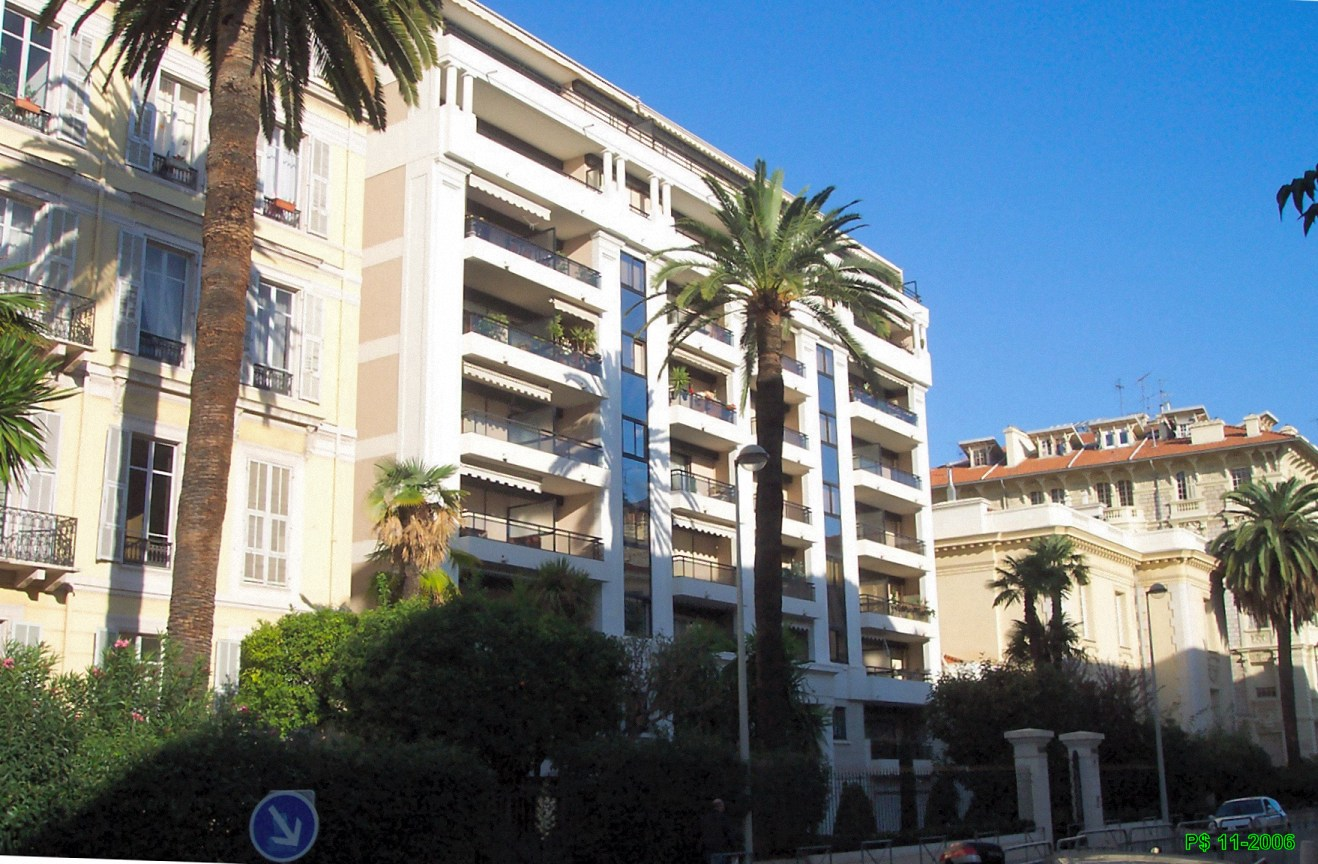
Palais Foch. 10 rue Marechal-Foch. Prise de vue circa 16h
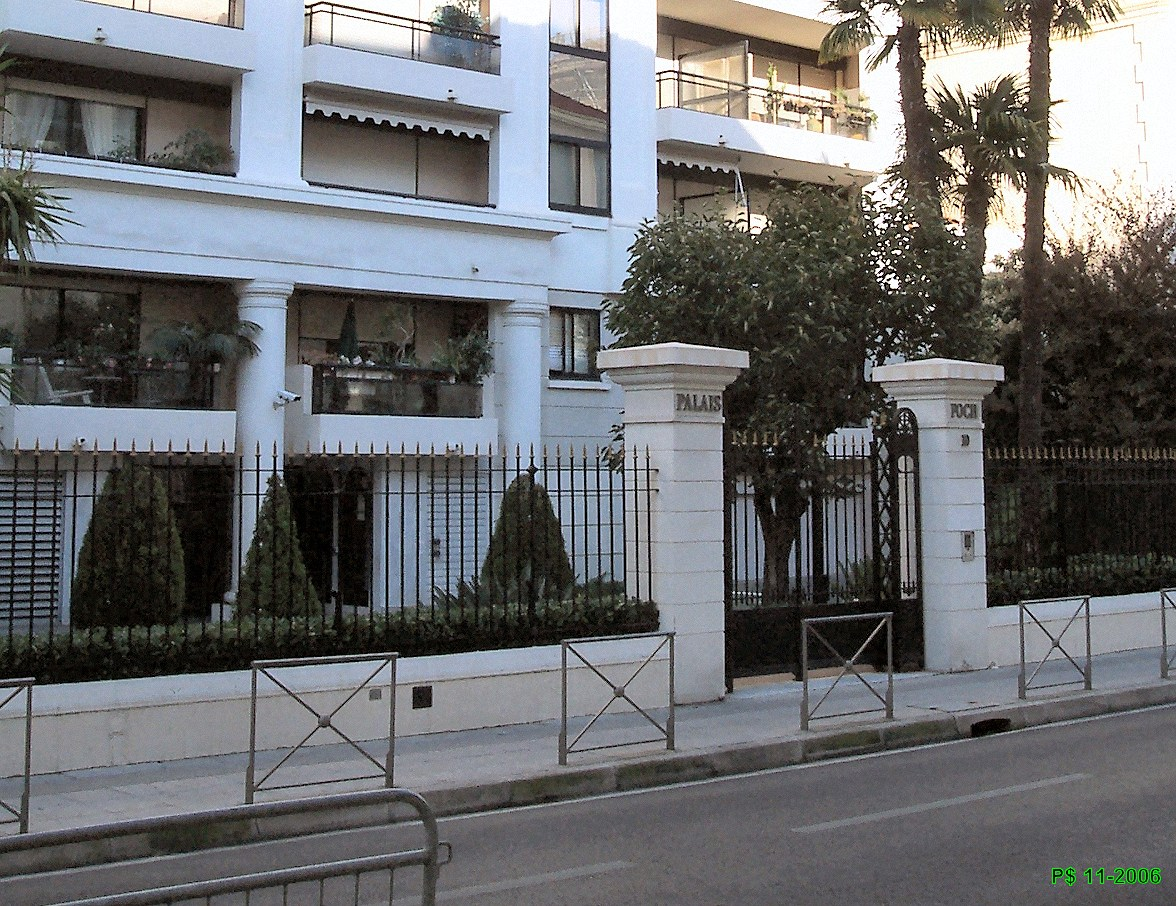
Nice-Carabacel. Palais Foch. Entrée de l'immeuble.

- no 14 : Palais Saint Jean

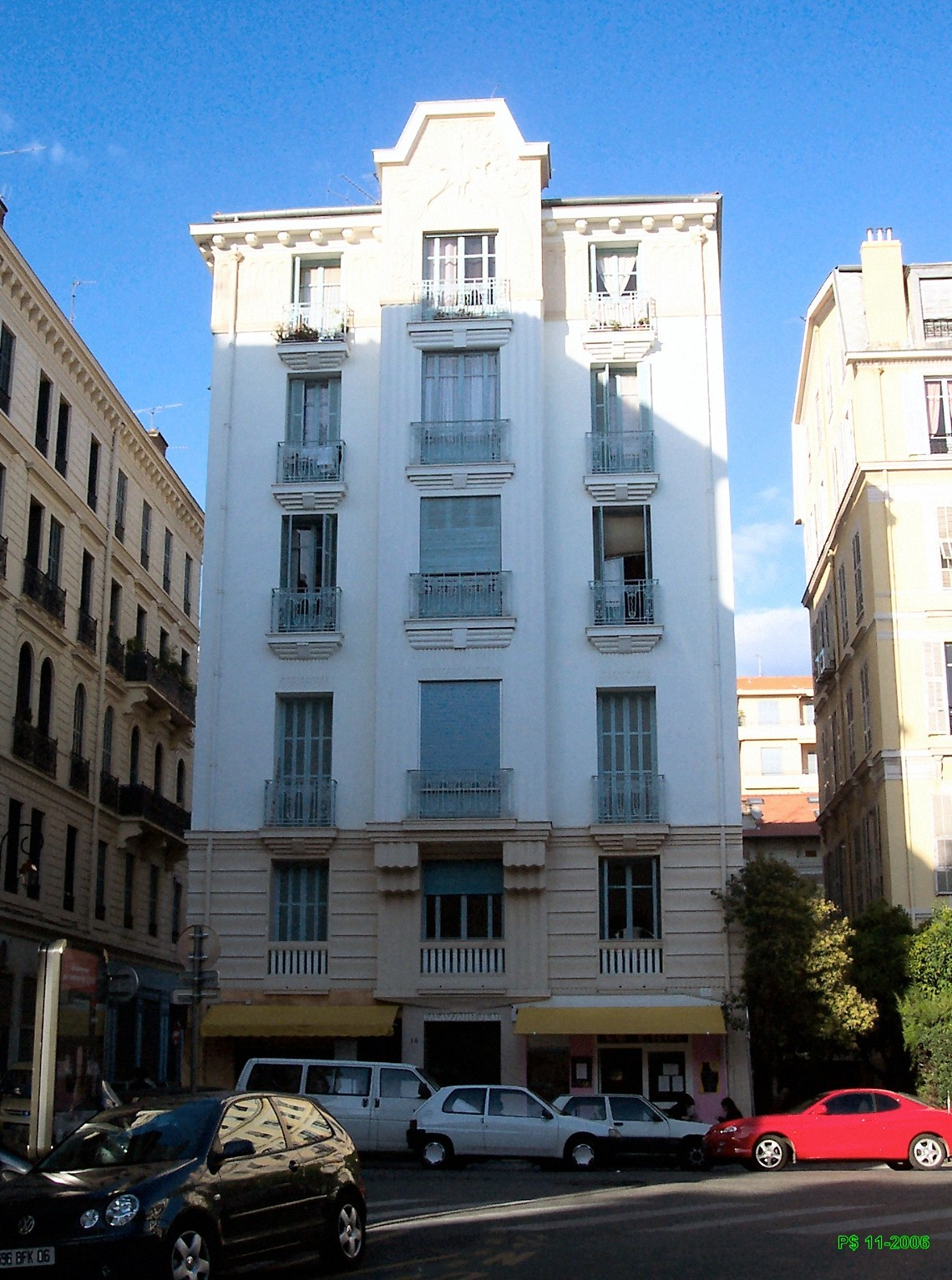
Nice-Carabacel. Palais Saint-Jean. 14 rue Marechal-Foch. Prise de vue circa 16h
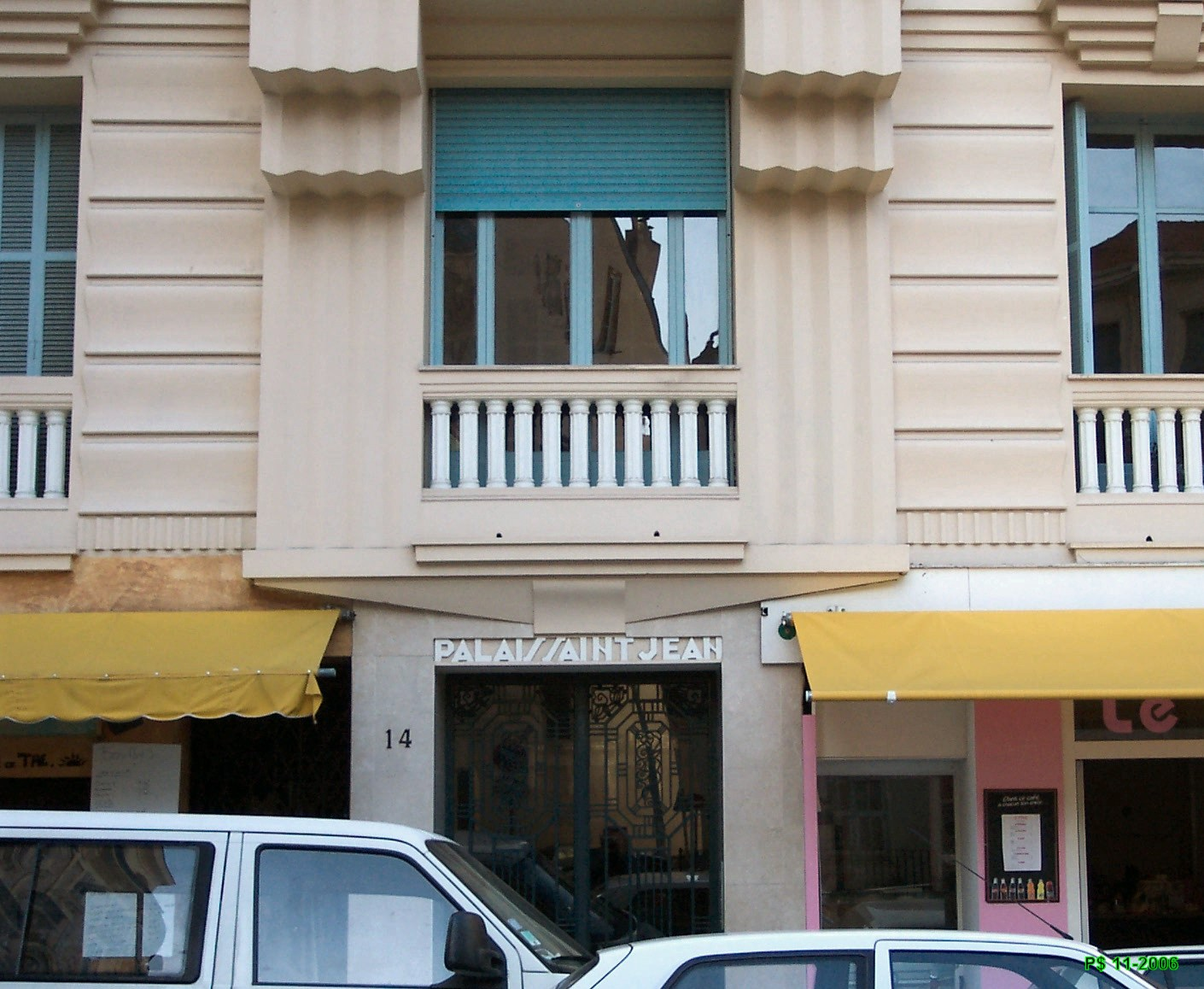
Nice-Carabacel. Palais Saint-Jean. Entrée de l'immeuble.

- no 26 : Palais Beaulieu

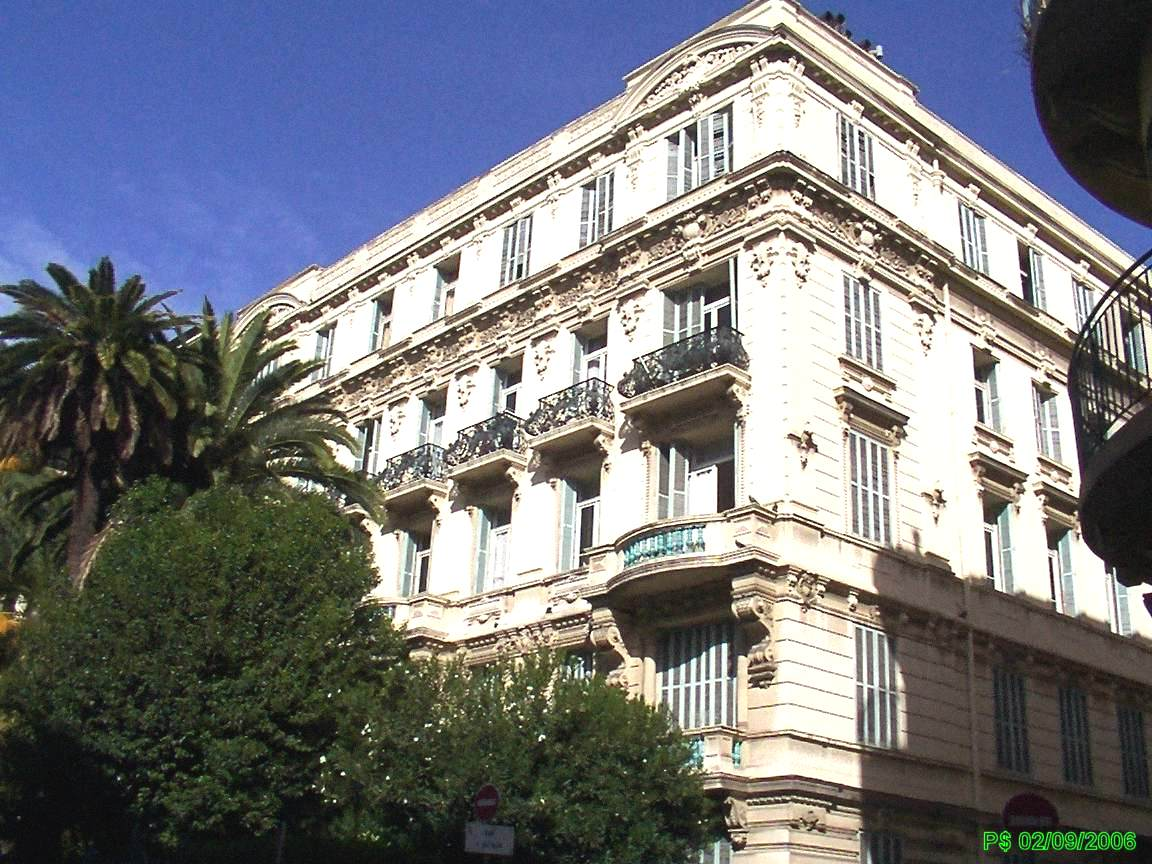
vue générale
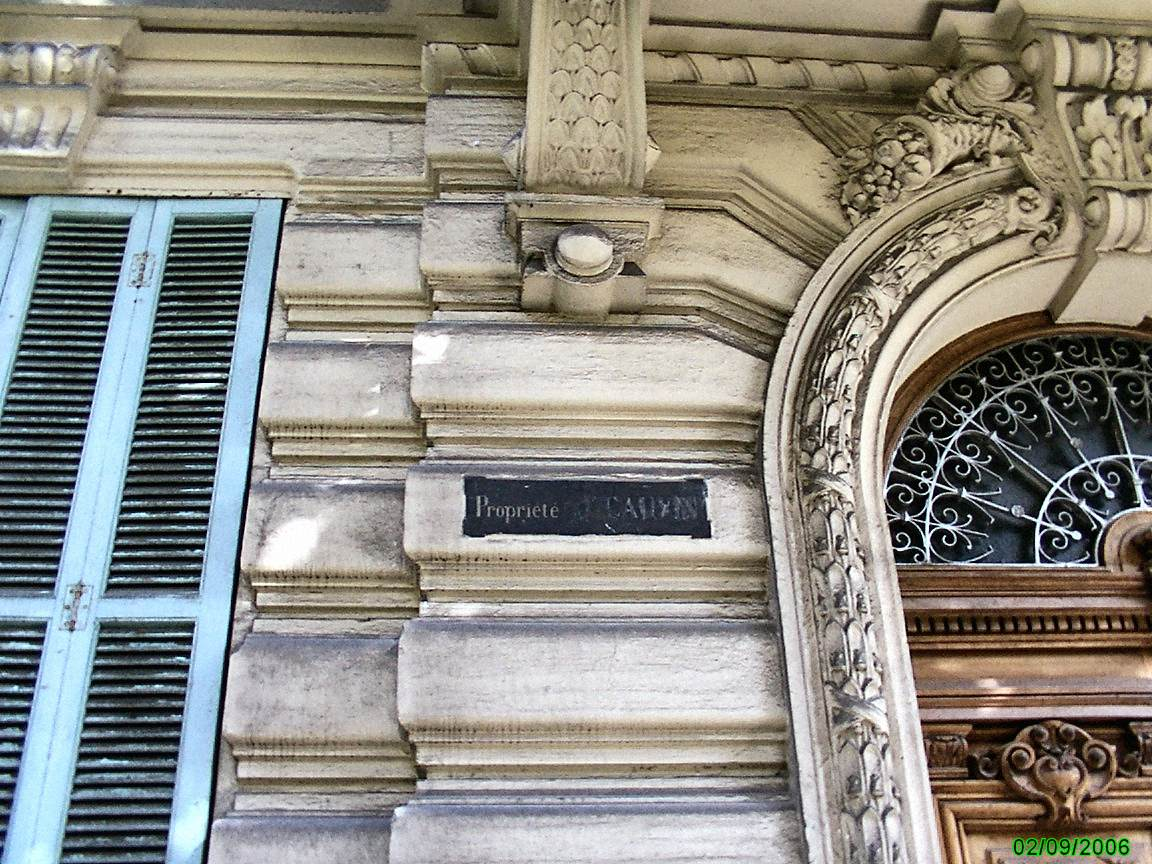
Propriété J. Cauvin sur une plaque
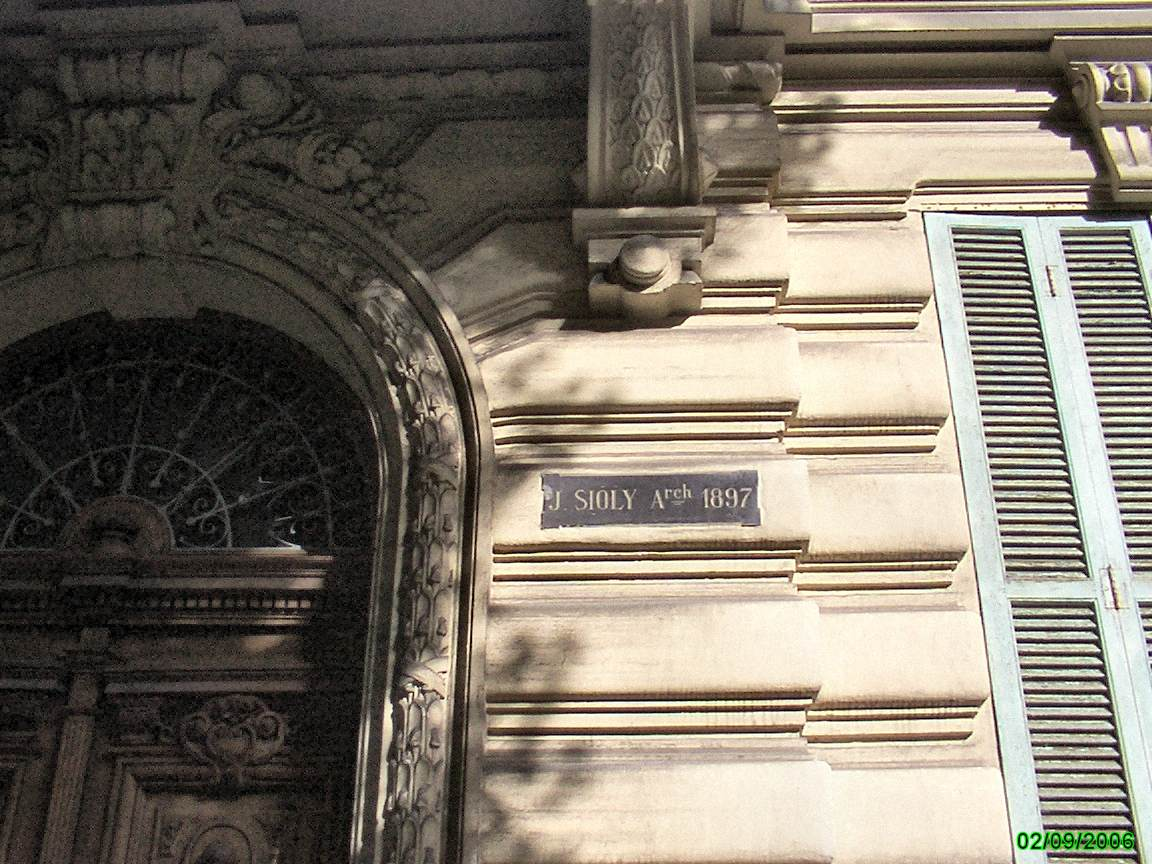
J. Sioly architecte 1897 sur une autre.
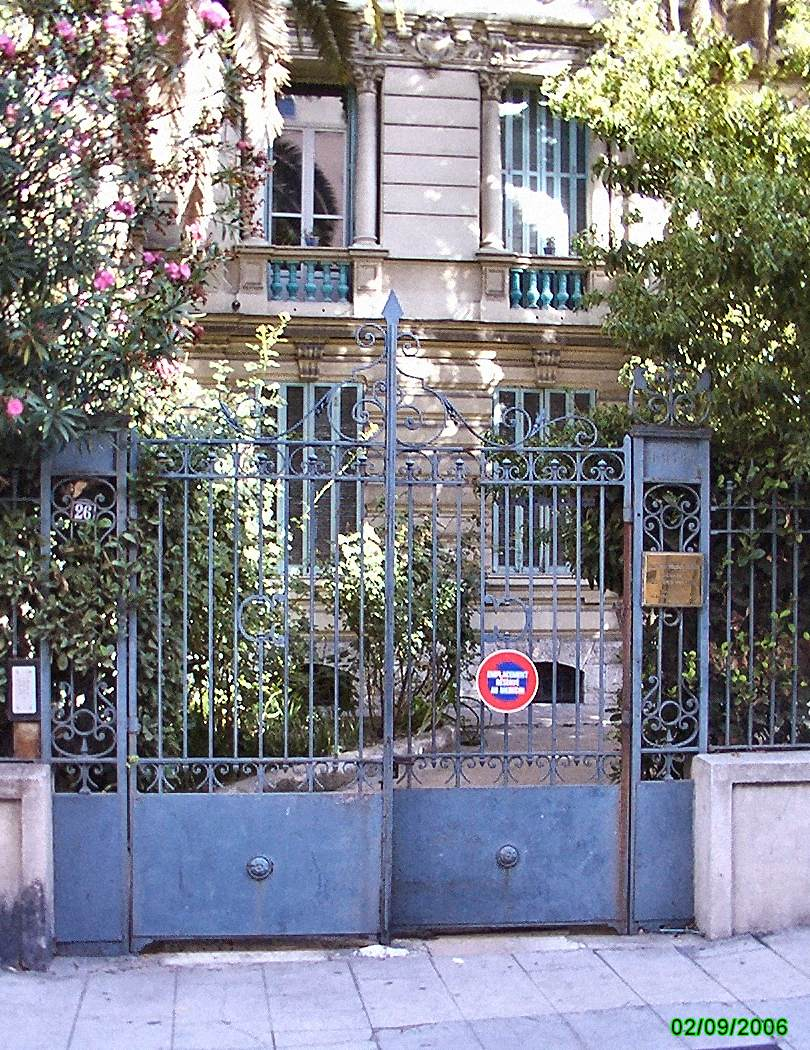
Le portail sur l'avenue
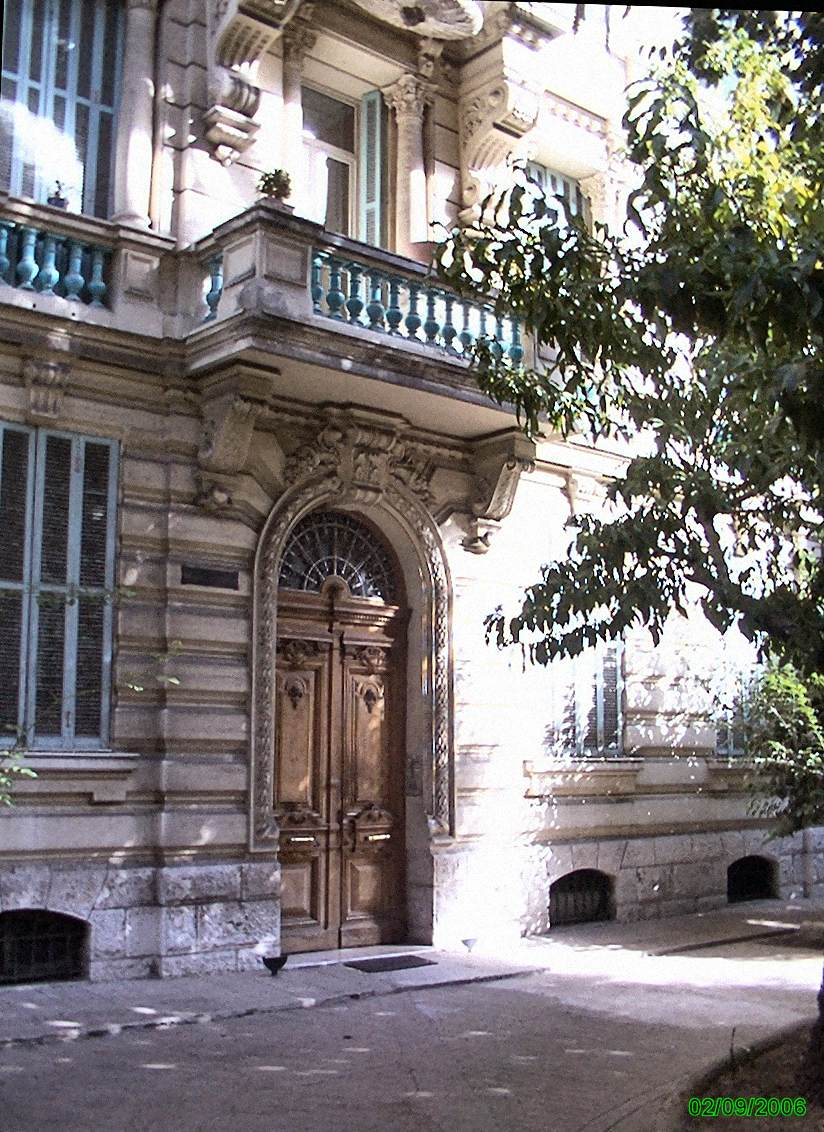
La porte d'entrée dans le jardin
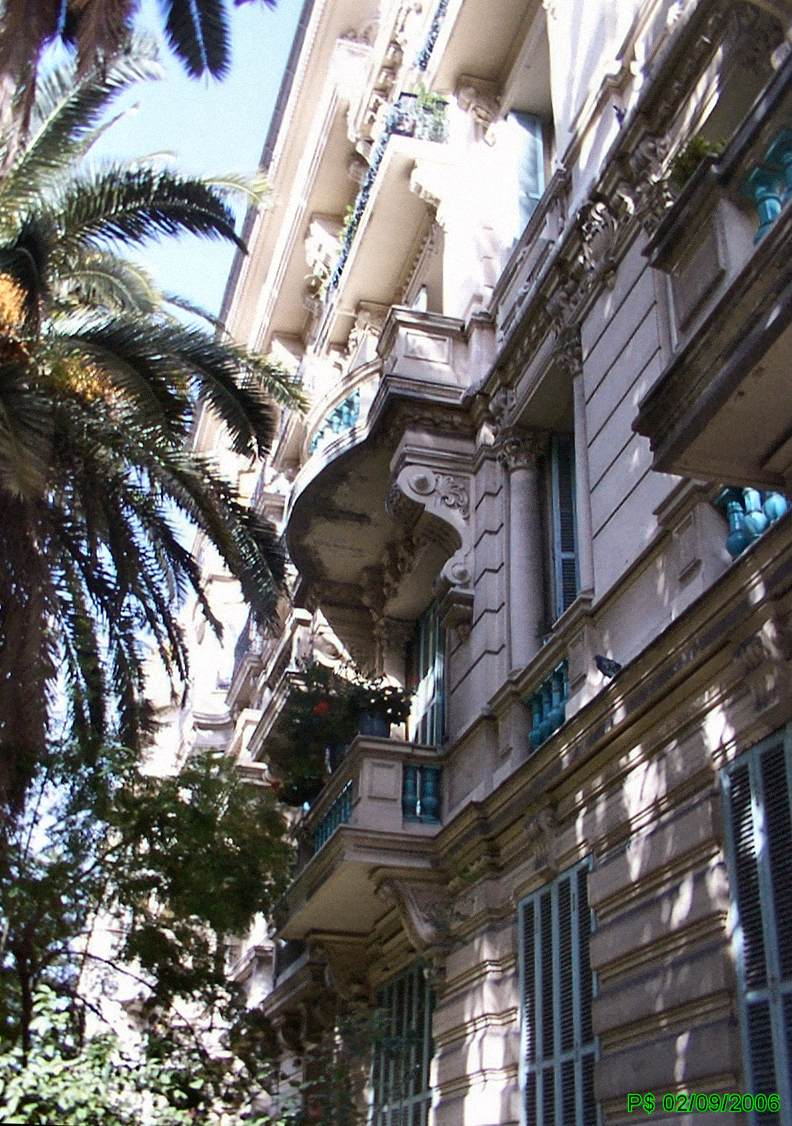
Détail d'architecture

- no 28 : Palais Florentin

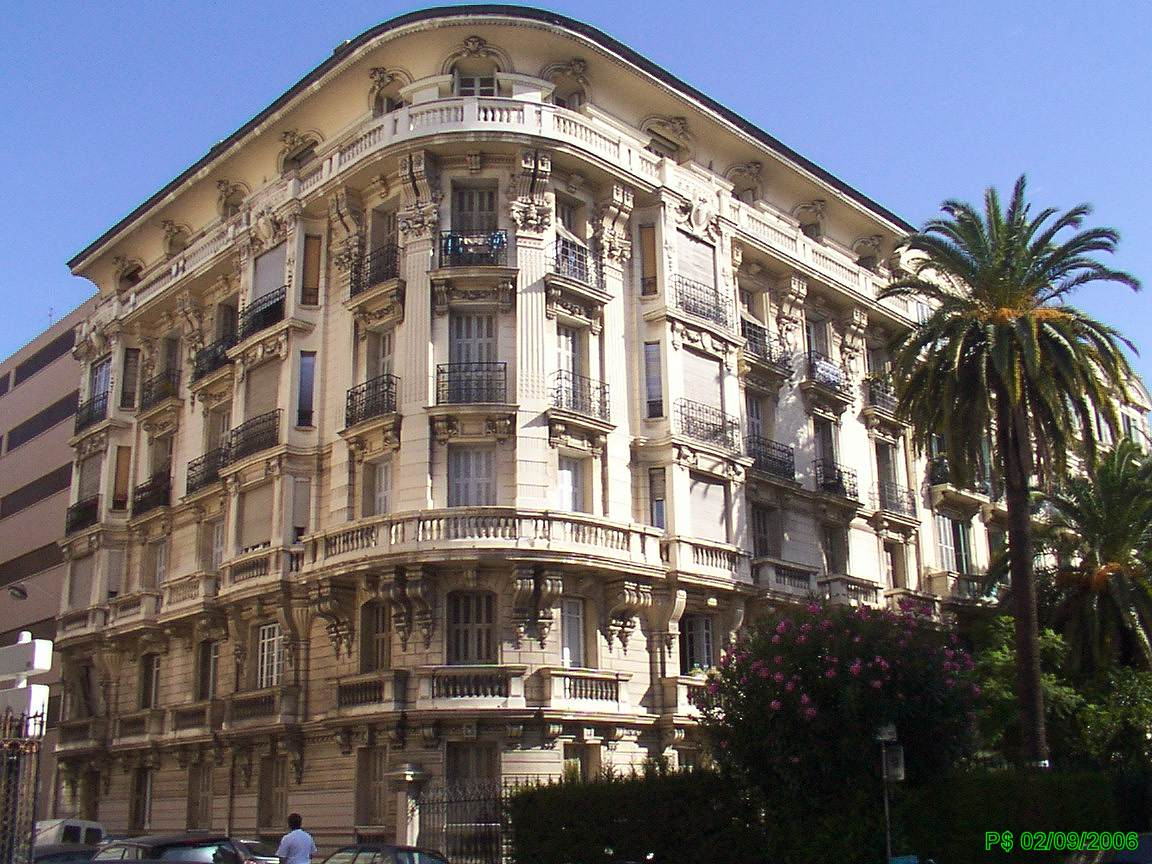
Vue générale, et
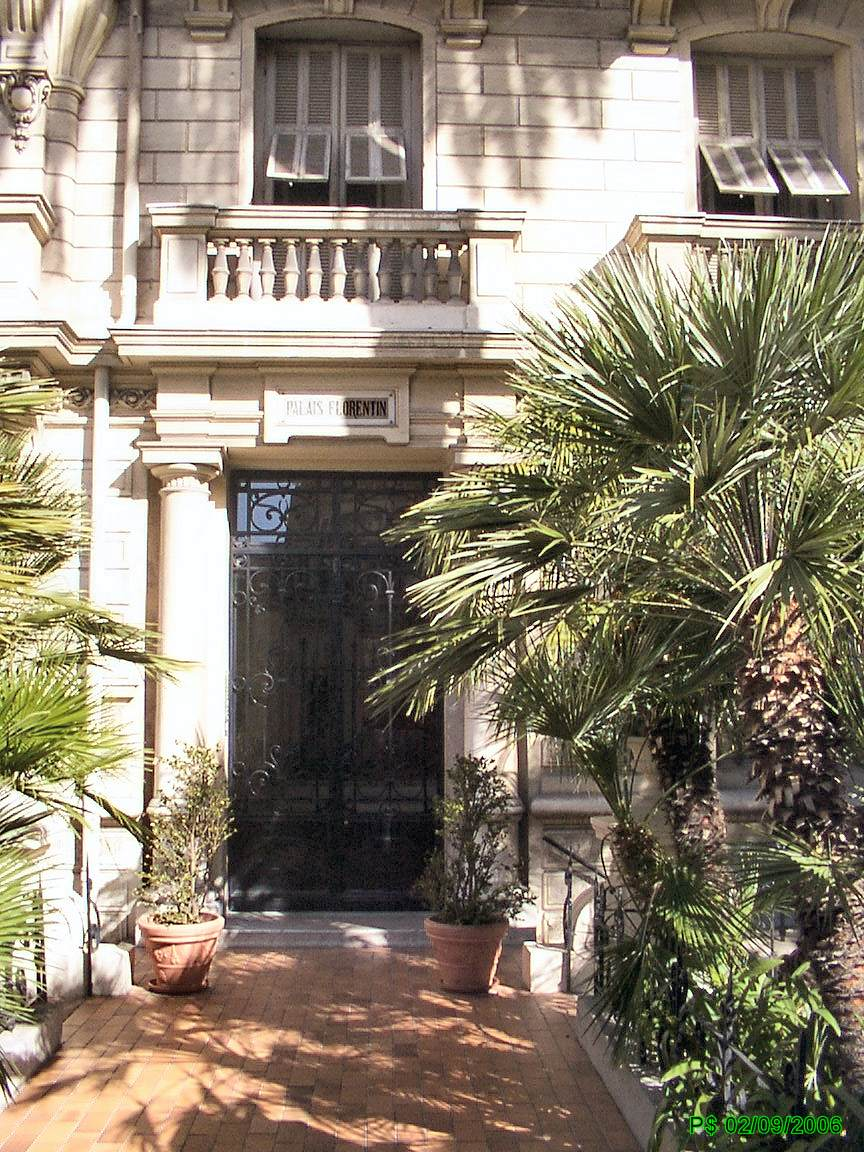
détail du portail d'entrée

- no 29 : Villa Foch

#### Massingy (rue de)
Le marquis de Massingy fut le propriétaire des terrains construits depuis.
- no 2 bis : Palais Massingy

- no 3 : Villa Lairolle, construite en 1904 par un politicien fortuné de la 3e république. Encore occupée par un descendant, cabinet d'avocat. Architecte: Hans Georg Tersling.

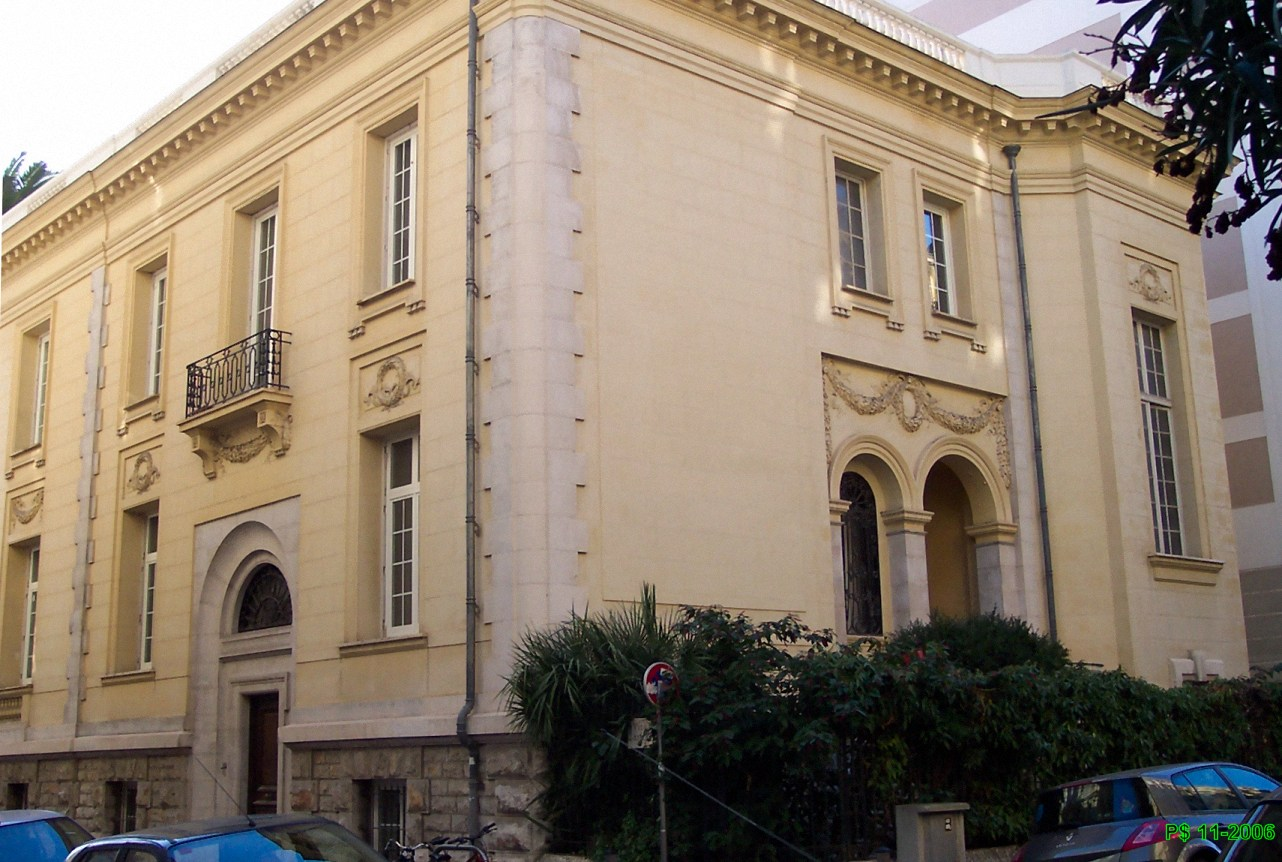
Villa Lairolle-Façades NE et SW. Style Louis XVI.
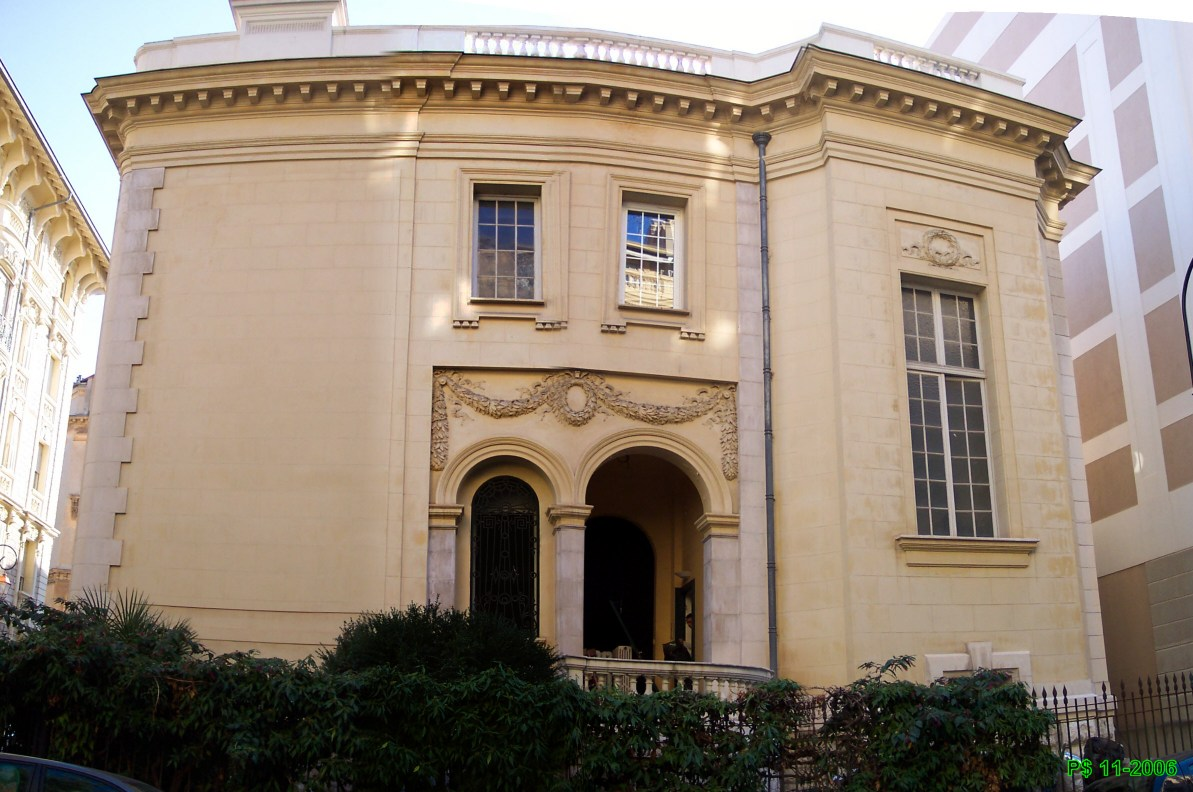
Villa Lairolle, 4 avenue Maréchal-Foch, façade SW. Entrée par le porche. Matin, circa 10h.
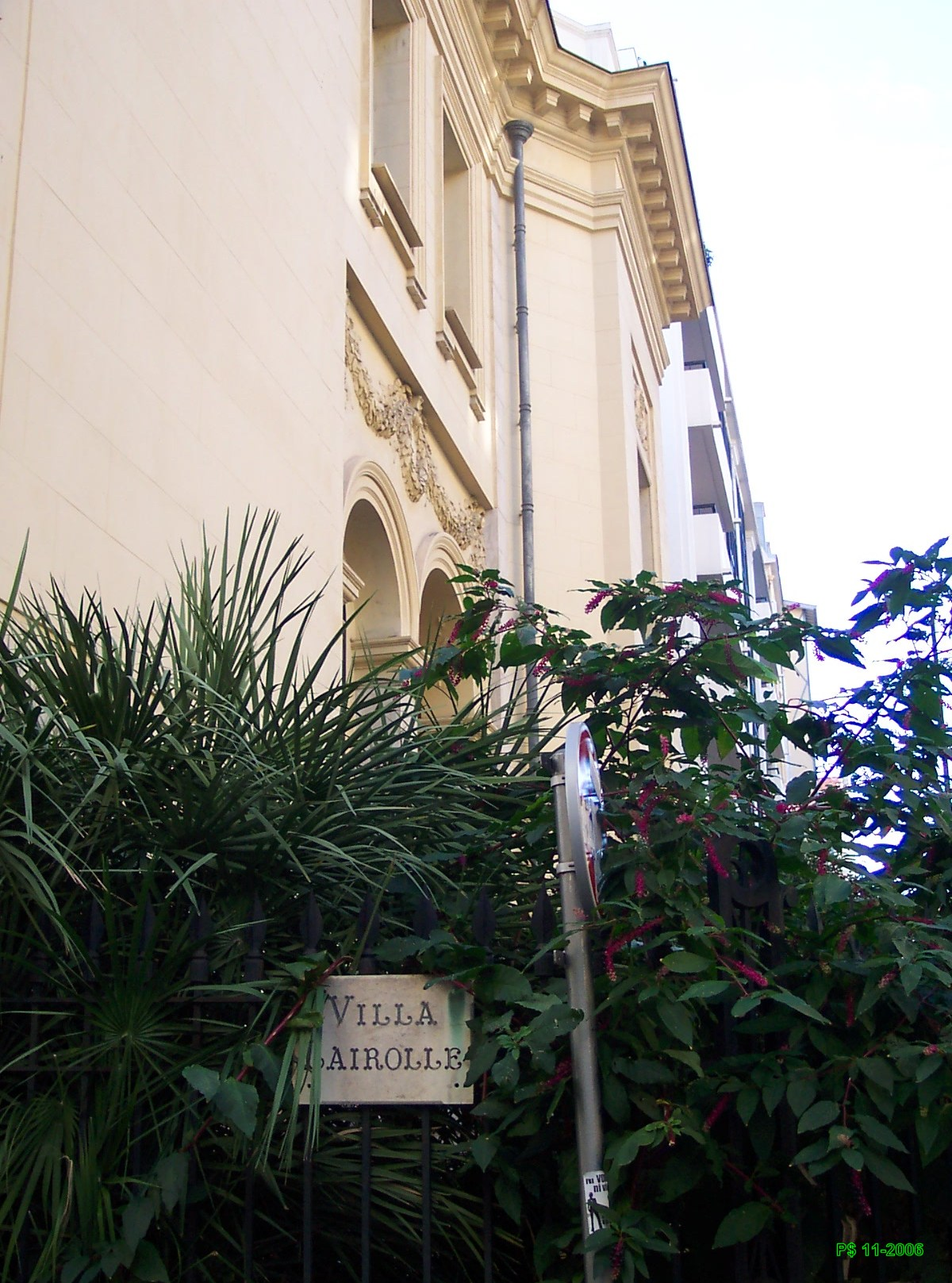
Villa Lairolle - Plaque nominative, rue d'Auzac.

### N
- Notre-Dame (avenue) : quartier carabacel
no 16 : Palais Bréa : les Bréa sont une famille de peintres niçois (François Bréa…).

- no 17 : Maison Fighiera-Martini de Castelnuovo, 1902. Images : Vue générale, et détail de l'entrée.

### P
- Palais (allée du) : quartier Carabacel-BasCimiez
cette allée était proche du Palais Carabacel démoli vers 1960 et qui appartenait à Émile Bieckert (une rue porte son nom et se trouve à proximité). Carabacel est le nom d'un quartier et d'un boulevard.

#### Paris(rue de): quartier carabacel
- n°[22] : voir au 39 rue Lamartine : Palais Adrien Rey
no 33 : Paris-Palace

#### Pastorelli(rue)
C'est une partie de l'axe Ouest⇒Est du centre de Nice. Artère très commerçante, elle regroupe aussi de nombreux locaux tertiaires (médecins, informatique…).
|  |  |

- no 30 : Immeuble notable

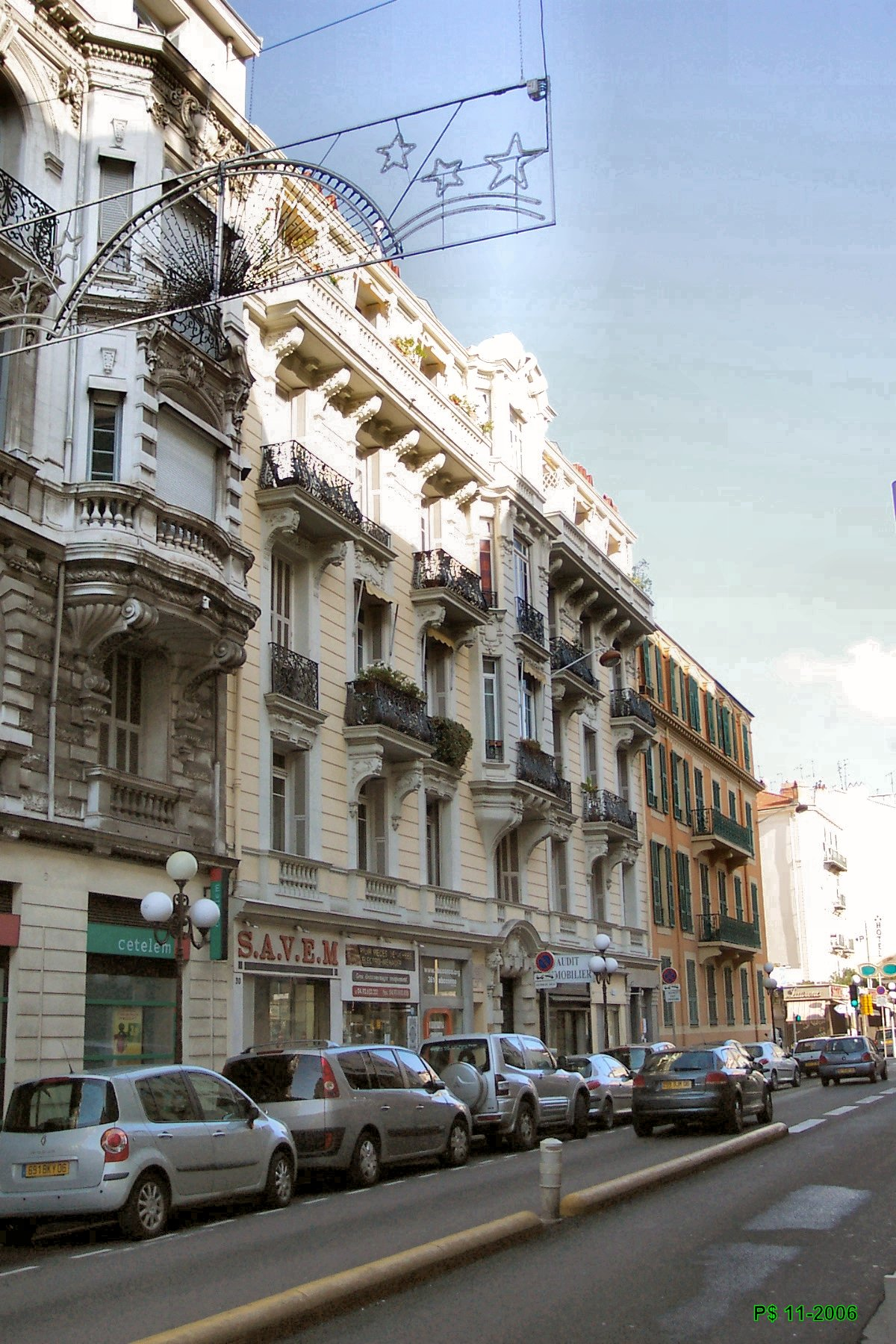
Immeuble sans titre, 30 Rue Pastorelli Vue générale

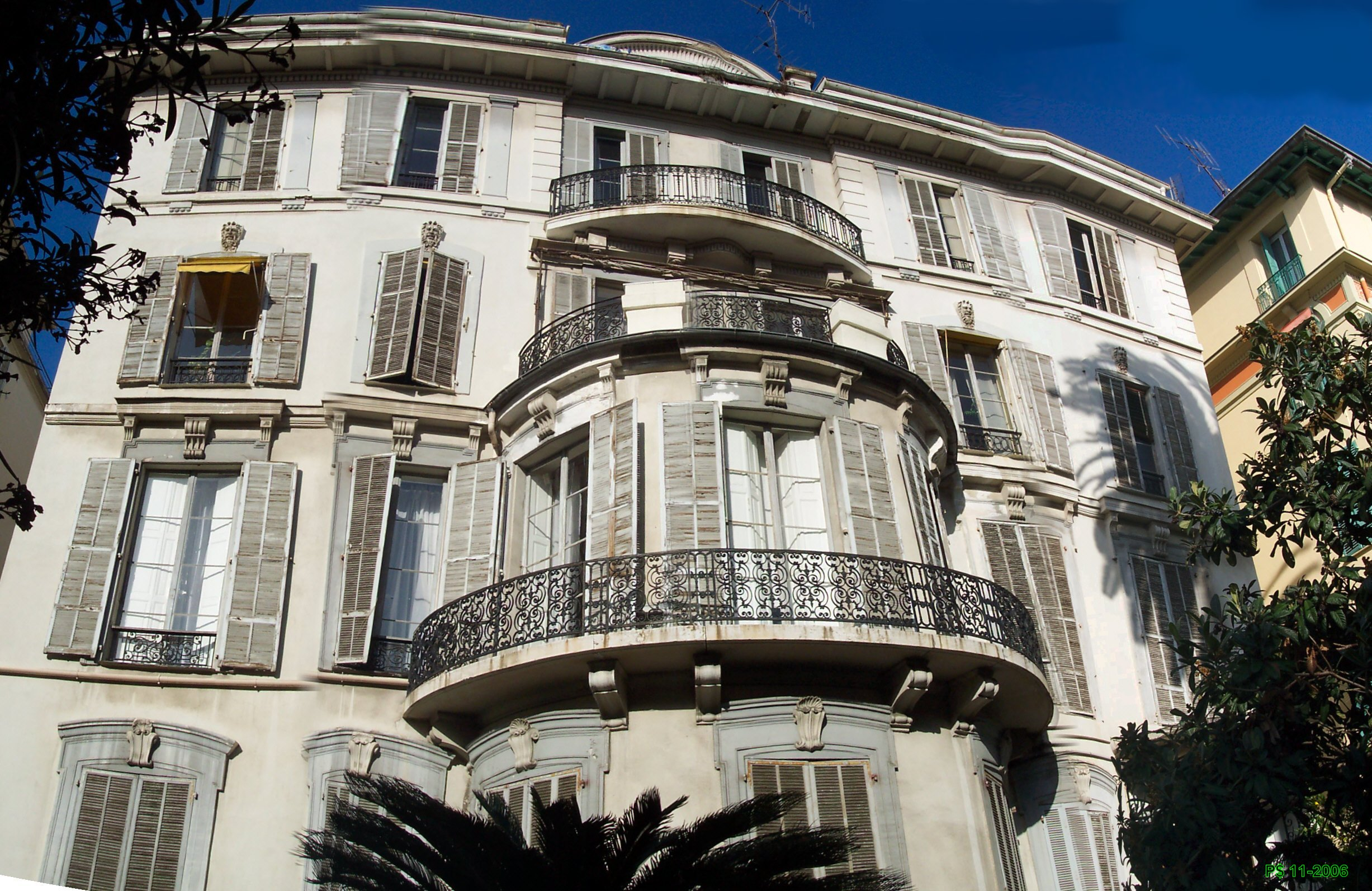
Il faut franchir le portail pour le découvrir

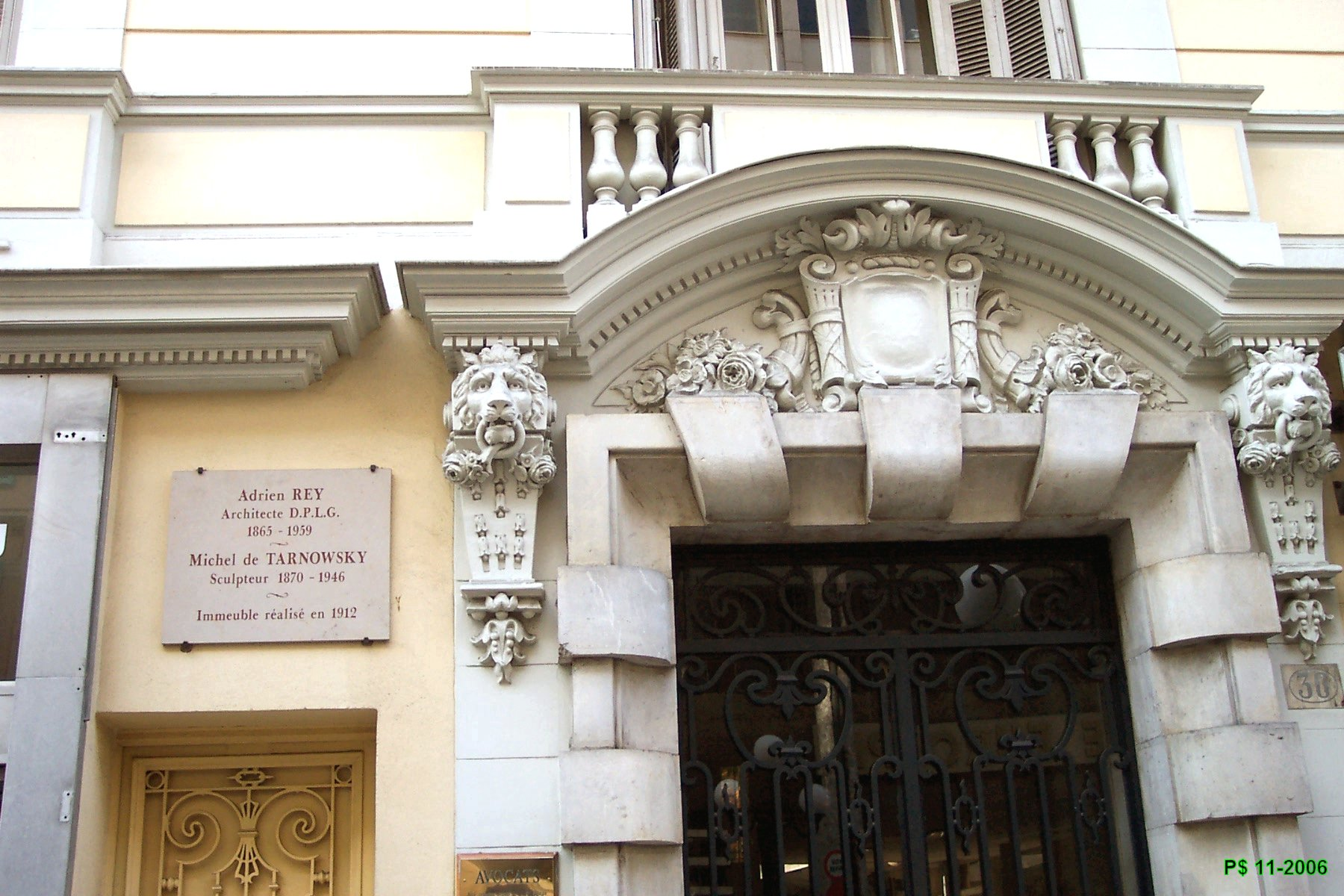
Immeuble sans titre, 30 Rue Pastorelli Plaque à l'entrée

- no 38 : Villa Gues

#### Pauliani (avenue)
Située à proximité des bords du Paillon (Acropolis), élevée au rang d'une avenue pour des raisons fiscales avec la proximité de la colline de Cimiez/Carabacel, cette voie permet de rejoindre la partie amont de la vallée du Paillon et le quartier Pasteur.
Maisons niçoises : 

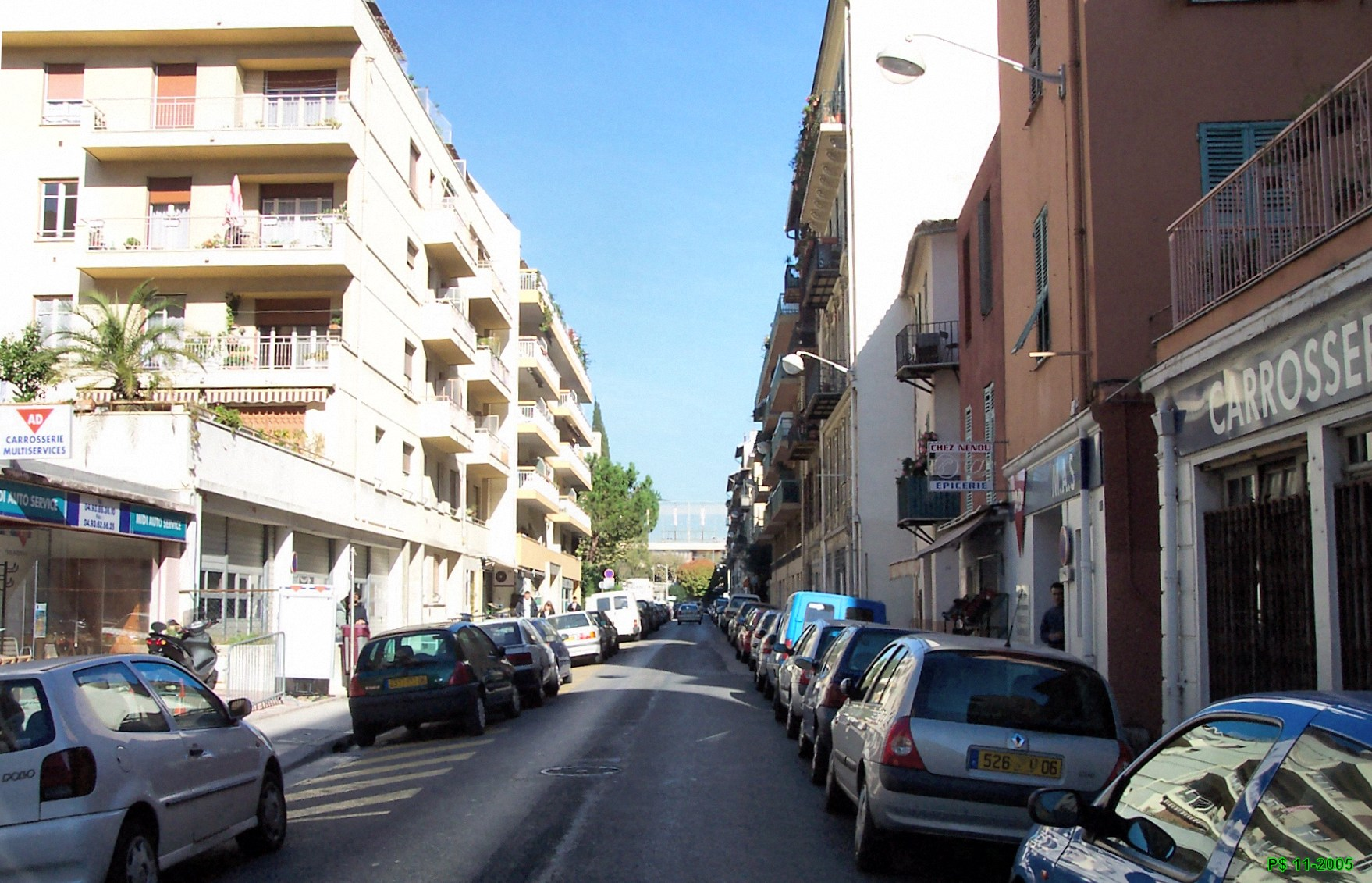
Avenue Pauliani. Direction N. Au fond, complexe Jean-Bouin (parking, piscine, terrains de sport in-door.

- no 11 : Maison J. Vissian, no 13 : Maison Charles Mari, no 15 : Maison J. Gancia

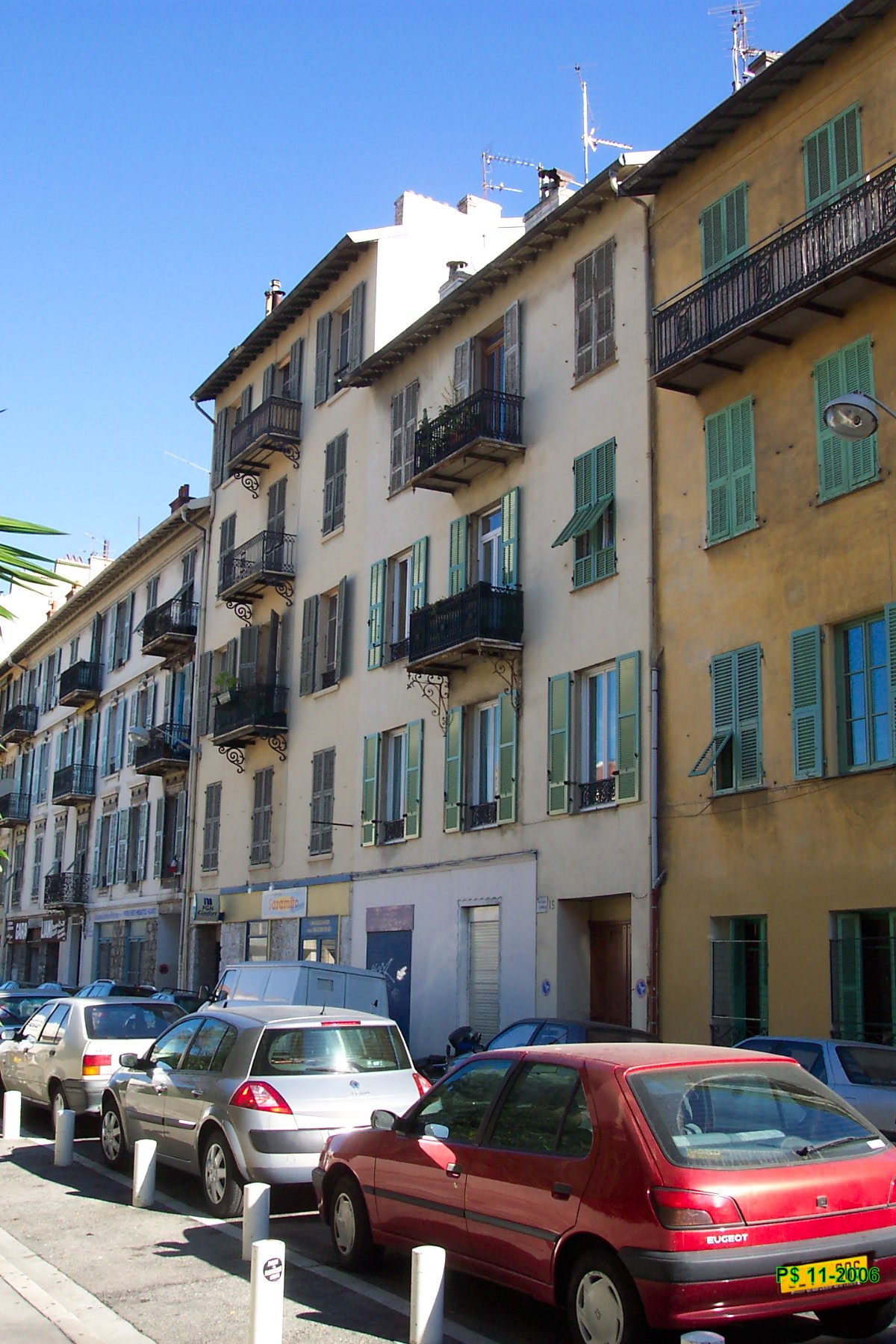
Rue Pauliani, vers la place du XVème Corps. Trois maisons dont il subsiste les plaques nominatives.
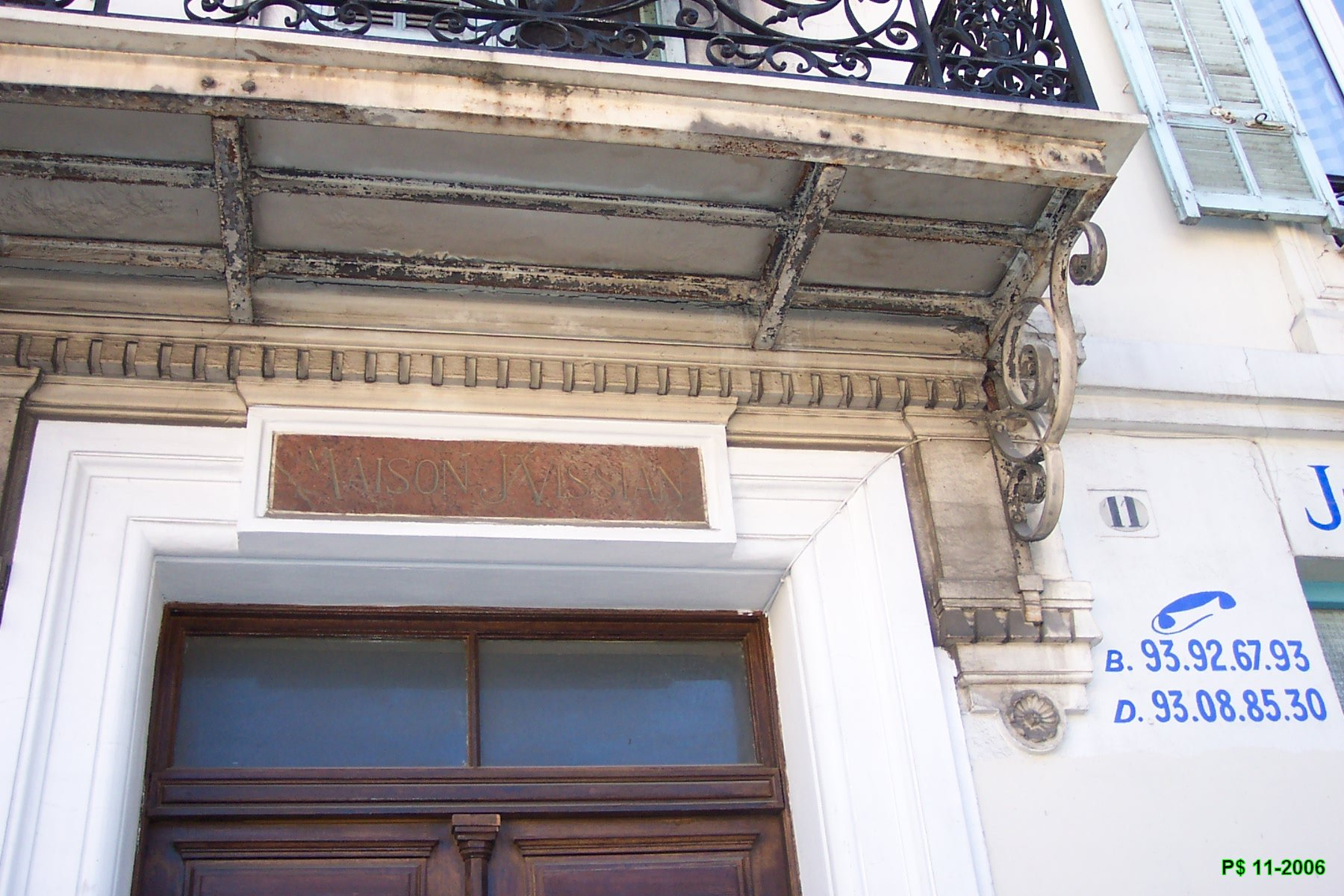
11 Rue Pauliani. Plaque nominative de la maison Vissian.
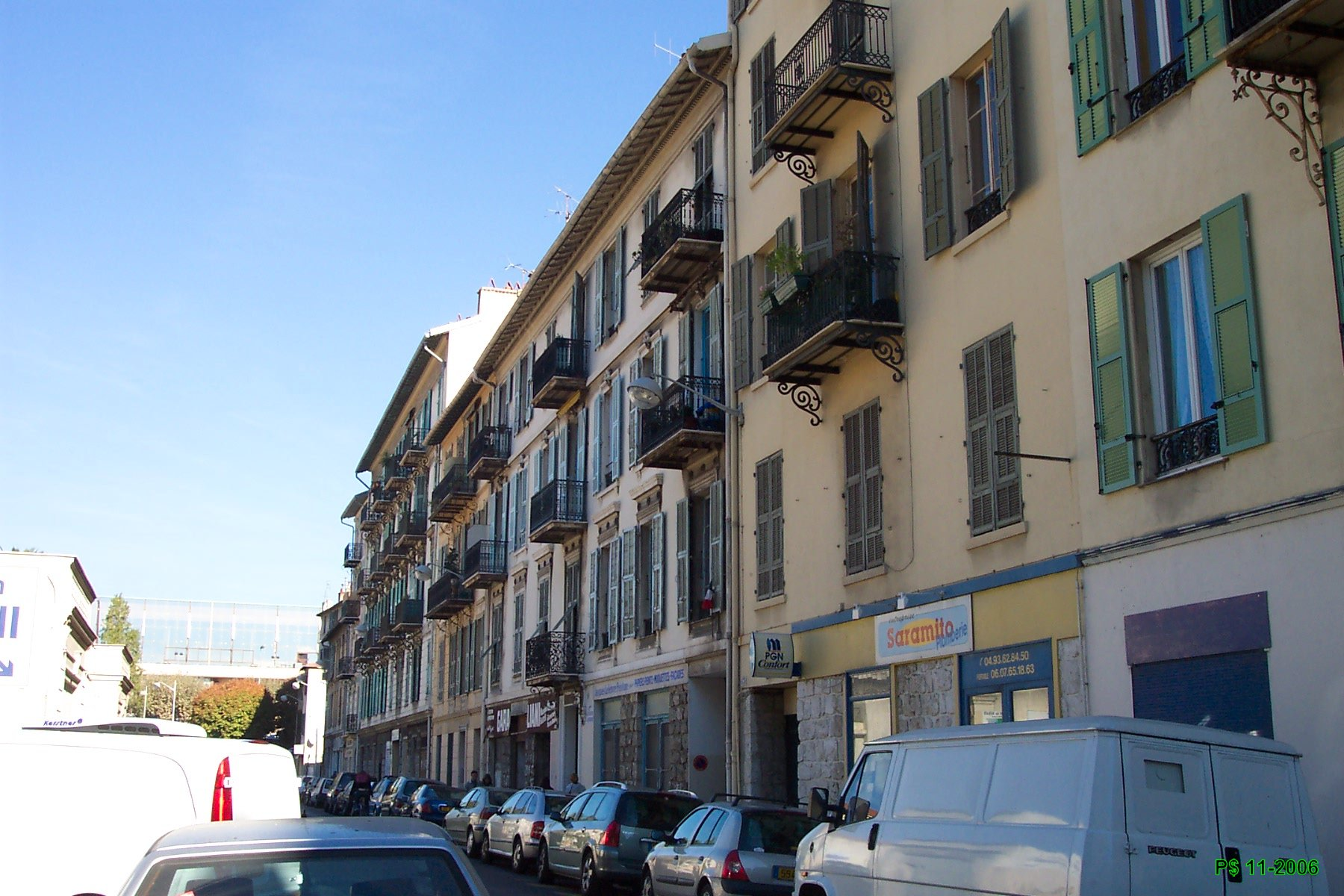
Rue Pauliani, maisons aux no 13 et 15. Style des immeubles niçois de la fin du XIXe siècle.
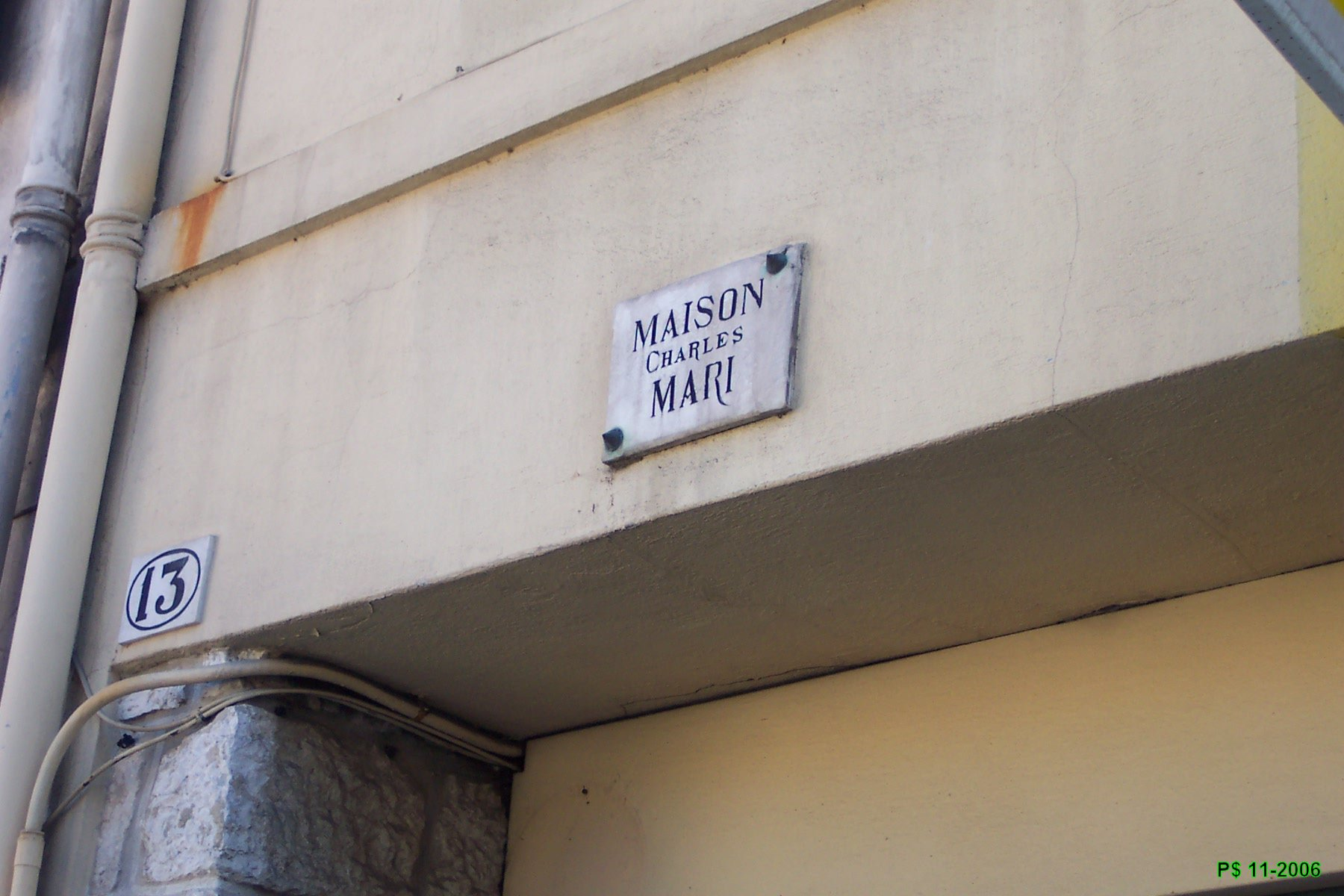
Rue Pauliani. Plaque nominative au 13 de la Maison Charles Mari.
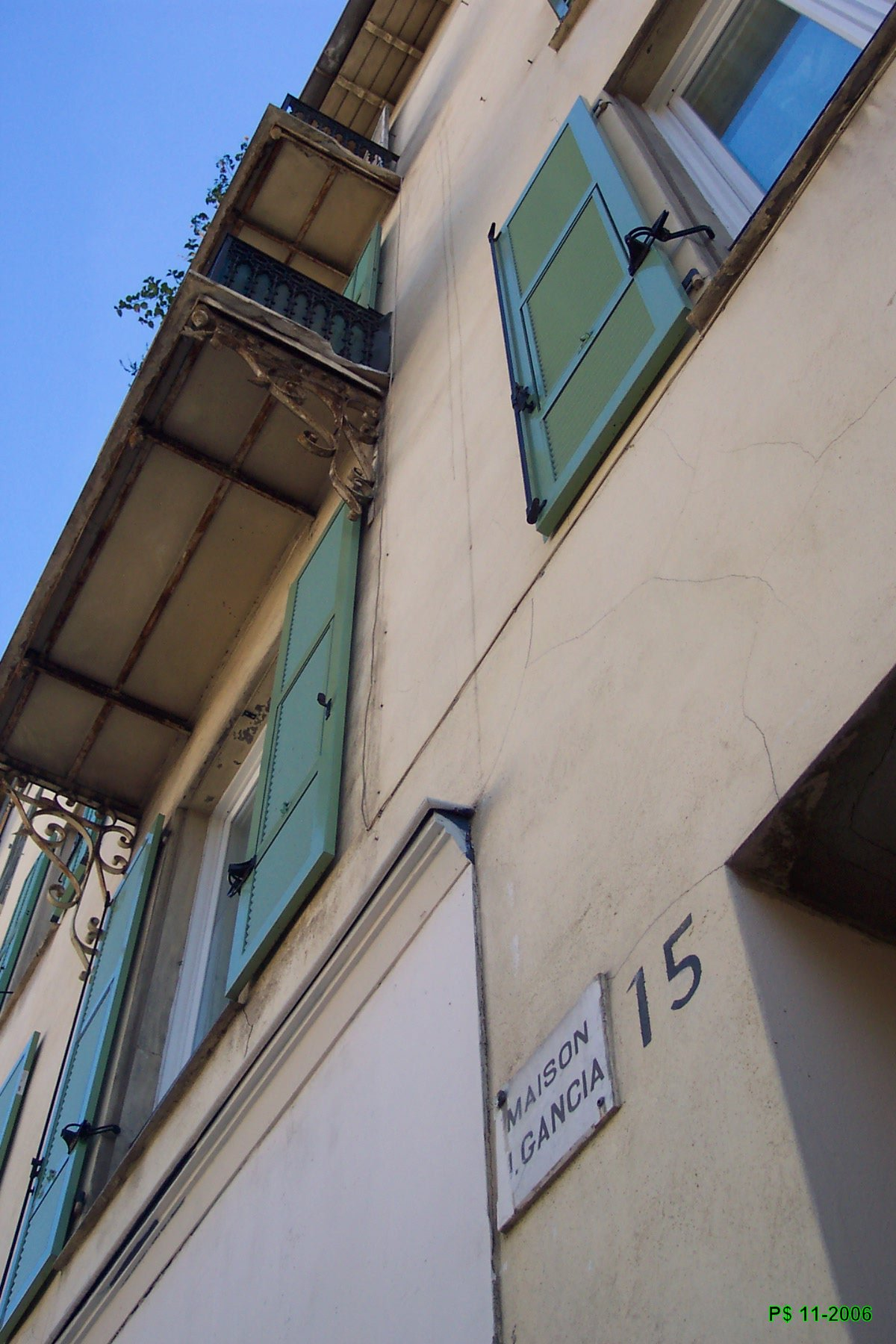
Rue Pauliani. Plaque nominative de la maison Gancia au no 15.
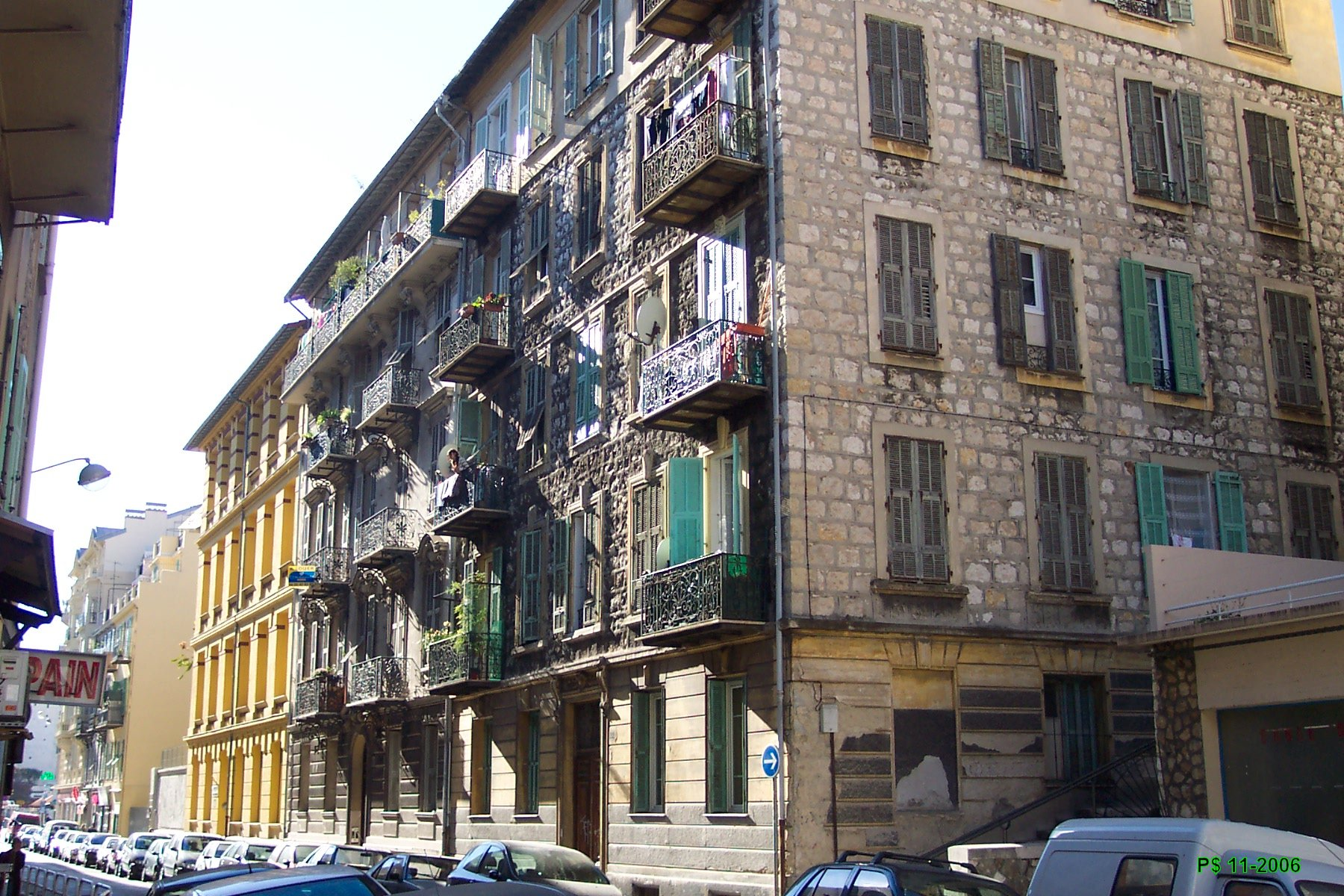
Immeuble cossu niçois des années 1880-1910
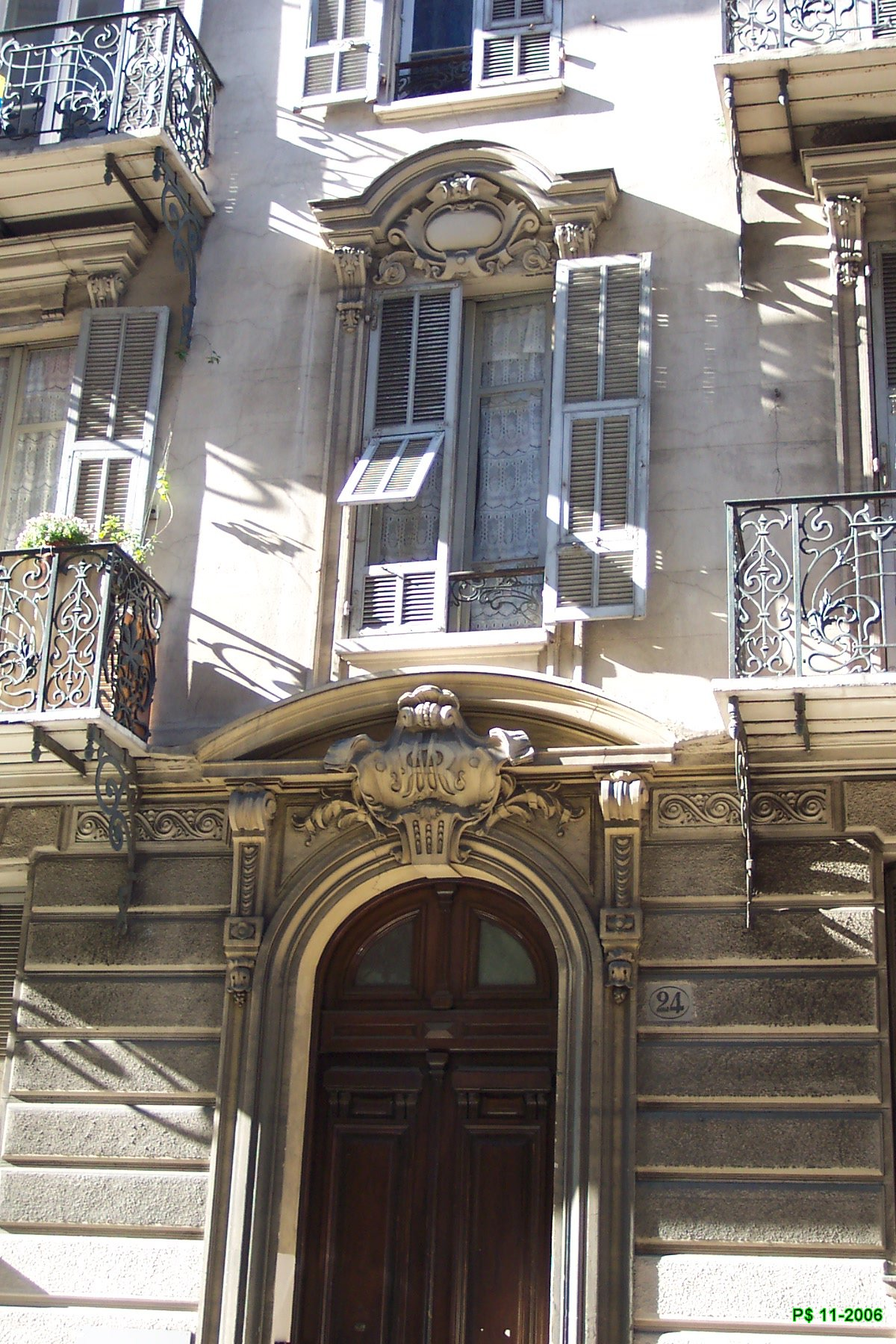
Immeuble cossu aux initiales du propriétaire.
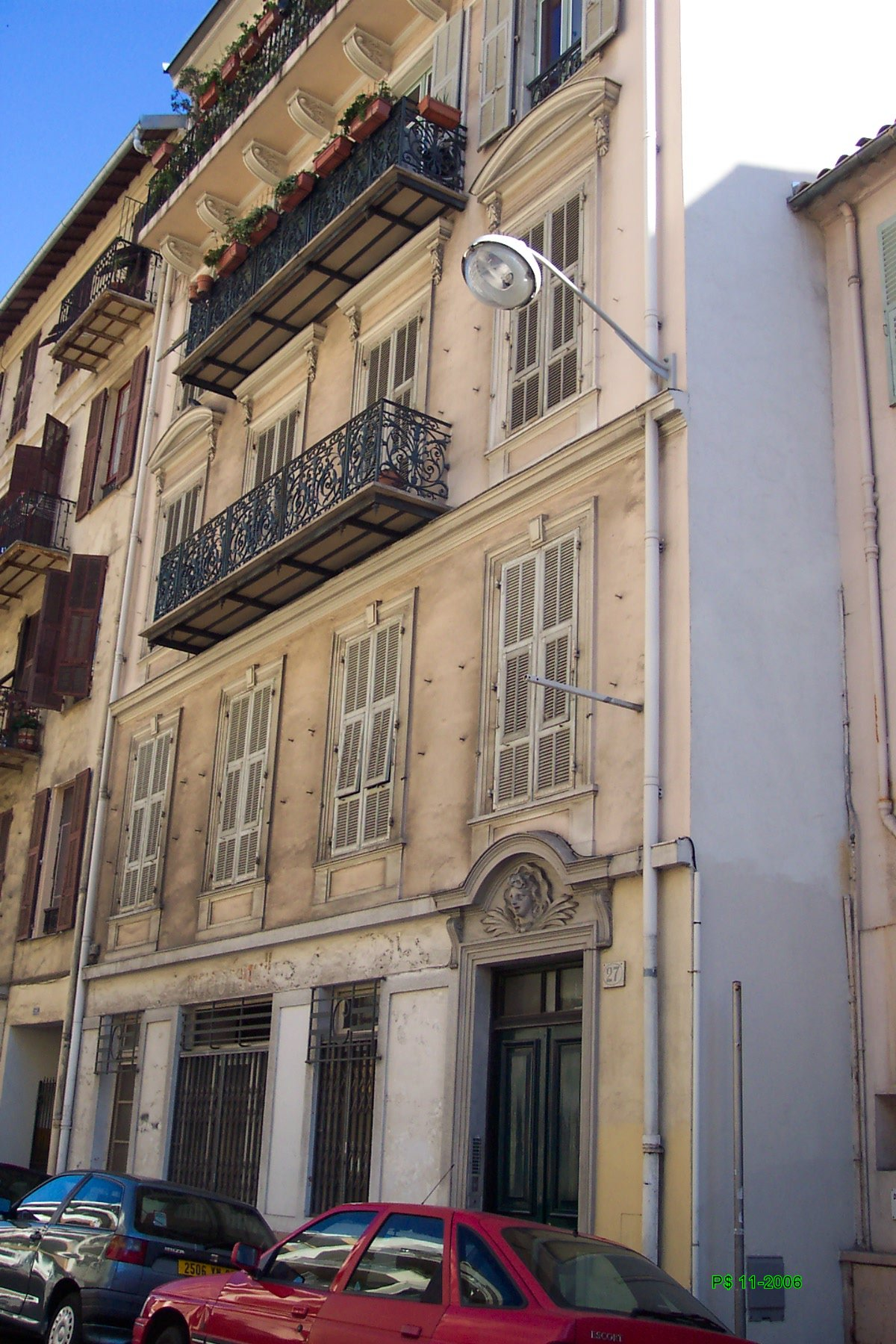
27 Rue Pauliani. Maison niçoise type 1880-1910.

#### Pertinax(rue)
Petits commerces, siège de la Sécurité Sociale.
- no 20 : Palais Moderne

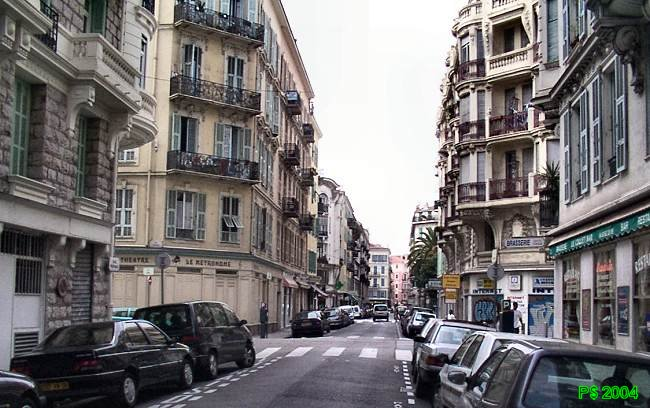
18 Rue Pertinax, vue W en direction de l'avenue Jean-Medecin.

no 26 : Palais Pertinax : entrée « secondaire » au 2 rue Saint-Siagre

### R

#### Raimbaldi (boulevard)
Planté d'orangers, ce boulevard rejoint Carabacel et l'avenue Jean-Médecin et la gare centrale au-delà du carrefour.
- no 3 : Palais Raimbaldi

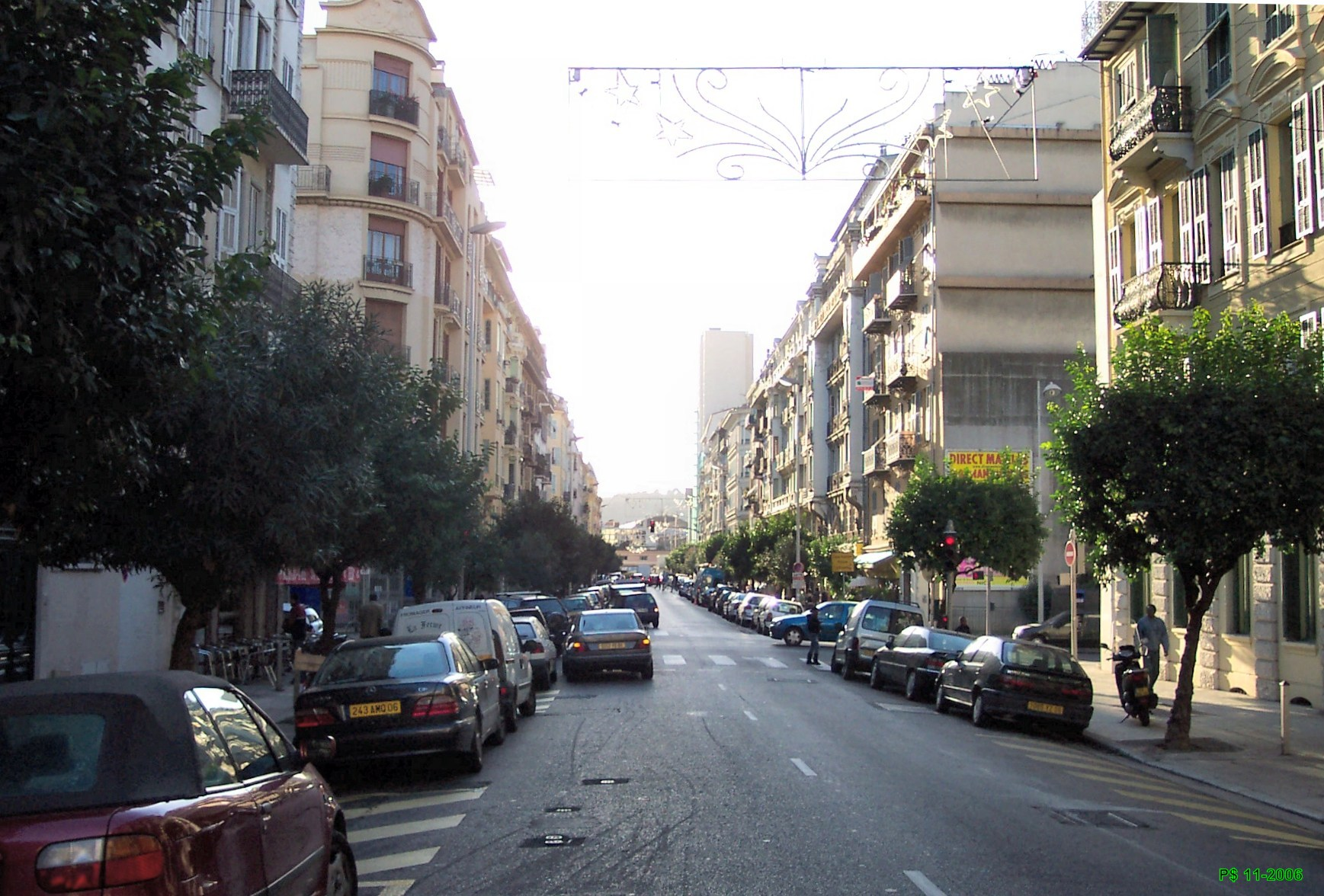

no 17 : Maison Fce Cauvin. Images : Vue générale et  Détail nominatif de l'entrée.
no 26 : Maison Bonfils, 1903. Images :  Vue générale, détail de l'entrée .

### S

#### Saint-Siagre (rue)
Petite traverse entre la rue Pertinax et le boulevard Raimbaldi (S→N)

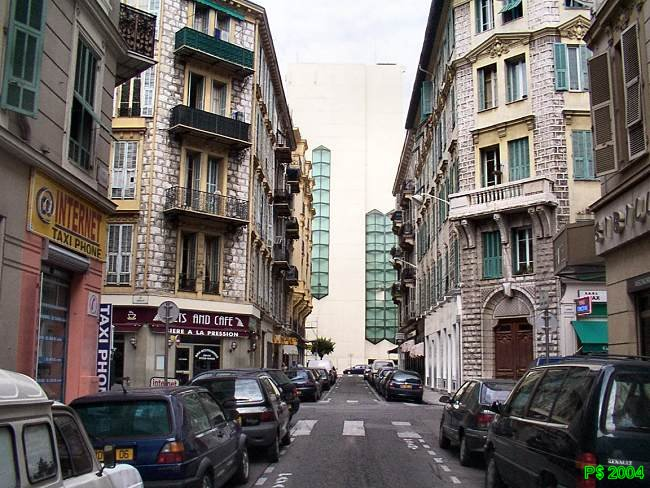
Anecdote: Au fond, une tour-parking construite avec dérogation municipale. Le stockage y est informatisé.

- no 2 : Palais Pertinax  : entrée « principale » au 26 rue Pertinax

#### Spitalieri (rue)
Du nom d'une famille: les Spitalieri de Cessole. La rue est située près du centre commercial Nice-Etoile, elle est piétonne.

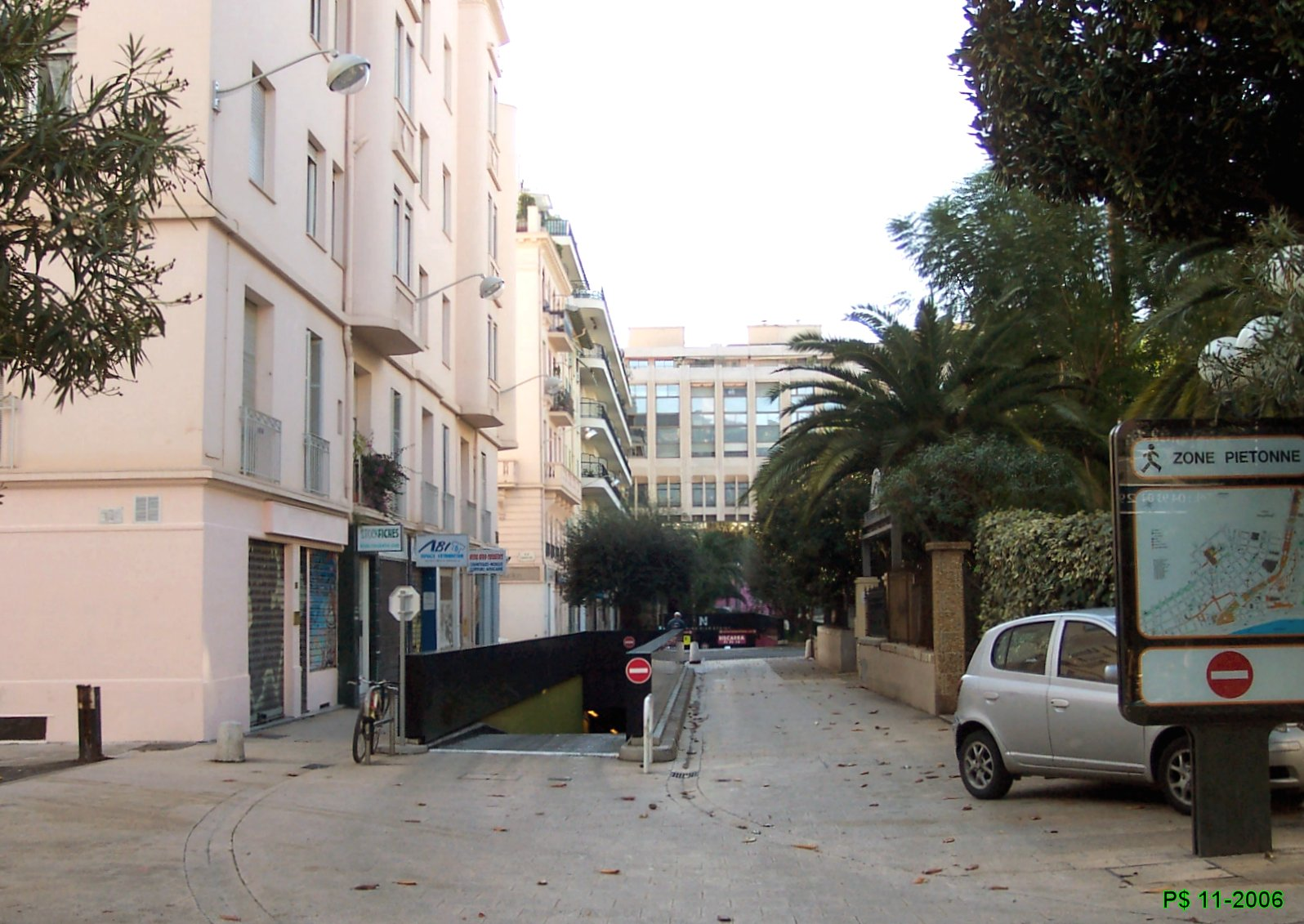
Vue W vers le centre commercial,
sortie du parc de stationnement souterrain « Nice-Etoile »

- no 2 : Palais Graziella

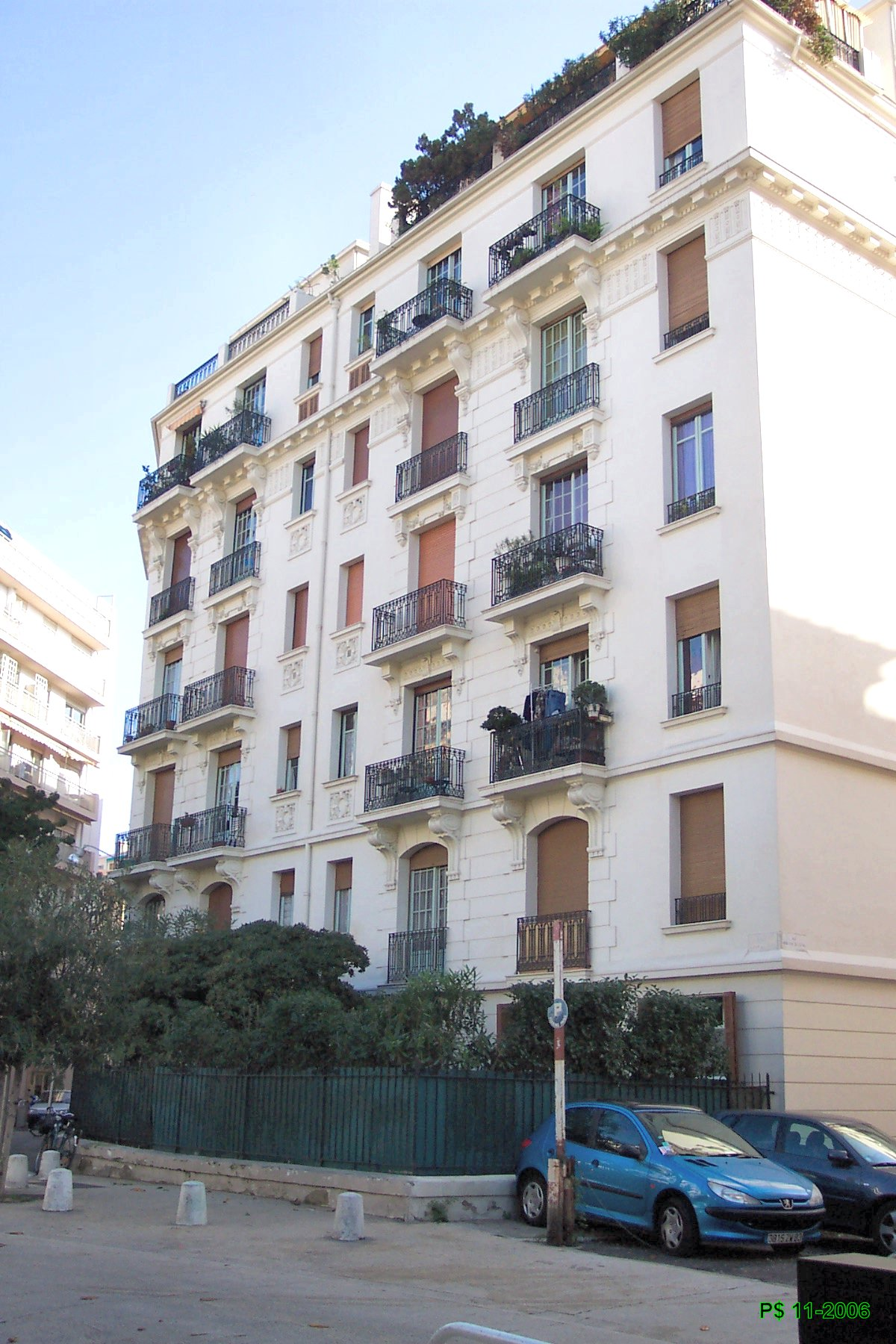
Quartier Carabacel-Rue Spitalieri Le palais Graziella. Vue générale.
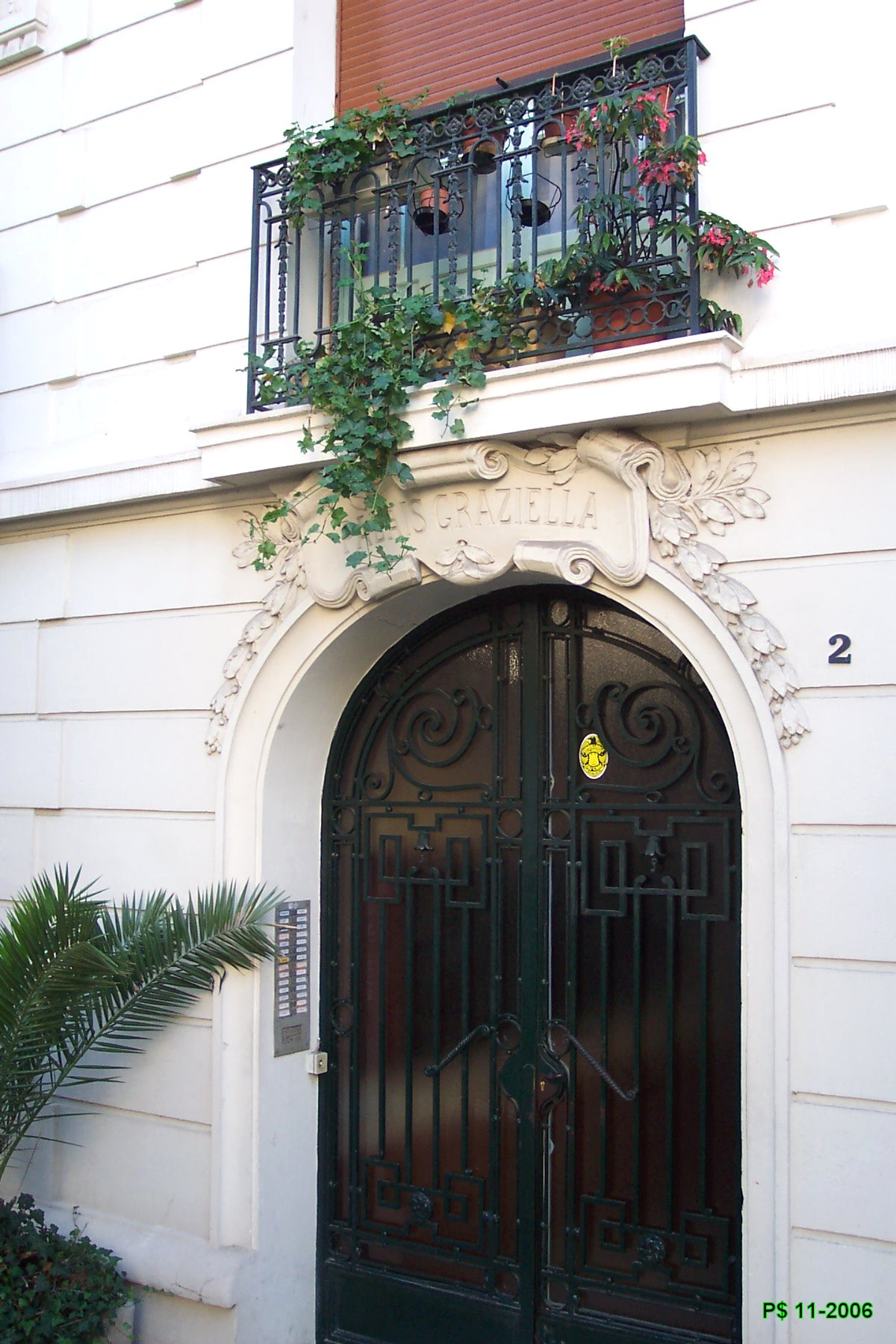
Le palais Graziella. Détail de l'entrée.

### T
- Tonduti de l'Escarène (rue) anciennement Tondut de l'Escarène (rue) : quartier Carabacel :
no 2 : les auteurs (Hervé Barelli) parlent du Palais Audibert de Saint-Étienne ou Palais Renaud de Falicon. Palais construit en 1844-1847 par la famille Audibert possédant le fief de Saint-Étienne-de-Tinée et passé par mariage à la famille Renaud de Falicon (fief à Falicon). Le mode de désignation du bâtiment est semblable à celui des palais du Vieux-Nice.
no 27 : Maison Pierre Crulli
- Tiranty (rue)

Petite ruelle parallèle à l'Avenue Maréchal Foch au nord.
Le nom : Très ancienne famille du comté de Nice originaire de Levens. Elle possédait de nombreux terrains lotis entre la future place Masséna et la future voie ferrée. La majeure partie de ces terrains, comprenait jardins, prairies, constructions et exploitations commerciales, et composait un domaine important.

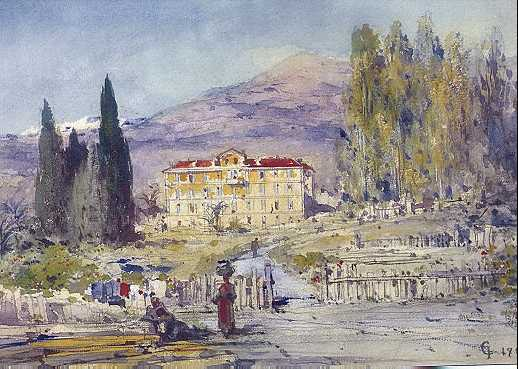
La villa Tiranty située approximativement vers l'actuelle rue Gioffredo. Tableau des années 1750. Au premier plan, le Paillon, sur la gauche, le vallon Saint-Michel recouvert pour la future avenue Jean-Medecin actuelle.

- no 1 : Villa Émilie. Probablement appartenant à la famille Tiranty. Le côté nord ne paye pas de mine, mais la belle façade se trouve sur l'Avenue Maréchal Foch, sa façade sud est bien ensoleillée.

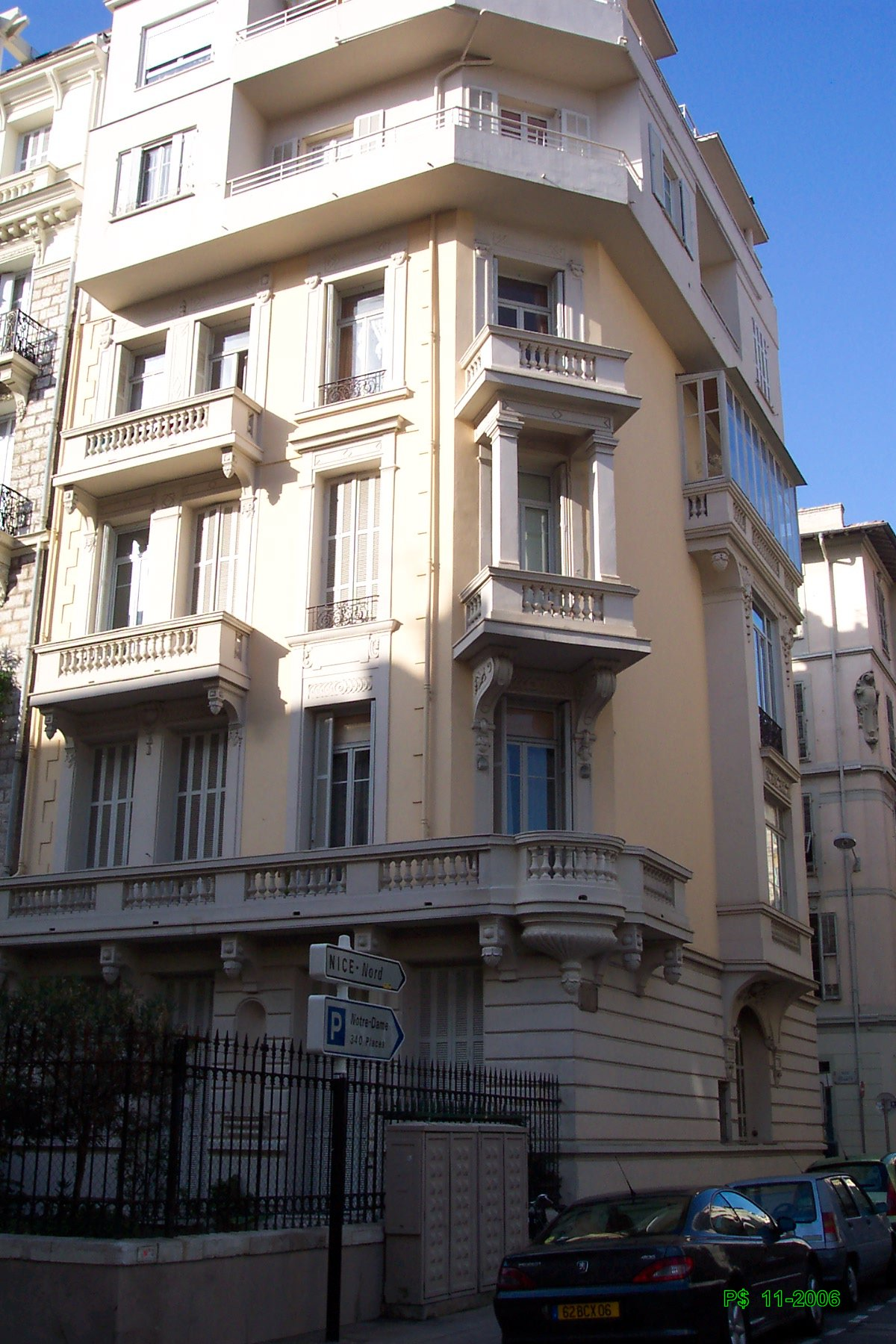
Villa Émilie, façade du côté avenue Maréchal Foch
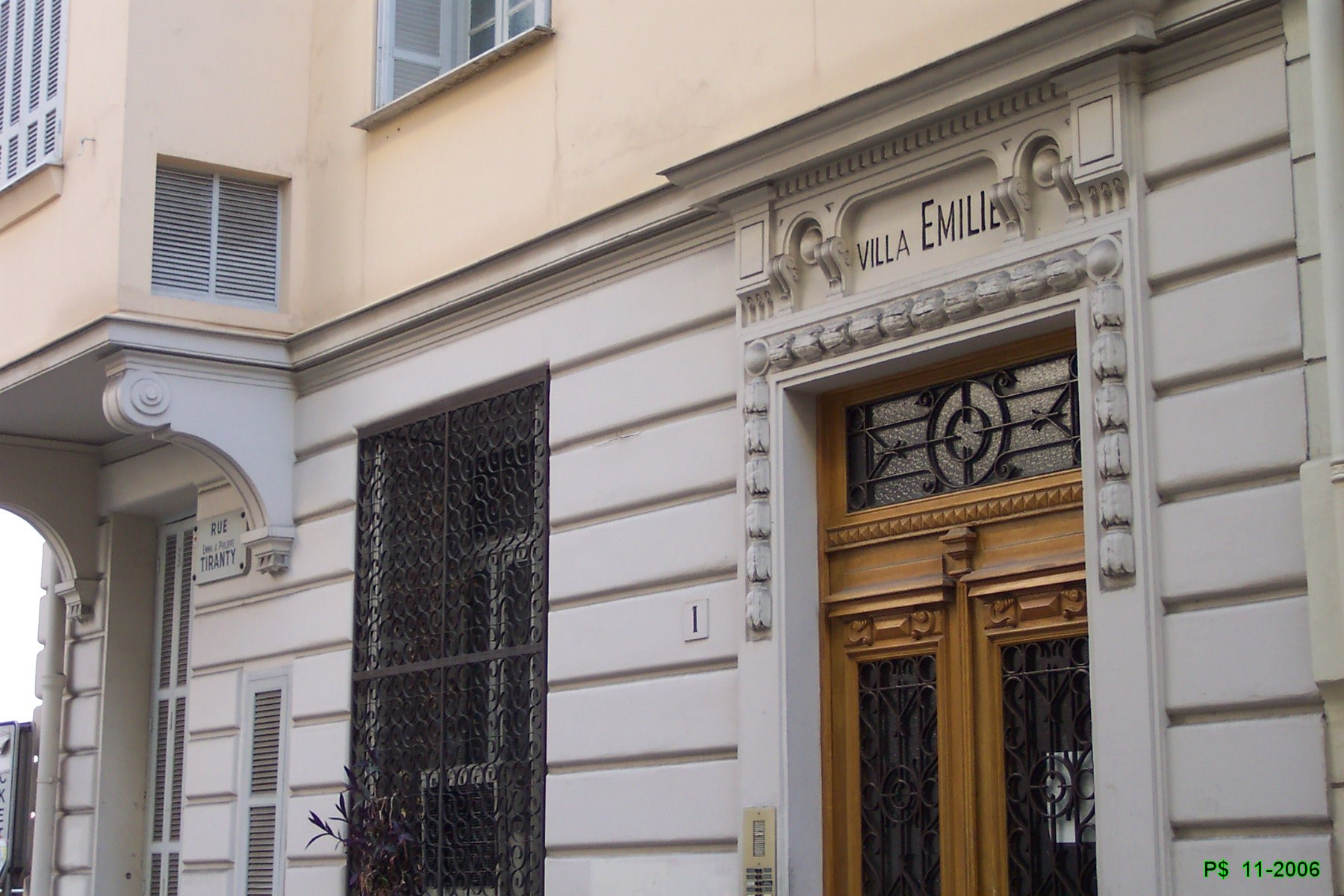
Villa Émilie, entrée rue Tiranty.

### Y

#### Yves-Klein (place
Quartier Carabacel / Paillon